# Ungarische Grammatik
Dieser Artikel beschreibt die ungarische Grammatik, insbesondere solche Merkmale, die für das Ungarische im Vergleich zum Deutschen und zu anderen Sprachen besonders charakteristisch sind.

## Allgemeine Eigenheiten des Ungarischen
Vom Sprachtypus her gehört die ungarische Sprache zu den agglutinierenden Sprachen; dies hat sie mit den ihnen am nächsten verwandten Sprachen wie Estnisch und Finnisch gemeinsam, außerdem mit Turksprachen wie dem Türkischen. Anders als in den flektierenden Sprachen wie den indoeuropäischen, in denen die Bildung von Wortformen häufig viele Unregelmäßigkeiten aufweist, relativ kompakt und manchmal durch Eingriffe in die gesamte Wortgestalt zustande kommt, erfolgt dies im Ungarischen durch das Anhängen einer Serie separater Endungen (Suffixe), welches Verfahren Agglutination („Ankleben“) genannt wird. Darüber hinaus werden Verhältnisse des Besitzes, der Richtung, der Zeitlichkeit usw., die im Deutschen durch eigenständige Wörter gebildet werden, im Ungarischen auch durch Endungen ausgedrückt. Die Suffixe werden dabei in genau festgelegter Reihenfolge an die Wortstämme angehängt, wodurch ein ungarischer Text, verglichen mit dem Deutschen, aus weniger, aber längeren Wörtern besteht.

### Suffixe
Franz Liszt soll beim Erlernen des Ungarischen nach der fünften Unterrichtsstunde angesichts des Wortes tántoríthatatlanság „Unerschütterlichkeit, Unbeirrbarkeit“ das Lernen aufgegeben haben. Es setzt sich wie folgt zusammen:
```
tántorít
 „(er) schwankt“

tántoríthat
 „(er) kann schwanken“

tántoríthatatlan
 „nicht schwanken könnend = unerschütterlich, unbeirrbar“

tántoríthatatlanság
 „Unerschütterlichkeit“
```

Die meisten ungarischen Wurzeln sind einsilbig. Im Ungarischen entstehen die meisten Wörter durch Anfügen mehrerer Endungen (Suffixe) an eine Wurzel oder einen schon vorhandenen Wortstamm. Auf diese Weise kann ein einzelnes Wort aus einer ganzen Reihe von Bestandteilen zusammengesetzt sein:
```
a zene
 „die Musik“

a zenész
 „der Musiker“

a zenésznek
 „dem Musiker“ (Dativ)

a zenészek
 „die Musiker“

a zenészeknek
 „den Musikern“ (Dativ Plural)
```

Im Deutschen wird an das Wort „Musiker“ einfach ein 'n' angehängt, um den Dativ Plural zu bilden. Im Ungarischen hingegen gibt es das Pluralsuffix -ek und das Dativsuffix -nek, und beide müssen kombiniert werden, um diese Funktion auszudrücken. An diesem Beispiel zeigt sich deutlich das Deutsche als flektierende, das Ungarische als agglutinierende ('anhäufende') Sprache.
Ungarische Texte bestehen aus viel weniger einzelnen Wörtern als beispielsweise Texte in deutscher oder französischer Sprache, da die Endungen vieles ausdrücken können, was in diesen Sprachen durch selbständige Wörter vermittelt werden muss. Die folgenden Beispiele zeigen, wie einem ungarischen Wort mehrere deutsche Wörter in der Übersetzung entsprechen können:
```
Man kann das oben aufgeführte Wort 
tántoríthatatlanság
 noch erweitern:

tántoríthatatlanságunk
 „unsere Unbeirrbarkeit“

tántoríthatatlanságunkkal
 „durch unsere Unbeirrbarkeit“
```

Ein anderes Beispiel, in welchem einem ungarischen Wort vier deutsche entsprechen:
```
hív
 „(er) ruft“

felhív
 „(er) ruft an“

felhívhat
 „(er) kann anrufen“

felhívhatlak
 „Ich kann dich anrufen“
```

Leider kann man einem ungarischen Wort nicht ansehen, ob es ein Nomen (Substantiv, Adjektiv, Pronomen) oder ein Verb ist. Viele Suffixe kommen sowohl bei Nomen als auch bei Adjektiven vor:
```
-ul
 bildet Adverbien aus Substantiven und Adjektiven, aber auch Vorgangsverben (z. B. 
javul
 „verbessert sich“).

-om
 bezeichnet die 'mein-Form' (
borom
 „mein Wein“) und die bestimmte ich-Form (
hozom
 „ich bringe es“).

-ott
 war die ursprüngliche Endung für den Lokativ (
Vácott
 „in Vác“) und bezeichnet das Partizip Perfekt (
hozott
 „gebracht“).

-i
 bildet Adjektive, die auch substantiviert verwendet werden können, wie auch die bestimmte er-Form (
kéri
 „er verlangt es“).
```

### Vokalharmonie
Eine wesentliche Eigenschaft des Ungarischen ist die Vokalharmonie, das „Zueinander-Passen“ der einzelnen Vokale eines Wortes. Sie existiert auch in den mit dem Ungarischen verwandten Sprachen wie Finnisch und Estnisch, außerdem in noch vollkommenerer Form im Türkischen.
In den germanischen Sprachen gibt es ein vergleichbares Phänomen, den Umlaut:
```
Haus -> häuslich
Hand -> zweihändig
Tor -> töricht
Bube -> Büblein
```

Hier wird durch ein i-haltiges Suffix der Stamm (Haus, Hand, Tor, Bube) umgelautet, indem ein dunkler Vokal (au/a/o/u) zu einem hellen Vokal gemacht wird, wie es das ‚i‘ schon ist. - Die Vokalharmonie funktioniert andersherum: der Stamm eines Wortes bleibt unverändert, aber der Vokal des Suffixes passt sich an. So wird im Ungarischen beispielsweise die Mehrzahl durch das Suffix -ok gebildet; tritt diese Endung jedoch an ein Substantiv mit hellem Vokal, wird daraus ein -ök:
- nap -> napok „Tag -> Tage“ (a und o sind dunkle Vokale)
- sün -> sünök „Igel -> (mehrere) Igel“ (ü und ö sind helle Vokale)

Auf diese Weise kommt es oft vor, dass ein ganzes langes ungarisches Wort nur aus entweder hellen oder dunklen Vokalen besteht.
Die Verteilung zwischen dunklen und hellen Vokalen ist im Ungarischen jedoch etwas kompliziert, da die Vokale e/é, i/í meistens als helle, aber vielfach auch als dunkle Vokale gelten können.
- Zweifelsfrei helle Vokale sind nur ö/ő, ü/ű
- Zweifelsfrei dunkle Vokale sind a/á, o/ó, u/ú

Eine weitere Unregelmäßigkeit ergibt sich dadurch, dass ein Suffix mit kurzem ö nur dann erlaubt ist, wenn die unmittelbar vorausgehende Silbe als Vokal ein ö/ő oder ü/ű enthält; ansonsten wird aus dem ö ein e:
```
sün -> sünök
 „Igel -> (mehrere) Igel“: die Silbe 
sün
 enthält ein 
ü
, also darf hier das Suffix 
-ök
 angehängt werden.

cím -> címek
 „Adresse -> Adressen“: die Silbe 
cím
 enthält keinen ö- oder ü-Laut, darum muss hier, im Gegensatz zu obigem Beispiel, als Endung 
-ek
 stehen.
```

Ein Wort wie ház bekommt also Suffixe mit den Vokalen der oberen Tabellenzeile angehängt, eines wie sün mit den Vokalen der unteren Zeile. Jedoch einem Wort wie cím kann man nicht ansehen, mit welcherlei Vokalen seine Suffixe versehen werden sollen, da der Vokal í mehrdeutig ist. In diesem Fall gilt das Wort als hellvokalisch, weshalb der Plural címek lautet, aber das Substantiv cél „Ziel“ gilt als dunkelvokalisch und bekommt daher den Plural célok:
```
Wortstamm mit dunklem Vokal: 
ház -> házak, cél -> célok

Wortstamm mit hellem Vokal: 
sün -> sünök
, aber 
cím -> címek
```

Man muss bei Wörtern, die als Vokale NUR e/é/i/í enthalten, quasi jedes Mal lernen, ob sie als hell oder dunkel einzuordnen sind (cél ist also ein 'dunkles' Wort, trotz seines é). Allerdings ist die Anzahl an Wortstämmen, deren Stammvokal e/é/i/í als dunkel zu zählen ist, sehr gering; in den Kapiteln Nomen und Verben werden die gebräuchlichsten von ihnen aufgezählt.
Ist ein Wort jedoch mehrsilbig und enthält irgendeinen der zweifelsfrei dunklen oder hellen Vokale, kann man hieraus auch ablesen, wie etwaige e- oder i-Laute einzuordnen sind.
Man erhält auf diese Weise „Paare“ oder „Tripel“ von Suffixen. Aus folgender Tabelle geht hervor, welchem dunklen Vokal eines Suffixes welcher helle Vokal entsprechen würde.
|                                        | Das Wort bekommt Suffix mit … | Das Wort bekommt Suffix mit …    | Das Wort bekommt Suffix mit … | Das Wort bekommt Suffix mit … | Das Wort bekommt Suffix mit … | Das Wort bekommt Suffix mit … |
| -------------------------------------- | ----------------------------- | -------------------------------- | ----------------------------- | ----------------------------- | ----------------------------- | ----------------------------- |
| Wortstamm hat dunklen (velaren) Vokal  | a, á                          | o                                | ó                             | u, ú                          | é                             | i, í                          |
| Wortstamm hat hellen (palatalen) Vokal | e, é                          | ö (nach Silbe mit ö/ü) e (sonst) | ő                             | ü, ű                          | é                             | i, í                          |

Im Prinzip genügt es also, von allen Suffix-Paaren oder -Tripeln nur die dunkelvokalischen Variante zu lernen, denn die hellvokalischen kann man sich selbst bilden. Als Pluralsuffix lernt man also -ok und kann dann obiger Tabelle entnehmen, dass hieraus unter Umständen ein -ök oder -ek werden muss. Weitere Beispiele:
```
Wortstamm mit dunklem Vokal: 
a háznak
 „dem Haus“, 
a házon
 „auf dem Haus“, 
házként
 „als Haus“, 
a házig
 „bis zum Haus“
Wortstamm mit hellem Vokal: 
a sünnek
 „dem Igel“, 
a sünön
 „auf dem Igel“, 
sünként
 „als Igel“, 
a sünig
 „bis zum Igel“
```

An den letzten beiden Beispielen zeigt sich, wie die Vokale é/i/í sowohl für dunkel- als auch für hellvokalische Wörter gelten.
```
Dunkelvokalisches Wort: 
vár
tok
 „ihr wartet“
Hellvokalisches Wort, letzter Vokal des Wortes ist 
ö/ü
:  
ül
tök
 „ihr sitzt“
Hellvokalisches Wort, letzter Vokal des Wortes ist ein andrer: 
ültet
tek
 „ihr setzt“
```

Die Endung für die ihr-Form ist also -tok/tök/tek. Im Falle von ültök wird die mittlere Variante genommen, weil hier eine Silbe mit ü unmittelbar der ihr-Form vorausgeht. Im Falle von ültettek steht jedoch zwischen dem ü und der ihr-Form noch die Silbe -tet, die keinen ö/ü-Laut enthält; deshalb muss hier die dritte Variante stehen.
Es gibt nur drei Ausnahmen, in denen obige Tabelle nicht anwendbar ist, und zwar bei einigen Endungen der bestimmten Konjugation im Präsens:
```
Dunkelvokalisches Wort: 
várja, várjátok, várják
 „er wartet auf ihn, ihr wartet auf ihn, sie warten auf ihn“
Hellvokalisches Wort:   
kér
i
, kér
itek
, kér
ik
 „er verlangt es, ihr verlangt es, sie verlangen es“
```

```
Hier finden sich also die Entsprechungen 
ja/i, játok/itek, ják/ik
.
```

Bei Fremdwörtern gibt es manchmal Unsicherheiten oder Schwankungen in Bezug darauf, ob das Wort als hell oder dunkel gelten soll, denn Fremdwörter sind meistens aus dunklen und hellen Vokalen (e/é/i/í) zusammengesetzt. So müsste beispielsweise das Wort objektív die Adverbendung -an mit dunklem Vokal annehmen, da das Wort ein zweifelsfrei dunkles o enthält. Jedoch ist auch -en möglich:
```
objektív -> objektívan / objektíven
 „auf objektive Weise“.
```

Bis ins 20. Jahrhundert hinein unterschied das Ungarische zwischen kurzem offenem 'ä' (wie im deutschen Zäsur) und kurzem geschlossenen 'e' (wie im deutschen Zenit), obwohl beide immer mit demselben Buchstaben e geschrieben wurden. Die hellvokalische Entsprechung zu a war 'ä', und diejenige zu o war 'e'. Dadurch waren zum Beispiel die Verbformen kértek „ihr fordert“ (früher [ke:rtäk] gesprochen) und kértek „sie forderten“ (früher [ke:rtek] gesprochen) unterschieden, die heute aber gleich klingen.

### Weitere Eigenheiten des Ungarischen
Sehr häufig ist im Ungarischen der 'k'-Laut anzutreffen, denn er hat viele Funktionen: Bildung der Mehrzahl und der ich/wir/ihr/sie-Formen:
```
házak
 „Häuser“, 
várok, várunk, vártok, várnak
 „ich warte, wir warten, ihr wartet, sie warten“.
Außerdem: 
házunk, házuk
 „unser Haus, ihr [their] Haus“.
Kurios ist auch das Wort 
pulykakakas
 „Truthahn“.
```

Das Ungarische kennt ursprünglich keine Wörter (bzw. Stämme), die mit zwei oder mehr Konsonanten beginnen. In älteren Zeiten fügte man einen Vokal hinzu:
- Vom Deutschen ‚Schnur‘ (mittelhochdt. ,snûr‘) stammt ungarisch zsinór. Zwischen die zwei Konsonanten 'sn' am Wortanfang wurde also ein 'i' eingeschoben.
- Vom deutschen ,Stall‘ stammt ungarisch istalló mit einem 'i' vorneweg. Ähnlich: istráng „Zuggurt“, iskola „Schule“.

In späterer Zeit wurden solche Konsonantenverbindungen unverändert übernommen; man erkennt an ihnen ein Wort sogleich als Fremdwort:
- kráter, gleccser, griff, grotta, flekk, friss, drót, blamál, strand, stimmel, spenót, spárga, spékel, slampos...

Weitere Eigenheiten sowie Beziehungen zu verwandten wie auch zufällige zu nur benachbarten Sprachen zeigt folgende Tabelle:
| Ungarisch | Verwandte Sprachen                                                                     | Benachbarte Sprachen |
| --- | -------------------------------------------------------------------------------------- | --- |
| Es gibt kurze und lange Vokale, auch unbetonte Silben können lange Vokale haben | Finnisch ebenso.                                                                       | Tschechisch ebenso. |
| Betonung stets auf der ersten Silbe eines Wortes | Finnisch ebenso.                                                                       | Tschechisch ebenso. |
| 'e, i' gelten in der Vokalharmonie als neutrale Vokale. (Möglicher Zusammenfall eines hellen und eines dunklen i-Lautes (ähnlich dem polnischen 'y'))                                                                      | im Finnischen gelten 'e, i' ebenfalls als neutrale Vokale.                             | (Im Tschechischen hat ein solcher Zusammenfall stattgefunden, aber nicht orthographisch, wo man 'i, y' auseinanderhält.) |
| Der Superlativ wird vom Komparativ aus gebildet, in dem ein Präfix vornedran gesetzt wird: jobb -> legjobb „besser -> bester“.                                                                                             | Finnisch hat eine Endung.                                                              | Tschechisch ebenso. |
| * Das Verb kennt drei Zeiten, eine davon wird durch ein Hilfsverb gebildet: ismer, ismert, ismerni fog „er kennt, er kannte, er wird kennen“. Das Imperfekt und Plusquamperfekt wurden aufgegeben.                         | Finnisch hat noch beide Zeiten.                                                        | Tschechisch ebenso. |
| Der perfektive Aspekt wird häufig durch Vorsilben am Verb vermittelt: ismer „er kennt“ -> megismer „er lernt kennen“, meghal „er stirbt“. (Siehe Kapitel Satzbau)                                                          |                                                                                        | Tschechisch ebenso. |
| Ursprüngliche kurze Vokale am Wortende sind schon vor Jahrhunderten geschwunden, sodass heute viele Substantive in der Grundform (Nominativ) auf einen Konsonanten enden (zum Beispiel 13. Jhd. almu „Traum“, heute álom). | Im Estnischen ebenso (finnisch yksi, kaksi, kolme „1,2,3“ – estnisch yks, kaks, kolm). | Tschechisch ebenso (urslawisches ь, ъ ist überall geschwunden).                                                          |
| Zahlreiche Zischlaute: 's, z, sz, zs, dz'. | Finnisch kennt nur 's'.                                                                | Tschechisch kennt ebenso zahlreiche Zischlaute.                                                                          |
| Es kennt die Vokalqualitäten 'a, e, i, o, u, ö, ü' | Türkisch ebenso, aber außerdem existiert ein dumpfer i-Laut (‚ı’ geschrieben).         | Deutsch ebenso, aber außerdem langes 'äh'.                                                                               |
| Vorsilben am Verb sind trennbar: feltankol -> tankolj fel! |                                                                                        | Deutsch ebenso: „auftanken -> tanke auf!“                                                                                |
| Ins Türkische lässt sich dieser Satz wortwörtlich übersetzen, jedoch mit dem Verb am Satzende: Bir arabam var. |                                                                                        | |

Das Ungarische scheint außerdem viele Wörter und Redewendungen aus dem Deutschen aufgenommen zu haben (oder es bestehen in einigen Fällen zufällige Ähnlichkeiten):
```
na és?
 ist wörtlich und sinngemäß „na und?“

fel-
 bedeutet „(hin)auf“, woraus gebildet werden: 
feltankol, felsrófol, felesz
 „auftanken, aufschrauben, aufessen“

viszontlátásra
 ist wörtlich: ‚wieder-seh-ung-auf‘, also „Auf Wiedersehen“.
```

Kurioserweise sind manche Verbendungen des Ungarischen mit denen des Armenischen ähnlich:
```
'-m' (ich), '-sz' (du), keine Endung (er), '-nk' (wir), '-tok'/armenisch '-k' (ihr), '-nak'/armenisch '-n' (sie).
```

#### Allgemeine Unregelmäßigkeiten
Manche unregelmäßig gebildete Formen des Ungarischen – die es in weit größerer Zahl besitzt als es für agglutinierende Sprachen „angemessen“ scheint, die es dadurch aber noch lange nicht zu einer flektierenden Sprache machen – erklären sich aus der Veränderung von Lauten im Laufe der Sprachgeschichte. Besonders hiervon betroffen sind:
- Ursprüngliche kurze Vokale am Wortende sind in der Regel ausgefallen:
  - Das Perfekt (vollendete Vergangenheit) wird mit dem Suffix -ta gebildet; in der 3. Person Singular folgt hiernach keine Endung, und das 'a' am Ende fällt weg: vártam „ich wartete“, vártak „sie warteten“, aber: várt „(er/sie) wartete“ ohne 'a'.
- Ursprüngliches langes 'á, é' (in Fremdwörtern auch 'ó') erscheinen am Wortende gekürzt. Vor den allermeisten Suffixen gilt daher die Regel, dass auslautendes 'a, e, o' der Grundform lang werden muss:
  - órák, órának „die Stunden, der Stunde“, aber: óra „die Stunde“.
  - várták „sie erwarteten es“, aber várta „er/sie erwartete es“.
  - maga „(er/sie) selbst“ bildet darum den Akkusativ magát „sich selbst“ mit langem 'á'.
- Der Vokal 'v' [gesprochen wie in 'Vase'] ist flüchtig und ist am Ende eines Wortes oder nach einem Konsonant in manchen Fällen verschwunden oder mit dem andern Konsonanten verschmolzen:
  - lovak, lovat „Pferde, Pferd (Akkusativ)“, aber ló „Pferd (Nominativ)“.
  - jövök, jövünk „ich komme, wir kommen“, aber jönni „kommen“ (aus 'v+n' wurde 'nn').
  - órával „mit der Uhr“, aber házzal „mit dem Haus“ (aus 'z+v' wurde 'zz').
- Der Laut ‚j‘ verschmilzt mit manchen vorausgehenden Lauten:
  - Aus altem 't+j' wurde im Konjunktiv 'ts' [t:ʃ] oder 'ss' [ʃ:]: segít -> segíts! „helfen -> hilf!“ (nicht: *segítj).
  - Aus 'z+j' wird im Indikativ und Konjunktiv 'zz': hoz -> hozzuk „er bringt -> wir bringen es“ (nicht: *hozjuk).
- Altes palatalisiertes 'l' [λ] wurde – wie im Französischen und Spanischen – zu [j]. So kommt es zum Beispiel, dass das Wort áll „steht“ mit einem l-Laut endet [a:l:], aber die Befehlsform állj, in der ein 'j' angehängt wird, wird [a:j:] gesprochen.

#### Anredeformen
Das Ungarische kennt neben der informellen Anrede te / ti „du / ihr“ noch folgende formelle oder höfliche Anreden:
|                                                            | Eine einzelne Person wird angeredet | Mehrere Personen werden angeredet |
| ---------------------------------------------------------- | ----------------------------------- | --------------------------------- |
| Die höflichere, respektvollere, aber distanziertere Anrede | ön                                  | önök                              |
| Heutzutage weniger verwendet                               | maga                                | maguk                             |

Die Anwendung von ön/önök und maga/maguk lässt sich ungefähr wie folgt beschreiben:
- Ihre Verwendung hängt ab von sozialem Status und Alter der Sprecher, außerdem unterscheidet er sich je nach Region innerhalb Ungarns.
- ön/önök wird von Jüngeren und Städtern bevorzugt, außerdem gegenüber Unbekannten.
- maga wird bevorzugt in familiären Beziehungen, von älteren Leuten untereinander und in ländlichen Regionen gebraucht. Es kann angewendet werden, wenn beide Sprecher nicht dasselbe Alter und denselben sozialen Status haben; ansonsten kann es aus historischen Gründen als respektlos oder abwertend empfunden werden.

Beide formellen Formen verlangen vom Verb die 3. Person:
- Zu einer einzelnen Person sagt man quasi ,Hat Er schon gegessen?‘ (3. Person Singular). - Vergleiche dazu das im Deutschen veraltete Erzen oder das noch anzutreffende Berliner Er.
- Zu mehreren Personen ,Haben Sie schon gegessen?‘ (3. Person Plural wie beim deutschen ,Sie‘).

Im Folgenden wird im Zusammenhang mit Verben nicht extra darauf hingewiesen, dass alle Formen für die 3. Personen auch zusammen mit ön/önök, maga/maguk verwendet werden können.
- Da im Ungarischen Personalpronomen als Subjekt meist weggelassen werden, kann auch eine einfache Verbform in der 3. Person als formelle Anrede dienen:
  - Hogy van? ist eigentlich: „Wie geht es ihm oder ihr?“ (wörtlich: ‚wie ist?‘), aber es kann auch bedeuten „Wie geht es Ihnen?“ (zu einer einzelnen Person).
Hogy vannak? (wörtlich ‚wie sind?‘) desgleichen zu mehreren Personen.
Jól aludt? „Haben Sie gut geschlafen?“

Das Wort ön bedeutet eigentlich „eigen“, und maga bedeutet „selbst“. Besonders maga hat noch viele weitere Bedeutungen und Anwendungsmöglichkeiten als die hier dargestellten:
- önálló „selbständig“ (ön „eigen-“, álló „stehend“), önuralom „Selbstbeherrschung“
- magabízó „selbstbewusst“ (wörtlich ‚selbstvertrauend‘), magán „privat“,
György kizárta magát „Georg hat sich ausgesperrt“, magam „(m)ich selbst“ …

Weiteres hierzu im Kapitel Satzbau.
In älteren Zeiten waren noch andere Anredeformen gebräuchlich, zum Beispiel:
- Vannak az úrnak gyermekei? „Hat der Herr Kinder?“[9]
- Nagyságos úr/asszony „Hochwürden“, méltóságos úr/asszony „gnädige(r) Herr/Frau“[10]

## Nomen
Das Ungarische kennt wie das Deutsche die nominalen Wortarten Substantiv, Adjektiv, Pronomen und Determinativ (Artikel udgl.). Sie alle können in die Mehrzahl (Plural) gesetzt werden und eine Reihe gewisser Endungen (Suffixe) annehmen, die gewöhnlich als Fälle (Kasus) bezeichnet werden. Ungarische Nomen drücken jedoch nicht das Geschlecht (Genus) aus, es gibt beispielsweise nur ein einziges Wort für „er“ oder „sie“.
Attribute (adjektivische Pronomen, Determinative und Adjektive) gehen dem Substantiv voraus und sind in dieser Position unveränderlich. In folgendem Beispiel verändert sich nur das jeweils letzte Wort, alles vorausgehende bleibt gleich:
```
nagy
 „groß“

a ház
 „das Haus“

a nagy ház
 „das große Haus“

a nagy ház
ak
 „die großen Häuser“

a nagy házak
nak
 „den großen Häusern“
```

Hingegen gibt es im Ungarischen eine große Anzahl an Adverbien, die hinter das Hauptwort gesetzt werden, so wie man im Deutschen dem Haus gegenüber oder des Umbaus wegen sagt. Man nennt in den ungarischen Grammatiken solche Adverbien, die ein Substantiv näher bestimmen, „Postpositionen“. Sie sind in der Regel zusammengesetzt aus einem Substantiv und einer altungarischen Kasusform, so wie das Deutsche „wegen“ vom Wort „Weg“ abgeleitet ist. Einige solcher Adverbien „verwachsen“ mit dem vorausgehenden Substantiv; so bildet man die meisten der sogenannten „Fälle“ des Ungarischen. Zum Beispiel:
- a nagy házak mellett „neben den großen Häusern“. Das Wort mellett bedeutete ursprünglich „an der Brust“.[11]
- egy ház alatt „unter dem Haus“. Das Wort alatt bedeutete ursprünglich „am unteren Teil“.[12]
- egy házba „in ein Haus“. Das Suffix -ba leitet sich von bél Innereien her.[13]

Näheres hierzu im Abschnitt Fälle.

Folgende Nomen des Ungarischen sind dunkelvokalisch, obwohl sie nur aus den Vokalqualitäten e oder i bestehen:
```
cél, csík, csín, díj, fiú, fing, gyík, héj, híd, híg, íj, ín, ír, kín, lik, nyíl, nyír, pír, sík, síp, sír, szíj, tik, víg, zsír, derék
.
```

Ihre Pluralform beispielsweise endet auf dunkles -ok oder -ak: célok „Ziele“, hidak „Brücken“.

### Allgemeines

#### Besitzangabe
Das Ungarische kennt keine attributiven Possessivpronomen. Stattdessen wird an das Substantiv ein Possessivsuffix angehängt:
```
ház
 „Haus“

a házam
 „mein Haus“ (quasi: das Haus-mein)

a házunk
 „unser Haus“ (quasi: das Haus-unser)
```

Im Plural steht zwischen Stamm und Possessivsuffix das Pluralsuffix -i-:
```
a házaim
 „meine Häuser“ usw.
```

An das Substantiv mit Possessivsuffix können wiederum alle Kasus-Endungen herantreten:
```
a házam
nak
 „meinem Haus“ (entspricht dem deutschen Dativ)

a házaimnak
 „meinen Häusern“
```

#### Numerus
Das Ungarische kennt die Numeri Einzahl und Mehrzahl (Singular und Plural). Der Plural wird grundsätzlich durch das Suffix -k ausgedrückt:
```
nap; napok
 „Tag; Tage“

nagy; nagyok
 „groß; große“

ez; ezek
 „dies; diese“

ő; ők
 „er/sie; sie (Pl.)“

ki; kik
 „wer?; wer alles?“

mi; mik
 „was?; was alles?“
```

kik und mik werden benutzt, wenn man nach mehr als einer einzigen Person bzw. Sache fragt.
Ausnahmen sind nur die Personelpronomen mi „wir“ und ti „ihr“.
Die besondere Bezeichnung des Plurals wird jedoch nur angewendet, wenn sie nach ungarischem Empfinden „notwendig“ erscheint; sie unterbleibt daher in vielen Fällen:
- Generell nach einem Zahlwort: egy fa, három fa „ein Baum, drei Bäume“.
- Generell nach sok „viele“ und minden „alle/jeder“: sok fa, minden fa „viele Bäume, alle Bäume“.
- Bei Adjektiven vor dem Substantiv (also als Attribut): nagy házak „große Häuser“; nur házak „Häuser“ steht im Plural, nicht aber nagy „groß“.
- Bei der Angabe von „es gibt / es gibt kein“. In folgenden Beispiel bleiben sowohl szék „Stuhl“ als auch die Prädikate (van/kapható/nincs) im Singular:
  - Van szék a szobában „Es gibt einen Stuhl oder Stühle im Zimmer“.
  - szék kapható „ein Stuhl oder Stühle sind erhältlich.“
  - Nincs szék a szobában „Es gibt keinen Stuhl oder keine Stühle im Zimmer“.
- Wenn mehreren Personen jeweils ein bestimmtes Ding zukommt: a fejünk „unsere Köpfe“ (gemeint ist jeweils ein Kopf pro Person; wörtlich bedeutet der Ausdruck ‚unser Kopf‘).
- Bei Haaren und Zähnen steht das kollektive haj, fog:
  - Rövid a hajam „Mein Haar ist kurz“ (wörtlich: ‚kurz das Haar-mein‘).
  - Fáj a fogam „Ich habe Zahnschmerzen“ (sinngemäß: ‚mein Zahn tut weh').
- Ebenso in der Regel bei paarig auftretenden Körperteilen. Dies gilt auch für Körperteile mehrerer Personen:
  - Fáj a lábam „Meine Füße tun weh“ (lábam bedeutet wörtlich quasi „mein Gefüß“).
  - Fáj a lábunk „Unsere Füße tun weh“.
- Im Singular werden verwendet minden; mindenki „alles; jedermann / alle (Leute)“, sokan „viele (Leute)“, hányan „wie viele (Leute)?“, néhányan „manche (Leute)“ …

Um einen einzelnen Körperteil zu bezeichnen, setzt man egyik davor, meist mit dem bestimmten Artikel az davor: az egyik fogam / lábam, quasi „mein einer Zahn / Fuß“. Ein einzelnes Haar bezeichnet man durch den Ausdruck hajszál.
- Sogar bei der Konstruktion az ő házuk „ihr [their] Haus“ (sinngemäß: 'das sein ihrHaus') wird nicht die Plural ök verwendet. Mehr zu Besitzkonstruktionen findet sich im Kapitel Satzbau.

Steht ein Ausdruck im Singular als Subjekt des Satzes, wird auch das zugehörige Verb im Singular gebraucht: sok fa nem tud életben maradni „viele Bäume können nicht überleben“ (wörtlich: ‚viel Baum nicht weiß amLeben bleiben‘) mit der Singularform tud „er weiß“ statt tudnak „sie wissen“.
Anders als im Deutschen werden jedoch Adjektive im Prädikat (also zusammen mit dem Verb 'sein') in den Plural gesetzt:
- Subjekt im Singular: A ház nagy „Das Haus [ist] groß“.
- Subjekt im Plural:
A házak nagyok „Die Häuser [sind] groß(e)“;
Gyorsak vagyunk „Wir sind schnell(e)“;
Szórakoztatóak vagytok „Ihr seid unterhaltsam(e)“.

Auch zur Zahl Zwei besteht keine besondere Beziehung, denn es gibt auch kein eigenes Wort für 'beide' oder '(k)einer von beiden' wie im englischen (n)either:
- Mindkét macska itt van. „Beide Katzen sind hier“ (wörtlich: ‚alleZwei Katze hier ist‘), Mindketten itt vannak. „Alle beide sind hier“ (wörtlich: ‚alleZweie hier sind‘).
- Egyik a kettő közül még mindig itt él. „Einer von beiden lebt noch hier“ (sinngemäß: 'einer von den zwei lebt noch immer hier').
- Sem az egyik, sem a másik nem emlékszik rá. „Keiner von beiden erinnert sich daran“ (sinngemäß: 'weder der eine, noch der andere erinnertSich daran').

#### Kasus (Fälle)
Im Ungarischen kann ein Substantiv viele verschiedene Formen annehmen. Das Wort házban etwa ist zusammengesetzt aus ház „Haus“ und -ban, welches das Sichbefinden-in-etwas-drin bezeichnet. Beides zusammen bedeutet also „in einem Haus (drin)“, und anders kann man házban nicht ins Deutsche übersetzen, ohne mehrere Wörter zu benutzen. Das ungarische System funktioniert ungefähr so, wie man im Deutschen hierin, hieraus, hiervon, hiermit, deswegen, deshalb, dessentwillen usw. sagt, bloß dass statt 'hier' oder 'des' einfach jedes beliebige Nomen verwendet werden kann, also quasi: 'Hausin, Zementaus, Naturvon, Kindermit'. Die Zahl der auf diese Weise gebildeten Formen beträgt etwa zwei Dutzend; bei allem darüber Hinausgehendem schreibt man Substantiv und seine Funktion als getrennte Wörter, also a ház előtt „vor dem Haus“, wörtlich ‚dem Haus vornedran‘.
Als im Wörterbuch verzeichnete Grundform eines Nomens gilt der Nominativ, der stets endungslos ist und auch als Anredeform (Vokativ) dient. Aus finno-ugrischer Zeit sind darüber hinaus 5 Fälle ererbt: Ein Akkusativ, zwei Lokative, ein Ablativ und ein Lativ. Nur der Akkusativ mit der Endung -t ist in seiner ursprünglichen Form und Funktion noch erhalten. Aus dem Lativ ist der heutige Translativ auf -vá entstanden, und aus dem einen Lokativ der Superlativ auf -n. Die beiden anderen Fälle sind, von erstarrten Formen abgesehen, sozusagen ausgestorben. (Im Türkischen findet sich eine ähnliche Anzahl und Funktion von Fällen.)
Andererseits finden sich um Ungarischen ähnliche Kategorien von Kasus wie im heutigen Finnisch, zum Beispiel drei Ortsfälle, drei Innenraum-Fälle, Essiv und Translativ. Die Formen sind jedoch Neubildungen und überhaupt nicht näher miteinander verwandt – so lauten etwa die Endungen für die finnischen Innenraumfälle -ssa, -sta, -seen, für die ungarischen -ban, -ból, -ba. Es handelt sich also um ungarische Neubildungen.
Im Allgemeinen spricht man dem Ungarischen aber folgende Fälle oder Kasus; es gibt keine verbindliche Reihenfolge:
- 1–3) kommen auch im Deutschen vor: Nominativ (wird auch als Vokativ benutzt), Dativ, Akkusativ
- Ortsfälle (mehr oder weniger auch zeitlich verwendet):
  - 4–6) bei einem Ort: Adessiv, Allativ, Ablativ (bei/zu/von)
  - 7–9) in einem Ort: Inessiv, Illativ, Elativ (in/aus)
  - 10–12) auf einem Ort: Superessiv, Sublativ, Elativ (auf/von)
  - 13) Terminativ (bis)
- 14) Instrumentalis-Komitativ (mit)
- 15) Final-Kausal (für, manchmal: wegen)
- 16) Translativ (zu etwas werdend)
- 17–18) Essiv-Modal (wie etwas), Essiv formal (als etwas)

Manche Autoren rechnen noch andere Formen zu den Fällen, weil auch noch weitere Suffixe mit dem Substantiv zusammen als EIN Wort geschrieben werden, aber andere Autoren sehen hierin Derivationen (Ableitungen in eine andere Wortart, also Adverbialisierung), so wie das deutsche Wort 'spaßeshalber' auch keinen Ursachen-Kasus darstellt.
Die neugebildeten Fälle des Ungarischen sind meist deutlich sichtbar aus einem Substantiv und einem alten Kasus zusammengefügt (näheres hierzu folgt im Abschnitt 'Bildung der Fälle' und im Kapitel 'Postpositionen'). Auch die meisten ungarischen Verhältniswörter sind auf diese Weise gebildet, die Distanz zwischen den neugebildeten Kasus und Verhältniswörtern ist darum nicht so ausgeprägt wie in indogermanischen Sprachen. Die meisten der neuen Kasus können auch selbständig zusammen mit einer besitzanzeigenden Endung vorkommen: zum Suffix -ben „in etwas drin“ gehören die Adverbien bennem „in mir“, benned „in dir“ usw. Schließlich können viele der Kasus-Suffixe auch als Verbalpräfixe dienen: so dient be- als Präfix mit der Bedeutung „innen“. Es gibt also bis zu drei „Verwendungen“ für eine Kasus-Adverb-Präfix-Wurzel:
```
Als Kasussuffix: 
erdő
ben
 „im Wald“
Als Adverb: 
ben
nem
 „in mir“
als Präfix: 
be
menni
 „hineingehen“
```

Während im Deutschen beispielsweise der Genitiv mit ganz verschiedenen Endungen ausgedrückt wird ('de-s', 'Herz-ens', 'Löwe-n', 'de-r'...), hat im Ungarischen in der Regel jeder Kasus seine ganz bestimmte Gestalt, die er in Singular und Plural, bei allen Nomen, Adjektiven und Pronomen beibehält. In den Wörtern embernek „dem Menschen“, embereknek „den Menschen“, nekem „mir“, mindenkinek „jedem“ ist jeweils deutlich das Suffix -nek erkennbar. - Im deutschen Wort den Musikern drückt die Endung '-n' sowohl Plural als auch Dativ aus, während im Ungarischen diese Bedeutung durch zwei unabhängige Suffixe ausgedrückt wird: a zenészek|nek; ebenso: embereknek „den Menschen“.
Attribute bleiben im Ungarischen unflektiert: In der Konstruktion a nagy férfi „dem großen Mann“ bekommt nur das letzte Wort die Dativendung, alle anderen bleiben in der Grundform. (Dies sieht ähnlich aus wie im sächsischen Genitiv des Englischen oder Norwegischen: [the big man]'s / [den store mannen]s.)
Ein ungarischer „Fall“ kann im Prinzip auch an nicht-nominale Ausdrücke angehängt werden, zum Beispiel an Eigennamen, Jahreszahlen oder wörtliche Reden oder Titel:
```
Abrahamtól
 "von Abraham"; 
John Miller-nek hívnak
 „Er heißt John Miller“ (wörtlich: ‚John Miller-DATIV rufen-sie‘).

1950-ben
 „im (Jahre) 1950“.

mi csak „gyere velem“-nek neveztük.
 „wir nannten es einfach ‚komm mit mir‘“
[
16
]

Játssák a 
„Vidám fantomok“
-at.
 „Sie spielen 
‚Die fröhlichen Gespenster‘
“.
[
17
]
```

In einer stark flektierenden Sprache ist dies nicht möglich, sodass etwa im Lateinischen oder den meisten slawischen Sprachen Eigennamen unflektiert bleiben oder ihre Form so angepasst wird, dass sie in ein „Schema“ passen. So ist beispielsweise im Polnischen das Wort attaché nicht deklinierbar, oder im Lateinischen wird beispielsweise der Eigenname Abraham entweder gar nicht dekliniert, oder in ein Schema eingefügt und kann nun Formen annehmen wie: Abrahae, Abraha. Im Ungarischen sind jedoch beide Wörter kein Problem: attasének, attasék..., Ábrahám, Ábrahámot, Ábrahok...

Bei der Beschreibung von Sprachen ging man in früheren Jahrhunderten vom Lateinischen aus; so findet sich eine ungarische Grammatik aus dem 17. Jahrhundert, in der dem Ungarischen 5 Fälle zugesprochen werden – in derselben Anzahl und in denselben Funktionen wie im Latein.

#### Geschlecht (Genus)
Das Ungarische kennt kein grammatisches Geschlecht, alle Substantive, Adjektive und Pronomen sind sozusagen „geschlechtslos“. Es gibt nicht einmal ein Personalpronomen, mit dem zwischen „er“ und „sie“ (Singular) unterschieden werden kann – für beide steht die Form ő. (Wenn also im Folgenden ein Beispielsatz wie nem ment el als „er ging nicht weg“ übersetzt wird, so ist die Übersetzung mit „sie ging nicht weg“ genauso gut möglich, wird der Kürze halber aber nicht hingeschrieben.)
Anders als das ähnlich klingende türkische Pronomen o „er/sie/es“ kann ő jedoch nur auf Personen angewendet werden; in Bezug auf Nicht-Personen (Dinge, Begriffe, Pflanzen, Tiere) muss man zwischen näherem und fernerem unterscheiden: ez / az „dies/jenes“; gleiches gilt in der Mehrzahl: ők bezeichnet mehrere Personen, ezek / azok steht für mehrere Nicht-Personen. Auch bei folgenden Pronomen wird zwischen Personen und Nicht-Personen unterschieden:
| Für Personen: | ki wer? | mindenki jeder | senki niemand | valaki jemand | hányan wie viele Leute?, sokan viele Leute, páran einige (von ihnen), harman drei (von ihnen) usw. |
| Für Dinge:    | mi was? | minden alles   | semmi nichts  | valami etwas  | ilyen / olyan so etwas                                                                             |

Sogar beim Relativpronomen unterscheidet man zwischen Personen und Nicht-Personen:
```
A gyermek, 
aki
 alszik.
 „Das Kind, das schläft.“ (wörtlich: ‚der-wer‘; in älterem Sprachgebrauch konnte 
ki
 auch alleine stehen)

A macska, 
amelyik
 alszik.
 „Die Katze, die schläft.“ (wörtlich: ‚das-welches‘; in älterem Sprachgebrauch auch nur 
mely
)
```

Das Fehlen eines grammatischen Genus ist unter den europäischen Sprachen ein seltener Fall, im weltweiten Sprachvergleich jedoch nicht ungewöhnlich (siehe hierzu den Artikel Genus); so hat beispielsweise das Englische sein grammatisches Geschlecht weitgehend aufgegeben.
Bei Substantiven, die Personen bezeichnen, kann das weibliche Geschlecht durch Anhängen des Wortes nő (Frau) kenntlich gemacht werden (ähnlich dem deutschen -in):
```
tanár
 „Lehrer“ →  
tanárnő
 = „Lehrerin“
```

Ein damit verwandtes Suffix -né (dekliniert nach Klasse 3b) bezeichnet, an den Namen oder Titel eines Mannes angehängt, seine Ehefrau. Im Unterschied zum Deutschen wird dieses Suffix jedoch einerseits nur benutzt, wenn die Frau den Familiennamen des Mannes übernommen hat, und andererseits kann -né auch an den vollen Namen des Mannes angehängt werden:
```
Kovácsné
 „Frau Kovács“ (insofern sie bei der Heirat ihren Namen gewechselt hat)

Kovács Istvánné
 „Frau Kovács“, wörtlicher: „István Kovács’ Gemahlin“ (wobei István ‚Stephan‘ der Vorname des Mannes ist)

király
 König → 
királyné
 „Königingemahlin“
```

#### Artikel
Dem deutschen der/die/das entspricht im ungarischen das vorangestellte Wort az, das vor Konsonanten a lautet. Wie alle Attribute vor einem Substantiv ist es unveränderlich. Es handelt sich jedoch weniger um einen Artikel, wie er im Deutschen angewendet wird, als um eine Partikel zur Angabe der Bestimmtheit, die auch mit Pronomen kombiniert werden kann:
```
a ház
 „das Haus“ (eigentlich: 'DEF Haus').

ez a ház
 „dieses Haus“ (eigentlich: 'dies DEF Haus').

az a ház
 „jenes Haus“.
```

Die beiden letzten Ausdrücke kombinieren also das Pronomen ez bzw. az mit der Partikel. (Ähnliches findet sich beispielsweise im Norwegischen: huset -> dette huset „das Haus -> dieses Haus“, wörtlich ‚dieses Haus-das‘.)
Diese Partikel wird auch bei Angabe des Besitzers verwendet:
```
a házam
 „mein Haus“ (eigentlich: 'DEF Haus-mein').

a házaim
 „meine Häuser“ (eigentlich: 'DEF Haus-PL-mein').
```

(Vergleiche auch hierzu das Norwegische: vennen -> vennen min „der Freund -> mein Freund“, wörtlich: ‚der Freund mein‘.)
Wie auch im Deutschen kann das Zahlwort egy „ein“ unveränderlich als unbestimmter Artikel verwendet werden, wird jedoch weniger häufig als im Deutschen gebraucht. Es kann auch zusammen mit einer Besitzangabe verwendet werden:
```
(egy) barát
 „ein Freund“.

egy barátom
 „ein Freund von mir“.
```

Alternativ steht für letzteres auch die Konstruktion az egyik barátom „einer meiner Freunde“, besonders in Bezug auf Nicht-Personen: az egyik házam „eines meiner Häuser“.
Der Gebrauch oder Nichtgebrauch des Artikels wird im Kapitel Satzbildung näher erläutert.

### Deklination
Die Endungen der Kasus können direkt an den Wortstamm gehängt werden, oder ihnen kann das Pluralsuffix (-k) bzw. ein Besitzsuffix (-m, d, (j)a, unk, tok, (j)uk) vorausgehen. So dient beispielsweise das Suffix -nak zum Ausdruck des Dativ:
```
a háznak
 „dem Haus“

a házaknak
 „den Häusern“

a házamnak
 „meinem Haus“

a házaimnak
 „meinen Häusern“
```

Die im Wörterbuch bezeichnete Form eines Substantivs wird als Nominativ und Vokativ verwendet, außerdem vor den meisten als Postpositionen verwendeten Adverbien. Sie soll hier „Grundform“ genannt werden. Diese Form ist für die meisten Nomen identisch mit dem Wortstamm, an den Suffixe angehängt werden. Es gibt nur sehr wenig unregelmäßige Nomen, deren Grundform vom Stamm abweicht.
Es gibt folgende Klassen von Substantiven und Adjektiven:
- Bei den Klassen 1 und 2 endet der Stamm auf einen (oder mehrere) Konsonanten. Sie können auch o- bzw. a-Klasse genannt werden. Beide kennen noch Unterarten:
  - Klasse 1 ist für Substantive die gewöhnliche, Klasse 2 für Adjektive; es gibt aber auch Substantive bzw. Adjektive aus der jeweils anderen Klasse. Diese beiden Klassen unterscheiden sich dadurch, dass sie in manchen Fällen einen anderen Bindevokal nehmen, Klasse 1 nimmt ein 'o', während Klasse 2 ein 'a' nimmt – bei hellvokalischem Stamm steht in Klasse 2 immer der Vokal 'e' (also auch nach einem ö/ü).
Die Superessivendung -on hat immer ein 'o', ist also unabhängig von den Klassen.
Substantive aus Klasse 2a sind die meisten einsilbigen Substantive mit 'a/á' als Stammvokal, sowie vor allem állat „Kinn“, arany „Gold“, csönd „Stille“, díj „Preis“, fog „Zahn“, föld „Erde“, fül „Ohr“, hal „Fisch“, héj „Schale/Rinde“, hold „Mond“, hölgy „Dame“, hossz „Länge“, íj „Bogen“, könyv „Buch“, lyuk „Höhle/Öffnung“, ól „Schweinestall/Hundezwinger“, öl „Schoß“, örv „Halsband“, öv „Gürtel/Zone“, őz „Reh“, rügy „Knospe“, szakáll „Bart“, szíj „Lederriemen“, szög „Nagel[Werzkeug]“, szomj „Durst“, szűz „Jungfrau“, törzs „Rumpf/Stamm“, tőgy „Euter“, tölgy „Eiche“, toll „Feder/Stift“, ügy „Angelegenheit“, ujj „Finger“, ürügy „Ausrede“, völgy „Tal“, vonal „Linie“. olaj „Öl“ ist im Akkusativ Singular immer olajat, ansonsten kann es nach Klasse 1a oder 2a gebeugt werden..
  - Klasse 1b geht genau wie 1a, hat jedoch eine verkürzte Akkusativ-Singular-Endung: a bor -> a bort „der Wein – den Wein“.
  - Die Klassen 1c und 2c haben jeweils dieselben Endungen wie 1a bzw. 2a, jedoch wird in manchen Fällen in den Stamm hinein ein Vokal 'o/e' eingeschoben:
Zum Beispiel dolog „Sache“ (mit zusätzlichem '-o-'), aber dolgok „Sachen“; ajak „Lippe“ (mit zusätzlichem '-a-'), aber ajkak „Lippen“.
Zu dieser Klasse gehören viele Substantive auf -alom / -elem, sogar Fremdwörter wie cukor.
Im 13. Jhd. endeten diese Substantive in der Grundform noch auf -u, sodass ein zur Erleichterung der Aussprache einzuschiebender Vokal nicht nötig war; statt heutigem álom „Traum“ hieß es noch almu.[21]
  - Klasse 2b hat dieselben Endungen wie 2a, jedoch ist der Vokal des Wortstammes in manchen Kasus verkürzt: út „Straße“, aber utak „Straßen“, utat (Akkusativ), utam „meine Straße“ …
Zu dieser Gruppe gehören insbesondere bél „Darm/Kern/Fruchtfleisch“, cserép „Ziegel/Blumentopf“, dél„Mittag“, dér „Reif (Eis)“, derék „Taille“, ég „Himmel“, egér „Maus“, ér „Ader“, ész „Verstand“, fazék „Kochtopf“, fedél „Decken/Lid“, fél „Hälfte“, fenék „Grund/Boden/Hintern“, fonál „Faden“, fűz „Weidenbaum“, gyökér „Wurzel“, hét „Woche“, hév „Eifer“, híd „Brücke“, ín „Sehne“, jég „Eis“, kanál „Löffel“, kéz „Hand“, kötél „Seil“, közép „Mitte/Zentrum“, kút „Brunnen/Tankstelle“, levél „Brief“, lúd „Gans“, madár „Vogel“, mész „Kalk/Kreide“, mocsár „Marsch/Sumpf“, név „Name“, nyár „Sommer“, nyél „Henkel“, nyíl „Pfeil“, nyúl „Hase“, réz „Kupfer“, sár „Schlamm/Dreck“, sugár „Strahl/Radius“, szamár „Esel“, szekér „Karren“, szél „Wind“, szemét „Abfall/Müll“, szén „Kohle/Kohlenstoff“, tehén „Kuh/Reh“, tél „Winter“, tenyér „Handfläche“, tér „Platz [square]“, tűz „Feuer“, úr „Herr“, út „Weg“, víz „Wasser“.
- Bei Klasse 3 endet die Grundform auf einen Vokal. In manchen Fällen wird nur ein einziger Konsonant angehängt, es gibt also keinen „Bindevokal“ wie bei den konsonantischen Klassen; in den besitzanzeigenden Formen der 3. Person wird stets ein 'j' eingeschoben.
hajó „Schiff“ bildet also Formen wie hajók „Schiffe“, hajón „auf einem Schiff“, hájóm „mein Schiff“, hájója/hajójuk „sein/ihr Schiff“.
  - Ist dieser Vokal ein kurzes -a / -e / -o (Klasse 3a), dann wird dieses vor den meisten angehängten Suffixen lang; in den besitzanzeigenden Pluralformen wird nur -i an den Stamm angehängt (nicht *jai): óra „Stunde“ (mit kurzem 'a'), aber órák „Stunden“, óráim „meine Stunden“; ebenso fekete -> feketék „schwarz“.
Vor den Suffixen -ként, -képp(en) und bei Ableitungen auf -ság, -szerü, -szor, -kor, -i unterbleibt jedoch diese Längung: óraként, feketeként; probaképpen „als Experiment“; órai „...stündig“.
  - Im Falle eines anderen Vokals werden die üblichen Kasusendungen angehängt.

Die folgende Tabelle zeigt bei allen Klassen die jeweils abweichenden Formen zusammengestellt:
|                                       | Stämme auf Konsonant       | Stämme auf Konsonant              | Stämme auf Konsonant           | Stämme auf Konsonant       | Stämme auf Konsonant             | Stämme auf Konsonant       | Stämme auf Vokal                 | Stämme auf Vokal                        |
|                                       | 1a) o-Klasse               | 1b) o-Klasse mit kurzem Akkusativ | 1c) o-Klasse mit Einschub      | 2a) a-Klasse               | 2b) a-Klasse Stammvokal verkürzt | 2c) a-Klasse mit Einschub  | 3a) Grundform endet auf -a, e, o | 3b) Grundform endet auf sonstigen Vokal |
| ------------------------------------- | -------------------------- | --------------------------------- | ------------------------------ | -------------------------- | -------------------------------- | -------------------------- | -------------------------------- | --------------------------------------- |
| Grundform                             | rom „Ruine“                | bor „Wein“                        | dolog Sache                    | ház „Haus“                 | út „Straße“                      | ajak „Lippe“               | óra „Stunde/Uhr“                 | bácsi „Onkel“                           |
| Akkusativ Singular                    | romot                      | bort                              | dolgot                         | házat                      | utat                             | ajkat                      | órát                             | bácsit                                  |
| Superessiv Singular                   | romon                      | boron                             | dolgon                         | házon                      | uton                             | ajkon                      | órán                             | bácsin                                  |
| mein … dein … euer … unser ...        | romom romod romotok romunk | borom borod borotok borunk        | dolgom dolgod dolgotok dolgunk | házam házad házatok házunk | utam utad utatok utunk           | ajkam ajkad ajkatok ajkunk | órám órad órátok óránk           | bácsim bácsid bácsitok bácsink          |
| sein … ihr [their] … seine … (Plural) | roma romuk romai           | bora boruk borai                  | dolga dolguk dolgai            | háza házuk házai           | útja útjuk útjai, utai           | ajka ajkuk ajkai           | órája órájuk órái                | bácsija bácsijuk bácsijai               |
| Plural (für alle Kasus)               | romok                      | borok                             | dolgok                         | házak                      | utak                             | ajkak                      | órák                             | bácsik                                  |
| Essiv-Formal Vor -képp(en)            | romként                    | borként                           | dologként                      | házként                    | útként                           | ajakként                   | óraként                          | bácsiként                               |
| Vor sonstigen Suffixen                | rom...                     | bor...                            | dolog...                       | ház...                     | út...                            | ajak...                    | órá...                           | bácsi...                                |

Von diesen Formen abgesehen gibt es keinen Unterschied zwischen diesen Klassen. Das Wort út beispielsweise hat also immer einen langen Vokal, außer in den oben angegebenen Formen und im gesamten Plural. In der a-Klasse gibt es nur ganz wenige Substantive, die den Akkusativ Singular verkürzen: ín -> ínt, oldal -> oldalt, báj -> bájt/bájat „Sehne, Seite, Anmut“.
In Ungarisch-Deutsch-Wörterbüchern wird gewöhnlich bei einem Nomen der Akkusativ Singular oder Nominativ Plural angegeben. Hieraus lässt sich auf die betreffende Klasse schließen; die Plural-Endung -ak oder die Akkusativ-Endung -at beispielsweise weisen auf die Klasse 2a hin; falls ein Substantiv zu Klasse 1c oder 2c gehört, wird auch dies vermerkt. Kann man nicht nachschlagen, können folgende Faustregeln angewendet werden:
- Um sich zwischen Klasse 1 und 2 zu entscheiden:
Die meisten einsilbigen Substantive mit -a/á- als Stammvokal gehören zur Klasse 2a (bilden Akkusativ Singular und den Plural also mit dem Bindevokal -a-).
- Um sich zwischen Klasse 1a und 1b zu entscheiden:
Die meisten Substantive, die auf -j, -l(y), -n(y), -r, -s(z), -z(s) enden, haben im Akkusativ Singular ein bloßes -t und gehören somit zu Klasse 1b.

Das Pluralsuffix -k und die Besitzer-Suffixe selbst gehören zur a-Klasse, was sich dann bemerkbar macht, wenn man das Akkusativ -t hinzufügen will:
```
házak -> házakat
 „Häuser“ (Nominativ -> Akkusativ)

házam -> házamat
 „mein Haus“ (Nominativ -> Akkusativ)

házaim -> házaimat
 „meine Häuser“ (Nominativ -> Akkusativ)
```

#### Bildung der Mehrzahl
Die Pluralbildung ist im Ungarischen recht einfach: An das entsprechende Substantiv wird das Suffix -k angefügt. Je nach Klasse des Substantivs muss a/e oder o/e/ö als Bindevokal vorausgehen, falls der Stamm auf einen Konsonanten endet:
```
Substantiv endet auf Vokal: 
a bácsi -> a bácsik
 „der Onkel -> die Onkel“.
Substantiv gehört zur o-Klasse: 
az asztal -> az asztalok
 „der Tisch – die Tische“; 
a bükk –> a bükkök
 „die Buche(n)“
Substantiv gehört zur a-Klasse: 
a madár –> a madarak
 „der Vogel – die Vögel“; 
a könyv –> a könyvek
 „das Buch -> die Bücher“
```

Das letzte Beispiel könyv gehört also zur a-Klasse, denn sonst müsste nach dem Vokal ö des Stamms ja die Endung -ök folgen.
Steht das Wort mit Possessivsuffix (z. B. meine Häuser), wird der Plural jedoch durch ein eingeschobenes i als Infix ausgedrückt, das an die sein/ihr-Form angehängt wird:
```
háza -> házai
 „sein/ihr Haus -> seine/ihre Häuser“

házam -> házaim
 „mein Haus -> meine Häuser“

házad -> házaid
 „dein Haus -> deine Häuser“

házatok -> házaitok
 „euer Haus -> eure Häuser“

házuk -> házaik
 „ihr [their] Haus -> ihre Häuser“

házunk -> házaink
 „unser Haus -> unsere Häuser“
```

Das Suffix i findet sich übrigens auch im Finnischen, wo es (außer im Nominativ) das übliche Pluralsuffix (statt dem ungarischen -k) ist: logosta -> logoista „vom Logo -> von den Logos“.
Das Plural-Suffix -k selbst gehört zur a-Klasse; dies betrifft den Akkusativ Plural: a házakat (wen?) „die Häuser“.
Adjektive haben normalerweise -ak im Plural, das auch nach einem auf -i endenden Stamm nicht gekürzt wird; viele dieser Adjektive werden auch als Substantive verwendet, so dass beispielsweise das Substantiv városi „Städter“ genau wie das gleichlautende Adjektiv mit der Bedeutung „städtisch“ im Plural városiak lautet.

#### Bildung der Fälle
Die sogenannten Fälle des Ungarischen werden durch Anhängen von Suffixen gebildet. Nur wenige dieser Suffixe scheinen aus den Frühzeiten der Sprachgeschichte herzustammen.
Auf sehr alte Zeiten scheinen nur die folgenden Suffixe zurückzuführen. Die letzten beiden Suffixe (Lokativ/Ablativ) sind nicht mehr produktiv; das heißt, es sind eine Reihe feststehender Wörter überliefert, in denen sie vorkommen, aber selbständig angewendet werden können sie nicht mehr:
| Kasus                                   | Suffix                    | Beispiele |
| --------------------------------------- | ------------------------- | --- |
| Akkusativ                               | -t                        | a bort „den Wein“ |
| Ursprünglich Lokativ, später Superessiv | -n                        | benn, fenn, kinn „drin, droben, draußen“ télen „im Winter“ a házon „auf dem Haus“ |
| Lokativ                                 | -t(t)                     | itt/ott, másutt, mindenütt, egyebütt „hier/dort, woanders, überall, sonstwo“ alatt, mögött, mellett „(wo?) unter, hinter, neben“ usw. köz(öt)t „zwischen (wo?)“, helyett „statt“, képest „verglichen mit“, gyanánt „als“, végett „für“, hanyatt „auf dem Rücken; um[fallen]“ veraltet időtt/idett „zur Zeit“ Bei einigen Städtenamen: - Györött = Györben „in Győr“, Pécsett = Pécsen „in Pécs“, - Kolosvárott = Kolosvárt, Vácott = Vácon, - möglicherweise veraltet: Vásarhelyt(t) = Vásarhelyen                          |
| Ursprünglich Ablativ, später Lokativ    | -l                        | alól, mögül „unter hervor, hinter hervor“; lokativisch: alul, fölül, hátul „unten/unterhalb, oben/oberhalb, hinten/im Rücken“; körül „um … herum“, keresztül / által „mittels, durch“; hol „wo?“, kívül „draußen [outdoors]“ veraltet hazól, hazúl, hazul „vom Haus her“ Auch viele moderne Suffixe enthalten dieses 'l': -tól, -ról, -ból „von, von (herab), aus“, lokativisch: -nál „bei“. |
| Lativ (Allativ)                         | -é veraltet -i, -í -a, -e | mellé, mögé, közé, alá usw. „neben, hinter, zwischen, unter etwas hin“ haza „nach Hause“, -felé „auf … zu, in Richtung von …“, belé/bele „hinein“. hová/hova „wohin?“, egyebüvé „sonstwohin“ usw. - Aus den alten Formen vízé „zu Wasser“, bíróá > bíróvá „zum Richter“ entwickelte sich der heutige Translativ auf -vá/vé, sodass vízzé (mit doppeltem 'z') heute „zu/in Wasser [verwandeln]“ bedeutet. - Außerdem leitet sich von diesem Suffix das Possessivsuffix -é her: házé „das des Hauses, das dem Haus gehörige“. |

Die oben aufgeführten Suffixe (-t, -n, -tt, -l, -(v)é) sind weder aus Substantiven herleitbar, noch können sie selbständig vor einem angehängten Personensuffix erscheinen. Ausgestorben sind alte Bildungen wie Lokativ-Allativ-Ablativ -nott, -ni, -nól, die noch in nordöstlichen Dialekten zu finden sein sollen (z. B. bírónott „beim Richter, bei der Familie des Richters“, standardungarisch bírónál, bíróéknél).
Die meisten übrigen Kasus-Suffixe des Ungarischen sind jedoch aus eigenständigen Wörtern entstanden. (Siehe oben den Abschnitt 'Kasus (Fälle)').
Die folgenden beiden Tabellen zeigen all diejenigen Suffixe, die wohl von den meisten Autoren als Kasussuffixe eingestuft werden. Ihre genaue Bedeutung kann je nach Wort und Kontext im Satz von der hier behelfsmäßig angegebenen abweichen. Genaueres hierzu findet sich im Kapitel Satzbau.
| Name                                   | Suffix     | Beispiel                                              |
| -------------------------------------- | ---------- | ----------------------------------------------------- |
| Grundform (Nominativ/Vokativ) wer/was? | endungslos | a ház „das Haus“                                      |
| Akkusativ wen/was?                     | -(o)t      | a házat „das Haus“                                    |
| Dativ wem?                             | -nak/nek   | a háznak „dem Haus“                                   |
| Translativ zu was werdend?             | -vá/vé     | házzá „zu einem Haus (werdend)“                       |
| Instrumental-Komitativ womit?          | -val/vel   | a házzal „mit dem Haus“ az óraval „mit der Uhr“       |
| Kausal-Final: wofür?                   | -ért       | a házért „für das Haus“                               |
| Essiv-Modal: wie? wofür? statt wem?    | -ul/ül     | házul „als Haus, für ein Haus, anstelle eines Hauses“ |
| Essiv-Formal: als was?                 | -ként      | házként „als Haus, wie ein Haus“                      |
| Terminativ bis wohin? wie lange?       | -ig        | a házig „bis zum Haus“ ket napig „zwei Tage lang“     |

Hinzu kommen weitere neun Kasus, mit denen Ort, Richtung oder Herkunft angezeigt werden:
|        | das Innere betreffend                      | eine Oberfläche betreffend                      | die Nähe betreffend                            |
| ------ | ------------------------------------------ | ----------------------------------------------- | ---------------------------------------------- |
| woher? | -ból/ből (Elativ) házból „aus dem Haus“    | -ról/ről (Delativ) házról „vom Haus (herunter)“ | -tól/től (Ablativ) háztól „vom Haus (weg)“     |
| wo?    | -ban/ben (Inessiv) házban „im Haus“        | -(o)n (Superessiv) házon „auf dem Haus“         | -nál/nél (Adessiv) háznál „beim Haus“          |
| wohin? | -ba/be (Illativ) házba „ins Haus (hinein)“ | -ra/re (Sublativ) házra „auf das Haus (hinauf)“ | -hoz/hez/höz (Allativ) házhoz „zum Haus (hin)“ |

Bei den Suffixen mit einem v am Suffixbeginn verschmilzt jenes mit dem letzten Konsonanten des Substantivstammes und geminiert jenen:
```
óra + val -> óraval

ház + val -> házzal

házam + val -> házammal
```

Es gibt noch weitere Suffixe, die an Substantive angehängt werden können: -kor, -stul, -nta, -nként, -képp(en). Gewöhnlich werden sie aber nicht als Fälle angesehen und gehören daher ins Kapitel Wortbildung.

#### Besitzangaben
Im Deutschen kann ein Genitiv attributiv oder alleinstehend gebraucht werden: In dem Satz „Er las Goethes Werke“ steht ‚Goethes‘ in attributiver Stellung zu ‚Werke‘, aber in dem Satz ‚aber nicht die Schillers‘ ist der Genitiv ‚Schillers‘ sozusagen alleinstehend. Im Ungarischen werden beide Sätze ganz verschieden gebildet, denn es gibt keinen genitiven Fall.
Nur für alleinstehende Genitive gibt es im Ungarischen ein besonderes Suffix, nämlich -é (das auch für dunkelvokalische Substantive gilt); es wird einfach an ein Nomen angehängt, ohne dass sich dieses veränderte; nur Nomen auf kurzes -a/e/o längen dieses, Eigennamen können aber unverändert bleiben. Aus Goethe würde also das Wort Goetheé „dasjenige Goethes“ gebildet werden. Den deutschen Genitiv „Goethes“ drückt man nun so aus:
```
Als attributiver Genitiv:

Goethe verse
 „Goethes Gedicht“ (wörtlich: ‚Goethe seinGedicht‘).
```

```
Als alleinstehender Genitiv:

Schiller verse hosszabb, mint a 
Goetheé
 „Schillers Gedicht ist länger als 
Goethes
“
(wörtlich: ‚Schiller seinGedicht [ist] länger, als das 
Goeth-seins
‘).
```

Wenn das Besessene in der Mehrzahl steht, wird -éi angehängt:
```
Babits sorai gazdagabbak, mint a 
Goetheéi
 „Babits’ Zeilen sind reicher als a 
von Goethe
“
[
24
]

(wörtlich: ‚Babits seineZeilen [sind] reicher, als die 
Goethe-seinen
‘).
```

Es kann auch an ein schon im Plural befindliches Nomen angehängt werden. Auf diese Weise ergeben sich vier alleinstehende besitzanzeigende Formen:
- házé „das des Hauses“, házaké „das der Häuser“, házéi „die von dem Haus“, házakéi „die von den Häusern“

Diese vier Formen sind eigenständige Substantive, die selbst wiederum Kasus-Suffixe annehmen können.
Genauso können auch Personalpronomen eigenständige Formen haben (entsprechend dem englischen mine, yours …):
- In der Einzahl: az enyém „meine, das meinige [mine]“
- In der Mehrzahl: az enyéim „die meinen, die meinigen“.

Die einzelnen Formen werden im Abschnitt 'Personalpronomen' aufgeführt.
Mit diesen alleinstehenden Formen lässt sich auch das deutsche „jemandem gehören“ übersetzen:
```
Ez a szék az iskoláé
 „Dieser Stuhl gehört (ist) 
der Schule (ihrer)
“
[
25
]

(wörtlich: ‚dieser der Stühle [ist] der Schule-ihrer‘; 
iskola
 „Schule“).
```

```
a piros kezek a fiaiéi
 „die roten Hände gehören zu seinen Söhnen“ (wörtlich: ‚die roten Hände die seineSöhneIhren‘).

fiai
 „seine Söhne“, 
fiaiéi
 „die (Sachen) von seinen Söhnen“.
```

Das Suffix -é wurde in sehr alten Grammatiken – vielleicht irrtümlicherweise – mit dem indogermanischen Genitiv gleichgesetzt (damals konnte man angeblich Formen bilden wie ezeké láboké „dieser Füße“).
Mehr zur Anwendung dieses Suffix findet sich im Kapitel Satzbau.

Falls der Besitzer durch ein Personalpronomen ausgedrückt werden soll („mein, dein, unser...“), gibt es im Ungarischen besondere Endungen, die einfach an ein Nomen angehängt werden: vers -> verse, versem „Gedicht -> sein/ihr Gedicht, mein Gedicht“ usw.
|                                                                 | Normale Konstruktion               | Der Besitzer soll hervorgehoben werden |
| --------------------------------------------------------------- | ---------------------------------- | -------------------------------------- |
| mein Wein/Haus/Auto                                             | a borom / a házam / az autóm       | az én borom...                         |
| dein Wein/Haus/Auto                                             | a borod / a házad / az autód       | a te borod...                          |
| unser Wein/Haus/Auto                                            | a borunk / a házunk / az autónk    | a mi borunk...                         |
| euer Wein/Haus/Auto                                             | a borotok / a házatok / az autótok | a ti borotok...                        |
| sein Wein/Haus/Auto ihr Wein/Haus/Auto Ihr (Sg.) Wein/Haus/Auto | a bora / a háza / az autója        | az ő bora...                           |
| ihr [their] Wein/Haus/Auto Ihr (Pl.) Wein/Haus/Auto             | a boruk / a házuk / az autójuk     | az ő boruk...                          |

Die Mehrzahl des Besitzes wird in der Regel von der 3. Person Singular (sein/ihr) abgeleitet:
```
autója -> autójai, autójaik
 „sein Auto -> seine Autos, ihre [their] Autos“
Und regelmäßig weiter: 
autójaim, autójaid, autójaink, autójaitok
 „meine/deine/unsere/eure Autos“
Ebenso: 
bora -> borai, boraik, boraim...; háza -> házai, házaik, házaim...
```

Wie schon angemerkt, wird an viele auf Vokal endende Stämme bloßes -i angehängt (also nicht *jai): hájói „seine Schiffe“.
Viele Substantive, deren Grundform auf einen Konsonanten endet, nehmen in der 3. Person eine Endung mit j vorneweg:
```
kalap -> kalapja/kalapjuk
 „sein/ihr Hut“, 
barát -> barátja/barátjuk
 „sein/ihr Freund“
```

Jedoch nehmen Grundform, die auf c(s), s(z), z(s), dzs, j, ny, ty, gy, h enden, niemals die j-haltige Endung. In anderen Fällen ist anzuraten, das j zu verwenden, wenn für dieses Wort diese Form nicht bekannt ist.
Das j gilt normalerweise auch im Plural des Besitzes:
```
kalapja -> kalapjai, kalapjaim...
 „sein Hut -> seine Hüte, meine Hüte“
```

Ausnahmen hiervon sind barátai, utódai, elődei „seine Freunde, seine Nachfolger, seine Vorgänger“ …
Besonders nach den Endungen der mein- und dein-Form, aber niemals nach der 3. Person Singular auf -(j)a /(j)ai, kann die Akkusativendung -at weggelassen werden:
```
látom a kalapod(at)
 „ich sehe deinen Hut“.

ismerem a gondolataid(at)
 „ich kenne deine Gedanken“.

emeljétek meg a kalapjaitokat!
 „zieht eure Hüte!“
```

```
Aber in der 3. Person Singular nur: 
elvette a kalapját
 „er nahm seinen Hut“.
```

Der bestimmte Artikel wird auch in der Grundform meist mitverwendet. Ein Beispiel zur Anwendung der betonten Form:
```
az én autóm, nem a te autód
 „MEIN Auto, nicht DEIN Auto“.

az én autóm, nem a tiéd
 „MEIN Auto, nicht DEINES“ (
tiéd
 ist die alleinstehende Form „deins [yours]“).
```

Statt des bestimmten kann auch der unbestimmte Artikel verwendet werden:
```
egy autóm
 „eines meiner Autos“, 
van egy autóm
 „ich habe ein Auto“ (wörtlich: ‚esGibt ein meinAuto‘).
```

Sogar Postpositionen und manche Pronomen können obige Suffixe erhalten:
```
mellett
 „neben“: 
mellettem, melletted, mellette
 „neben mir, neben dir, neben ihm/ihr“ usw.

semmi
 „nichts“: 
nincs semmim, nincs semmid
 „ich habe nichts, du hast nichts“ usw. (sinngemäß: 'mein nichts existiert nicht').

minden
 „alles“: 
mindenünk
 „wir alle“.

maga
 „selbst“: 
magunk
 „wir selbst“ (Nominativ; englisch 
ourselves
).
```

Mehr hierzu im Kapitel Postpositionen und dem Abschnitt Pronomen.

Die Akkusativformen der Personalpronomen der 1. und 2. Person werden auch mit diesen besitzanzeigenden Endungen gebildet; jedoch darf hier bei 'mich' und 'dich' die Akkusativendung optional wegfallen: engem(et) „mich“, téged(et) „dich“, minket, titeket.

#### Stämme eines Substantivs
Ein Substantiv wie ház „Haus“ kann also Einzahl und Mehrzahl bilden; hinzu kommen vier Formen mit der Ableitung -é, und 6 besitzanzeigende Formen in Einzahl und Mehrzahl:
```
ház – házak
 „Haus – Häuser“

házé, házéi – házaké, házakéi
 „das/die … des Hauses – das/die .... der Häuser“

házam, házad, háza, házunk, házatok, házuk – házaim, házaid, házai, házaink, házaitok, házaik
 „mein Haus... - meine Häuser...“
```

Jedes dieser Wörter kann wiederum alle 18 Kasus annehmen. Daraus ergeben sich für ein reguläres Substantiv 18x18 (=324) Formen.

#### Besonderheiten bei Adjektiven; Steigerung
Adjektive bekommen grundsätzlich dieselben Endungen in Bezug auf Kasus und Plural wie Substantive und sie kommen auch in denselben Klassen vor. Jedoch in der Verwendung als Attribut werden sie gar nicht flektiert:
- Als Attribut:

```
A gyors hajó
 „das schnelle Schiff“

A gyors hajók
 „die schnellen Schiffe“ (das Adjektiv bleibt unverändert)

A gyors hajón
 „auf dem schnellen Schiff“ (das Adjektiv bleibt unverändert)
```

- Als Prädikat:

```
A hajó gyors
 „Das Schiff [ist] schnell“

A hajók gyorsak
 „Die Schiffe [sind] schnell“ (das Adjektiv bekommt die Pluralendung)
```

- Adjektive werden flektiert, wenn kein Substantiv ihnen nachfolgt:

```
A humor meglátja a nagyban a kicsit
 „Humor sieht im Kleinen das Große“ (
nagyban
 ist Inessiv, 
kicsit
 ist Akkusativ).
Semmi jót nem talál benne
 „Er findet darin nichts gutes“ (wörtlich: ‚nichts gut[Akkusativ] findet darin‘).
Fél a gonosztól
 „Er fürchtet sich vor dem Bösen“ (sinngemäß: 'hat Angst von dem Bösen').
```

Viele Adjektive sind von Substantiven oder Adverbien abgeleitet und enden dann meist auf -i, -os/es, -ú/ű. Das Adjektiv hosszú „lang“ beispielsweise stammt vom Substantiv hossz „Länge“. Im Ungarischen ist hier also ein Substantiv (aus hossz entsteht hosszú) das Ausgangswort, im Deutschen ein Adjektiv (aus 'lang' entsteht 'Länge').
Adjektive können keine besitzanzeigenden Formen (was Substantive mit den Endungen -m, -d, -a usw. tun) bilden. Manche Adjektive können jedoch auch als Substantive verwendet werden und in diesem Fall besitzanzeigende Formen bilden: városi „städtisch“ bedeutet als Substantiv verwendet „Städter“ und bildet die besitzanzeigenden Formen városim, városija, városijaim..., oder favágó bedeutet wörtlich „holzfällend“, wird aber als Substantiv „Holzfäller“ verwendet und bildet favágóm, favágója, favágóim mit der für Partizipien auf -ó typischen verkürzten Pluralform.

Jedoch können die meisten Adjektive einen Komparativ und Superlativ bilden:
```
Klasse 1a: 
nagy -> nagyobb -> legnagyobb
 „großer – größer – größter“
Klasse 2a: 
gyors -> gyorsabb -> 
leg
gyorsabb
 „schnell – schneller – schnellster“
Klasse 2b: 
nehéz -> nehezebb -> legnehezebb
 „schwierig – schwieriger – schwierigster“
Klasse 3a: 
tiszta -> tiszt
á
bb -> legtisztább
 „rein – reiner – reinster“
Klasse 3b: 
szomorú -> szomorúbb -> legszomorúbb
 „traurig – trauriger – traurigster“
```

Ein „doppelter Superlativ“ entsteht durch Verdoppelung der Vorsilbe:
```
leges
legmagasabb
 „der allerhöchste“.
```

In älterem Ungarisch konnte auch einfaches -b den Komparativ ausdrücken (z. B. altungarisch bódogb „glücklicher“, heute boldogabb). Reste hiervon sind
- Die Abkürzung id. „d. Ä. (der/die ältere)“ bei Namen, das noch idősb gesprochen werden kann;
die modernen Formen von „der ältere, der jüngere“ sind jedoch idősebb, ifjabb.
- különb (gesprochen [külömb]), eine literarische Form statt jobb „besser“:
Ez semmivel sem különb a többinél „Dies ist auch nicht besser als die anderen“ (sinngemäß: 'Dies [ist] umNichts auchNicht besser neben den anderen').
- kevés „wenig“ bildet das Adverb kevésbé „weniger“ für die „negative Steigerung“:
tapasztalt – a kevésbé tapasztalt – a legkevésbé tapasztalt „erfahren – der weniger erfahrene – der am wenigsten erfahrene“.
Hierzu gehört auch die Redewendung többé-kevésbé „mehr oder weniger“.
- Außerdem gibt es einige von Komparativen auf -b abgeleitete Verben wie
helyes -> helyesbít „korrekt -> korrigieren“ (sinngemäß: 'korrekter machen') oder
súlyos -> súlyosbodik „schwer/ernst -> sich verschlechtern/verschlimmern“.

Bei einem Vergleich von zweien wird das Suffix -ik am Komparativ gebraucht:
```
a rosszabbik
 „der schlechtere“

a kisebbik rossz
 „das kleinere Übel“

a nagyobbik szobában
 „im größeren Zimmer“
```

Weitere Gradabstufungen sind durch Adverbien oder andere Adjektive möglich:
```
elég nagy, sok túl drága, sokkal jobb, rendkívül fontos, lehető leggyorsabb, egy kicsit törött

„groß genug, viel zu teuer, viel besser, äußerst wichtig, möglichst schnell, ein bisschen kaputt“.
```

Das deutsche „wie + Adjektiv“ kann verschieden ausgedrückt werden:
```
milyen/mennyire szép
, (lit./selten) 
mely szép
 „wie schön!“

mennyire fontos ez?
„wie wichtig ist das?“
```

Adjektive unterscheiden zwischen der Verwendung als Adjektiv von derjenigen als Adverb, wohingegen der Unterschied im Deutschen nicht immer sichtbar ist:
```
(ő) gyors(abb)
 „er ist schnell(er)“ versus 
gyorsan
 fut
 „er läuft schnell“, 
gyorsabban fut
 „er läuft schneller“.
```

Zur Verwandlung von Adjektiven in Adverbien siehe das Kapitel Wortbildung.

Die allermeisten Adjektive gehören zur a-Klasse (2a), zu 2b gehören vor allem nehéz „schwierig“, kevés „wenig“, egyéb „sonstig“, elég „genug“, rút (lit.)  „hässlich, abscheulich“. Hier ein Vergleich zwischen zwei Adjektiven verschiedener Klassen (gyors „schnell“ und nagy „groß“); in folgenden Formen kommt der Klassen-Unterschied in Betracht:
1. Adverbialform: gyorsan – nagyon „auf schnelle Weise – sehr“
2. Komparativ: gyorsabb – nagyobb „schneller – größer“
3. Akkusativ Singular: gyorsat – nagyot „(einen) schnellen – (einen) großen“
4. Plural: gyorsak – nagyok „schnelle – große“

Der Stamm eines Adjektivs kann auf einen der Vokale -i, -ó/ű, -ú/ű enden; in diesem Fall wird im Akkusativ und Superessiv Singular nur -t bzw. -n angefügt. Jedoch vor dem -k des Plural fügen Adjektive ein -a- / -e- ein, auch wenn der Stamm auf einen Vokal endet. Dieser eingeschobene Vokal bleibt dann, wenn man das Adjektiv (ohne ein Suffix hinzuzufügen) als Substantiv verwendet, nur nach -i erhalten, sonst nicht:
- városi -> városiak „städtische“, régi -> régiek „alte“
Als Substantive: a varosiak „die Städter“, a régiek „die Alten [ancient], dieselben [wie früher]“.
- Im Partizip Präsens darf der Vokal ausfallen: állandó(a)k „konstante, stehende“
Bei Substantiven muss er ausfallen: az állandók „die Konstanten“, ebenso zum Beispiel a favágók „die Holzfäller“.
- hosszú -> hosszúak „lange“, könnyű -> könnyűek „einfache“.
Fast kein Adjektiv auf -ú/ű wird auch als Substantive verwendet; jedoch z. B. kiskorú „minderjährig, Minderjähriger“, Plural: kiskorúak.
homorú „konkav“ kann den Bindevokal im Plural weglassen: homorú(a)k.

Adjektive auf -a oder -e verhalten sich wie Substantive der Klasse 3, was Suffixe und Längung des Vokals betrifft: tistza „rein“ bildet also die Formen tisztát, tisztán, tiszták.

Das Adjektiv kis wird nur attributiv als Variante von kicsi „klein“ verwendet:
```
Attributiv: 
kis alma
 „kleiner Apfel“
Alleinstehend: 
csak kicsi van
 „da ist nur ein kleiner“
```

#### Besonderheiten bei Zahlwörtern
Zahlwörter (Numerale) können im Prinzip alle Fälle und sogar die Plural- und die besitzanzeigenden Endungen annehmen. Als Attribute vor einem Substantiv bleiben sie natürlich unflektiert (und das Substantiv bleibt im Singular!), aber wenn man das Substantiv weglässt, werden sie als dessen „Vertretung“ flektiert:
```
egy elment, három jött
 „einer ging, drei kamen“

Tom heti hat napot dolgozik, de csak 
ötért
 kap fizetést
 „Tom arbeitet sechs Tage die Woche, wird aber nur 
für fünf
 bezahlt“

Castro fogadta az 
Ötöket
 „Castro begrüßte die Fünf“ (
öt-ök-et
 ist '5-Plural-Akkusativ').
[
29
]

a világ első 
ötében
 „unter den Top 5 der Welt“ (sinngemäß: 'in der Welt ihrer ersten Fünf'; 
öte
 ist „seine/ihre fünf“).

A két fürdöszoba ideális volt 
ötünknek
 „Die zwei Badezimmer waren ideal 
für uns fünf
“
[
30
]
```

Abstufungen:
```
több mint három nap. - alig két Celsius-fok. - körülbelül egy liter. - több mint öt kilométer

„mehr als  drei Tage. - kaum zwei Grad Celsius. - ca. ein Liter. - über (mehr als) fünf Kilometer“.
```

Der Instrumental muss gebraucht werden, wenn man im Deutsch „um“ hinzufügen kann:
```
egy-két fokkal nulla alatt van
 „es ist [um] ein-zwei Grad unter 0“.

négy 
fokkal
 hidegebb, mint a korábbi rekord
 „[um] vier Grad kälter als der bisherige Rekord“.
```

Die Endung -s hat mehrere Bedeutungen, die Grundbedeutung ist ungefähr „die (Nummer) Fünf“:
```
az ötös szoba = az 5-ös szoba
 „Zimmer Nummer fünf“

az egyes szám = az 1-es szám
 „die Nummer 1“ oder: „der Singular (die Einzahl)“ (von 
egy
 „eins“)

az új százas
 „die neue Hundert“ (gemeint ist ein Hunderter-Geldschein)
[
31
]
 (von 
száz
 „100“)

egy négyes csomagot vettem
 „Ich kaufe ein Viererpaket“ (von 
négy
 „vier“)

egy harmincas férfi
 „ein Mann in seinen Dreißigern“ (von 
harminc
 „dreißig“)

a harmincas években
 „in den 30er Jahren“

harmincas csoportokban
 „in Gruppen von 30 (Personen)“

két hármassal felvesznek gimibe?
 „Kommt man mit zwei Dreiern aufs Gymnasium?“ (gemeint sind Schulnoten; 
hármassal
 ist Instrumental)
```

Die Form egyes hat auch besondere Bedeutungen:
```
az egyes kérdések
 „die individuellen Fragen“

egyes lakásokban
 „in einigen/manchen Wohnungen“ (das nachfolgende Substantiv steht im Plural)
```

Mit besitzanzeigender Endung -a im Instrumental (-aval) drückt man „zu dritt“ usw. aus:
```
a jó dolgok hármasával jönnek
 „aller guten Dinge sind drei“ (sinngemäß: 'die guten Dinge kommen zu dritt').
```

Eine Gruppe von soundso viel Personen kann durch das Suffix -an ausgedrückt werden:
```
már csak öten maradtak
 „es sind nur noch fünf (Personen) übrig“.

több százan jöttek
 „Hunderte sind gekommen“ (wörtlich: ‚mehrere hundert (Personen) kamen‘)
```

Zur Bildung der Ausdrücke für „Hunderte, Tausende“ kann man auch die gewöhnliche Pluralendung -k oder das Ableitungssuffix -nyi verwenden:
```
ezrek tudnak visszatalálni hazánkhoz
 „Tausende können den Weg zurück in unser Land finden“
(wörtlich: ‚tausende wissen zurückfinden inUnserZuhause‘)

több ezernyi virág díszíti a város utcáit
 „(viele) tausende (von) Blumen schmücken die Straßen der Stadt“
[
33
]
```

Vervielfältigungszahlen werden mit -szor gebildet; daraus kann wiederum ein Adjektiv mit der Endung -szoros „-malig/-fach“ werden:
```
ötször, hatszor, hétszer
 „fünfmal, sechsmal, siebenmal“

a hétszeres olimpiai bajnok
 „der siebenmalige/siebenfache Olympiasieger“ (
hét-szer-es
 = 'sieben-mal-ig').
```

Bruchzahlen nehmen das Suffix -d; wird hieran noch ein -ik gehängt, erhält man Ordnungszahlen. Monatstage hängen schließlich noch die besitzanzeigende Endung -a an die Ordnungszahl:
```
egy ötöd, két hatod
 „ein Fünftel, zwei Sechstel“
```

```
az ezredik
 „der tausendste“ (von 
ezre
 „1000“)
```

```
augusztus 11-e (tizenegyedike) van
 „es ist der elfte August“ (wörtlich: ‚August seinElfter ist‘)

augusztus 11-ében (tizenegyedikében)
 „am 11. August“

az első hónap tizedikén jött fel a nép a Jordánból
 „am 10. (Tag) des ersten Monat kam das Volk vom Jordan herauf“
(wörtlich: ‚den ersten Monat anSeinemZehnten kam herauf das Volk den JordanAus‘).
[
34
]
```

Hiervon abgeleitet werden auch die Endungen -dszor und -djára:
```
negyedszer
 „viertens; zum vierten Mal“, 
ötödször
 „fünftens, zum 5. Mal“

harmadjára
 „zum dritten Mal“, 
ötödjére
 „zum fünften Mal“
```

Hierzu gehört auch: első..., aztán... „zuerst..., dann....“.

Die Zahlwörter három (3), nyolc (8), száz (100) sowie die Zehner ab der 20 gehören zur Klasse 2, nehmen also Endungen mit dem Vokal 'a':
- hármadik (3.), huszadik (20.), harmincadik (30.), hatvanadik (60.) usw. Das Zahlwort hét „sieben“ bedeutet auch „Woche“:

```
egy hét hét napból áll.
 „eine Woche [be]steht aus sieben Tagen“.
```

Einige Zahlwörter sind unregelmäßig; bei einigen Formen der Numerale „10“ und „20“ wird der Stammvokal kurz gesprochen, aber lang geschrieben:
|                                       | egy „1“                               | kettő két „2“                                                         | három „3“                               | négy „4“                      | hét „7“                    | tíz „10“                   | tizenegy „11“                      | húsz „20“                     |
| ------------------------------------- | ------------------------------------- | --------------------------------------------------------------------- | --------------------------------------- | ----------------------------- | -------------------------- | -------------------------- | ---------------------------------- | ----------------------------- |
| -mal                                  | egyszer „einmal“                      | kétszer „zweimal“                                                     | háromszor                               | négyszer                      | hétszer                    | tízszer                    | tizenegyszer                       | hússzor                       |
| Anzahl von Personen                   | egyedül „allein“                      | ketten                                                                | hárman                                  | négyen                        | heten                      | tízen [tizen]              | tizenegyen                         | húszan [huszan]               |
| Substantiviert                        | egyes                                 | kettes                                                                | harmas                                  | négyes                        | hetes                      | tízes [tizes]              | tizenegyes                         | húszas [huszas]               |
| Bruchzahl                             | egyed „Einheit, Individuum“           | fél „Hälfte“ ketted (selten), auch „halbe Note“                       | harmad „Drittel“                        | negyed                        | heted                      | tized                      | tizenegyed                         | huszad                        |
| Ordnungszahl x. Tag des Monats x.-ens | első „erste“ elseje először „erstens“ | második „zweite“ másodika másodszor „zweitens“                        | harmadik „dritte“ harmadika harmadszor  | negyedik negyedike negyedszer | hetedik hetedike hetedszer | tizedik tizedike tizedszer | tizenegyedik tizenegyedike ...szer | huszadik huszadika huszadszor |
| Sonstige                              |                                       | mindkét „alle beide“ dupla „doppelt, zweifach“ kettős „doppelt, dual“ | mindhárom „alle drei“ tripla „dreifach“ |                               |                            |                            |                                    |                               |

Das Zahlwort „2“ hat die Varianten kettő / két; letztere wird nur als Attribut verwendet:
```
Attribut: 
két alma
 „zwei Äpfel“
Alleinstehend: 
csak kettő van
 „es gibt nur zwei“; 
kettő meg egy az három
 „2 + 1 = 3“
```

Für nulla/zéro „null“ gibt es die Formen: nullás (0-s), nulladik, nullaszor „die Null, nullte, nullmal“.
```
a vezető 0-k nélkül
 „ohne die führenden Nullen“
```

#### Unregelmäßige Nomen
Einige Substantive haben in manchen Fällen unregelmäßige Formen, die nicht aus den bereits angegebenen Deklinationsklassen erklärt werden können. Die für den Nominativ Plural gegebene Form gilt für alle Fälle der Mehrzahl (also auch bei nachfolgenden Suffixen).. In manchen Fällen gibt es als Varianten auch noch die regelmäßig gebildeten Formen; die von beiden gebräuchlichere Variante steht jeweils zuerst:
|                         | Substantive, die ihre Endkonsonanten vertauschen                                | Zwei Substantive auf -jú                      | Ein Adjektiv auf -jú |
| Grundform (Nominativ)   | boholy, kehely, moholy, pehely, teher „Flaum, Kelch, Daune, Flaum/Flocke, Last“ | borjú, varjú "Kalb, jung, Krähe"              | ifjú "jung"          |
| ----------------------- | ------------------------------------------------------------------------------- | --------------------------------------------- | -------------------- |
| Akkusativ               | bolyhot, kelyhet, molyhot, pelyhet, terhet                                      | borjút/borjat, varjút/varjat                  |                      |
| Plural (Nominativ)      | bolyhok, kelyhek, molyhok, pelyhek                                              | borjút/borjak, varjúk/varjak                  | ifjúk, ifjuak        |
| Superessiv              | bolyhon, kelyhen, molyhon, pelyhen, terhen                                      | borjún, varjún                                |                      |
| mein ...                | bolyhom, kelyhem, molyhom, pelyhem, terhem                                      | borjúm, varjúm/varjam                         | ---                  |
| sein... ihr ...         | Regelmäßig für alle Personen, Singular und Plural                               | borjúja/borja, varjúja/varja borjújuk, borjuk | ---                  |
| possessiv Plural        | Regelmäßig für alle Personen, Singular und Plural                               | borjúim/borjaim, varjúim/varjaim              | ---                  |
| Translativ Instrumental | bohollyá, kehellyé... bohollyal, kehellyel...                                   | Regelmäßig                                    | Regelmäßig           |

| Grundform (Nominativ)      | lé, odú Saft, Baumhöhle | hó, ló, tó Schnee, Pferd, See | cső, kő, fű Rohr, Stein, Gras | szó Wort                    | nyű, tetű Larve, Laus    | mű Werk            |
| -------------------------- | ----------------------- | ----------------------------- | ----------------------------- | --------------------------- | ------------------------ | ------------------ |
| Akkusativ                  | levet/lét odút/odvat    | havat lovat tavat             | csövet követ füvet            | szót                        | nyüvet/nyűt tetvet/tetűt | művet              |
| Superessiv                 | lén odún                | havon lovon tavon             | csövön kövön füvön            | szón                        | nyüven/nyűn tetűn        | művön              |
| Plural (Nominativ)         | levek/lék odúk/odvak    | havak lovak tavak             | csövek kövek füvek            | szavak                      | nyüvek/nyűk tetvek/tetűk | művek              |
| mein … Singular und Plural | levem odúm/odvam        | havam lovam tavam             | csövem kövem füvem            | szavam                      | nyüvem/nyűm tetvem/tetűm | művem              |
| Sonstiges                  | lé „Geld“ ist regelm.   |                               |                               | szók/szóm usw. in Komposita |                          | mű „μ“ ist regelm. |

|                                | Substantive mit Konsonant+’v' | Substantive mit Konsonant+’v' | Substantive mit Konsonant+’v' | Substantive mit Konsonant+’v'            |                                         |
| Grundform (Nominativ)          | falu Dorf                     | daru Kranich                  | daru Kran                     | mag Kern                                 | bíró Richter                            |
| ------------------------------ | ----------------------------- | ----------------------------- | ----------------------------- | ---------------------------------------- | --------------------------------------- |
| Akkusativ                      | falut                         | darvat                        | darut                         | magot                                    | bírót/birát                             |
| Superessiv                     | falun                         | darun                         | darun                         | magon                                    | bírón/bírán                             |
| Plural (Nominativ)             | faluk/falvak                  | havak                         | daruk                         | magok/magvak                             | bírók/birák                             |
| mein … sein … meine … (Plural) | falum faluja faluim / falvaim | darvam darva darvaim          | darum daruja daruim           | magom/magvam magja/magva magjaim/magvaim | bíróm/birám bírója/birája bíróim/biráim |

bíró kann die Formen mit 'á' in allen Fällen bilden, außer Essiv-Formal (bíróként) und Ableitungen (bírói "richterlich" usw.).
Vereinzelte Unregelmäßigkeiten:
- Von kettő „zwei“ wird kettejük „sie beide“ gebildet.
- Beim Terminativ von idő „Zeit/Wetter“ ist noch die ursprüngliche unregelmäßige Form als Variante erhalten: ideig „für einige Zeit“.
- Viele Substantive, deren Stamm auf einen langen Konsonanten endet, haben im Plural verkürzte besitzanzeigende Formen:
vőik „ihre Schwiegersöhne“ (nicht: *vőjaik), hajóik „ihre Schiffe“, búik „ihre Kümmernisse“, sói „ihre Salze“, anyuik „ihre Mamas“ und viele andere.
- Bei fiú unterscheidet man zwischen den Bedeutungen „Sohn“ und „Freund [boyfriend]“. In ersterer Bedeutung werden die unregelmäßigen Formen
fia, fiam, fiunk, fiaim... verwendet; in letzterer Bedeutung heißt es fiúja, fiúm, fiúim…
- Ähnlich bei nő zwischen „Ehefrau“ und „Partnerin, Geliebte“. In ersterem Fall ist die besitzanzeigende Form der 3. Person Singular neje mit dem unregelmäßigen Sublativ nein.[37][38]
- Einige Substantive haben unregelmäßige besitzanzeigende Formen, deren Anwendung heutzutage aber optional ist:
  - Für alle besitzanzeigenden Formen gelten die Varianten bei folgenden Substantiven:
ajtó -> ajtaja, ajtajunk, ajtajai... „seine Tür, unsere Tür, seine Türen“ usw. und bei vő -> veje, vejünk, vejei... „sein Schwiegersohn“ usw. (die regelmäßigen Formen vője, vőnk...; vői... werden seltener verwendet).
Sehr selten finden sich zu zászló „Fahne“ die Varianten zászlaja..., im Plural zászlajai / zászlai; diese Varianten verwendet man nur in Bezug auf die Fahnen eines Landes oder einer Organisation, nicht aber in Bezug auf eine fahnentragende Person.
  - Bei folgenden Substantiven haben nur manche besitzanzeigende Formen Varianten:
család "Familie" kann Plural ein 'j' einfügen: család(j)ai, család(j)aim...; die 3. Personen Singular haben immer 'j': családja, családjuk

Weitere zum Teil unregelmäßige besitzanzeigende Formen haben folgende Substantive:
| Grundform                                     | erdő Wald      | erő Kraft | hő Hitze (fig.) | szülő Elternteil | anya Mutter                             | atya Vater    |
| --------------------------------------------- | -------------- | --- | --------------- | ---------------- | --------------------------------------- | ------------- |
| sein/ihr … [his/her] ihr … [their]            | erdeje erdejük | ereje erejük | heve hevek      | szülője szülőjük | anyja anyjuk                            | atyja atyjuk  |
| seine/ihre … Gilt für alle Personen im Plural | erdei (erdői)  | erői | hői             | szülei (szülői)  | anyái / anyai                           | atyái / atyai |
| Ebenso:                                       | mező „Feld“    | idő „Zeit/Wetter“, tüdő „Lunge“, tető „Dach“, első „der Erste“, külső „Erscheinung/Äußeres“, felső „Oberteil [Kleidung]“, belső „Inneres von …“ |                 |                  | (anya „Schraubenmutter“ ist regelmäßig) |               |

Unregelmäßige Formen finden sich auch bei einigen Adjektiven. Was die Bildung von Adverbien betrifft, siehe das Kapitel Wortbildung.
- Das Adjektiv jó bildet folgende verkürzte Formen:
  - Akkusativ, Superessiv und Plural sind regelmäßig: jót, jón, jók
  - Aus jó wird das im Plural verwendete Substantiv javak „die Güter/Besitztümer“ gebildet mit den besitzanzeigenden Formen javai, javaim usw.
Von dem eigentlich Stamm jav- sind noch abgeleitet javul, javít „besser werden, korrigieren“.
  - Der Komparativ ist jobb.
- Das Substantiv hossz „Länge“ bildet den Plural hosszak oder hosszok und das Adjektiv hosszú „lang“ mit dem Komparativ hosszabb.
- Das Adjektiv bő „weit, ausführlich“ hat folgende unregelmäßigen Formen:
  - Akkusativ bőt / bővet, Plural bőek / bővek, Translativ bőé, Instrumental bőel
- fiatal „jung“ gehört zur o-Klasse (Plural fiatalok, Akkusativ fiatalt) und bildet das Adverb fiatalon.

Die Adjektive tele und teli „voll“ werden wie folgt verwendet:
```
Tele/teli van a ház pókokkal.
 „Das Haus ist voller Spinnen“

Egy [tele pohár vizet] kaptak.
 „Sie bekamen ein volles Glas Wasser“ (die Akkusativendung hängt am Wort 
víz
 „Wasser“!)

Vízzel tele pohár.
 „Ein Glas voll Wasser“ (wörtlich: ‚mitWasser volles Glas‘)
Nur 
teli
 bildet den Komparativ 
telibb
 und die Adverbien 
telin / telien
.
```

Unregelmäßige Komparative:
- szép -> szebb „schön -> schöner“
- sok -> több „viel -> mehr“ (hieraus többi „die anderen“)
- hű „treu“ hat als Komparativ hűbb oder hivebb

#### Pronomen und Determinative
Das ungarische Pronominalsystem ist sehr komplex und kennt mehr Abstufungen als das Deutsche. Im Allgemeinen lässt sich sagen:
- Fragepronomen beginnen mit 'm...' oder 'h...': mi?, hány? "was?, wie viele?";
Ausnahme ist ki "wer?"
und Relativpronomen entstehen durch Voransetzen eines 'a' vor ein beliebiges Fragepronomen (siehe hierzu das Kapitel Satzbau).
- Negierende Pronomen mit 'sem...': semmi "nichts"
- Universalpronomen mit 'mind...': minden "alles"
- Unbestimmte Pronomen mit 'más...' "ander", 'vala...' "irgendein",
'bár.../akár...' "egal was [any]" oder 'né...' "manch": máshol, valahol, bárhol, néhol "woanders, irgendwo, egal wo, hier und da".

Bei Demonstrativpronomen wird konsequent zwischen "nah" und "fern" unterschieden, wofür es im Deutschen nicht immer ein Äquivalent gibt:
- ez/az "dieses/jenes"; ugyanez/ugyanaz "derselbe (wie dieser/jener)"
- itt/ott "hier/dort"; ugyanitt/ugyanott "genau hier / ebendort"
itthon/otthon "zuhause" (ersteres wird verwendet, wenn man selbst zuhause ist)
innen/onnan "von hier/dort"; ugyaninnen/ugyanonnan "genau von hier/dort"
ide/oda "hierhin/dorthin"; ugyanide/ugyanoda "genau hierhin/dorthin"
eddig/addig "soweit (bis hier/da)"; ugyaneddig/ugyanaddig "genau soweit"
- erre(felé)/arra(felé) "hier/da entlang"; ugyanerre/ugyanarra "genau hier/da entlang"
erről/arról "aus dieser/jener Richtung"; ugyanerről/ugyanarról "genau aus dieser/jener Richtung"
- ekkor/akkor "dann (zu dieser/jener Zeit)"; ugyanekkor/ugyanakkor "genau zu dieser/jener Zeit"
ekkortól/akkortól kezdve "von da an"
- (em)ilyen/(am)olyan, (abwertend)[39] effelé/affelé, (lit.) ily/oly "so einer, ein solcher (wie hier/da)"; ugyanilyen/ugyanolyan "genauso ein"
- így/úgy "so (auf diese/jene Art, [like this/that])"; ugyanígy/ugyanúgy "genauso"
- ezért/azért "deswegen (wegen diesem/jenem)"; ugyanezért/ugyanazért "genau deshalb"
- ennyi/annyi "so viel(e)"; ennyire/annyira "in solchem Maß"
ugyanennyi/ugyanannyi "genauso viel(e)"; ugyanennyire/ugyanannyira "in solchem Maß"
- ekkora/akkora "ein so großer"; ugyanekkora/ugyanakkora "genauso groß"

Das Pronomen addig kann "bis dahin" oder "in der Zwischenzeit" bedeuten:
```
addig kell csak menni
 "wir müssen nur bis dahin (bis zu jenem Ort) gehen"

én elmosogatok, addig ti beszélgessetek
 "ich wasche ab, und ihr unterhaltet euch (derweil)"
```

Vom Deutschen her ungewohnt sind die mit -kora endenden Pronomen ekkora/akkora, mekkora "so groß, wie groß?" usw.:
```
ekkora kutyát kaptam
 "ich habe einen so großen Hund bekommen!"

mekkora ház!
 "was für ein großes Haus!"

akármekkorát fel tudott emelni
 "er konnte einen beliebig großen heben"
 (wörtlich: ‚egalWieGroßen auf konnteEr heben‘).
```

Ähnlich ungewohnt sind ennyire/annyira, mennyire:
```
annyira egyedül vagyok
 "ich bin so (sehr) allein"

ha csak tudnád, mennyire szeretem a kávét
 "wenn du nur wüsstest, wie sehr ich Kaffee liebe"
 (wörtlich: ‚wenn nur wüsstest, wieSehr ichEsLiebe den Kaffee‘).
```

Das Adjektiv egyes kann die Bedeutung "einige" ausdrücken:
```
lakásokban
 "in einigen/manchen Wohnungen" (das nachfolgende Substantiv steht im Plural)
```

Die meisten Pronomen flektieren wie Adjektive. Regelmäßig nach Kasus und Numerus flektieren vor allem:
- ő „er/sie“ (aber possessiv: ové "seins/ihrs"), ön „Sie“
- ki "wer?", mi „was?“ (homonym mit mi "wir"!)
  - Außerdem mit diesen zusammengesetzte Pronomen:
mindeki „jedermann“, ilyesmi/olyasmi „so etwas“, semmi/senki "nichts/niemand", bárki/akárki "jeder, egal wer", bármi/akármi "etwas, egal was", másvalaki "irgendjemand anderes", valaki "jemand", egyvalaki "eine einzelne Person"; außerdem kiféle (Plural kifélék) "was für einer?, wer?".

```
Zum Beispiel: 
kit
 „wen?“, 
kinek
 „wem?“, 
kik
 „wer alles“ (wenn man nach mehreren Personen fragt), 
mindenkiért
 „für alle“.
```

- Pronomen mit dem Suffix -ik, das für ein Element aus einer Gruppe gebraucht wird:
az egyik „der eine“, egy másik „ein anderer“, melyik „welcher?“, mindegyik/mind „jeder davon“, némelyik "mancher (von ihnen)", valamelyik "(irgend)einer davon"
- minden „alles (jedes)“, sok „vieles“, keveset "weniges"...

```
Zum Beispiel: 
mindent tud
 „er weiß alles“ (Akkusativ), 
sokról mesélt
 „er hat von vielem erzählt“ (Delativ)
```

- néhány dolog „manches“, némelyek „manche Leute“
- egyéb „anderer, sonstiger“ (nach Klasse 1c, also Akkusativ egyebet, Plural egyebek, Possessiv egyebe...)

maga „selbst, sich, allein“ nimmt immer besitzanzeigende Suffixe: magam, magad, maga, magunk, magaim....
Ähnlich néhányunk, néhányatok, néhányuk „einige von uns/euch/ihnen“.
```
Zum Beispiel: 
Ezt magunk is megtehetjük
 „wir können das selbst“ (wörtlich: ‚dieses [AKK.] wirSelbst auch tunKönnenEs‘), 
becsapjátok magatokat
 „ihr betrügt euch selbst“ (
maga-tok-at
 ist 'selbst-euer-AKKUSATIV').
```

ugyanő "dieselbe Person" kann einige Kasus (Translativ, Terminativ, Essiv, Attributiv) nicht bilden und muss sie durch "derselbe Mensch" umschreiben: ugyanazzá az emberré, ugyanaddig az emberig, ugyanakként az emberként, ugyanazé az emberé
milyen, ilyen/olyan "was für ein, so ein" können im Akkusativ Singular das 'n' verlieren: milyet, ilyet, olyat.

##### Adjektivischer Gebrauch
Adjektivisch (also unveränderlich) werden folgende Adjektive und Determinative gebraucht:
- e(z), eme(z) „dieser“, a(z), formell ama(z), azon „jener“
Die genaue Anwendung von ez/az wird weiter unten erklärt.
- sok „viel(e) …“, sok-sok „eine Menge, sehr viele“, megannyi (poetisch) („so viele“, hány? „wie viele …?“)
- egy más „ein anderer“, pár, egypár „ein paar“, egy kis „ein wenig“
- minden, mindegyik, az összes „jeder“ (wird auch zur Wiedergabe von „alle“ verwendet, aber Substantiv und Verb stehen im Singular), mindazon (lit./formell) „jeder“
- mely (lit.) „welcher?“, milyen „was für ein? wie [groß]?“ (substantivisch: Milyen volt a nyaralásotok? „Wie waren eure Ferien?“)
- néhány, egynéhány, valahány „einige, mehrere“, némely(ik) „manch(ein)er“, némi „irgendein“, valamely (lit.) „irgendein“
ákarmelyik, bármely „jeder beliebige [any]“, bármelyik „jeder beliebige, egal welcher“
- olyan „so ein, ein solcher“, semilyen „keinerlei“, valamelyik „einer von diesen …“
- ugyanolyan „genau so ein“, ugyanez/ugyanaz, ugyanezen „derselbe“, ugyanilyen, ugyanily „genau so ein“, ugyanennyi/ugyanannyi „genauso viel“, ugyanekkora „ein genau so großer“
- hányas „welcher?“ in Bezug auf Zahl, Größe, Nummer:
Hányas szám? „was für eine Zahl?“, Hányas cipőt? „was für eine Schuhgröße?“ (sinngemäß: 'ein wie großer Schuh'), Hányas busszal? „mit welchem Bus?“ (sinngemäß: 'mit welcher Busnummer').
- mi wird als Determinativ nur in einigen feststehenden Ausdrücken verwendet:
mi okból? „aus welchem Grund?“, mi célból?, mi végből/végre? „wozu? zu welchem Zweck?“, mi módon? „auf welche Art?“, mi fán terem? „was für ein Ding ist das?“ (sinngemäß: 'auf was für einem Baum wurde das gemacht?')

Das unveränderliche milyen fragt nach der Beschaffenheit eines Substantivs:
```
Milyen lakást akarsz?
 "
Was für eine
 Wohnung möchtest du?"

Milyen a tanárod?
 "
Wie
 ist dein Lehrer? / Was für einen Lehrer hast du?"
```

mennyi "wie viel?" fragt nach einer Quantität, hány "wie viele?" fragt nach einer Stückzahl:
```
Mennyi pénz van nálad?
 "Wie viel Geld hast du dabei?"

Hány könyv van nálad?
 "Wie viele Bücher hast du dabei?"

Hányadik emeleten laksz?
 "Auf welchem Stockwerk wohnst du?" (sinngemäß: 'auf [dem] wie vielten Stock wohnst du?').

hány órakor? / hánykor
 "um wie viel Uhr?", 
hány óra van?
 "wie viel Uhr ist es?"
```

Der Instrumental hánnyal heißt "um wie viel", der Kasus Finalis mennyiért bedeutet "für wie viel, um welchen Preis?":
```
Hánnyal több a halottak száma a tegnapihoz képest?
 "Wie viel mehr Tote gibt es im Vergleich zu gestern?"
(wörtlich: ‚umWie viel mehr [ist] den Gestorbenen ihreZahl die gestrigenZu imVergleich?‘).

Mennyiért adjam ki a lakásom?
 "Für wie viel soll ich meine Wohnung vermieten?" (wörtlich: ‚fürWie viel gebeIch aus die MeinWohnung?‘).
```

##### Substantivische Formen
Das adverbiale Suffix -an kann aus manchen Pronomen, Adjektiven oder Zahlwörtern ein selbständiges Pronomen machen, das nur in Bezug auf Personen gebraucht wird: sokan, kevesen, hányan?, néhányan, páran, ennyian/annyian "viele, wenige, wie viele?, manche, ein paar (Leute), so viele".
```
sokan vannak a meghívottak, de kevesen a választottak
 "viele sind berufen, aber wenige auserwählt"

néhányan egyetértettek velünk
 "Manche waren mit uns einverstanden"

hatan vagyunk a csoportban
 "Wir sind sechs (Leute) in der Gruppe" oder "zu sechst" (von 
hat
 "6")

az osztályunkban hatan vannak vegetáriánusok
 "In unserer Klasse sind sechs (Leute) Vegetarier"

annyian vannak!
 "da sind so viele (Leute)!"
Außerdem 
ilyen/olyan
 "so etwas" (im Plural 
ilyenek/olyanok
 "solche Sachen")
```

Die Pronomen ennyi/annyi, minden, semmi, mind(egyik) "so viel, alles, nichts, alles davon" und einige weitere werden in Bezug auf Dinge gebraucht:
```
ennyi az egész
 "das ist alles" (wörtlich: ‚so viel das ganze‘).

minden rendben
 "alles in Ordnung".

semmi sem elég jó neki
 "nichts ist ihm gut genug"
```

melyek "welches" wird nur im Plural gebraucht:
```
melyek az ország legnagyobb városai?
 "Welche(s) sind die größten Städte des Landes?"
```

Die mit -ki/mi zusammengesetzten Pronomen werden substantivisch gebraucht: ilyesmi/olyasmi "so etwas", mindenki "jedermann, alle Leute".
"einander" wird durch egymás ausgedrückt:
```
nem lehettek egymáséi
 "sie konnten kein Ehepaar sein" (wörtlich: ‚nicht konntenSie einander-ihre [sein]‘).
[
40
]
```

#### Persönliche Formen
Um Konstruktionen wie "einer von uns, vier von euch" usw. zu bilden, gibt es folgende Formen:
|                  | wir | ihr | sie                                                                  |
| ---------------- | --- | --- | -------------------------------------------------------------------- |
| einer            | (mind)egyikünk "einer von uns"                                                                               | (mind)egyikőtök/(mind)egyiktek "einer von euch"                                                           | (mind)egyikük/(mind)egyikőjük "einer von ihnen"                      |
| zwei             | (mind)kettőnk "zwei von uns"                                                                                 | (mind)kettőtök                                                                                            | (mind)kettejük/(mind)kettőjük                                        |
| drei             | (mind)hármónk/(mind)hármunk "drei von uns"                                                                   | (mind)hármótok/(mind)hármatok                                                                             | (mind)hármójuk/(mind)hármuk                                          |
| vier             | négyünk "vier von uns"                                                                                       | negyőtök/négyetek                                                                                         | négyőjük/négyük                                                      |
| fünf             | ötünk "fünf von uns"                                                                                         | ötötök | ötük                                                                 |
| einige, ein paar | egynéhányunk "einige von uns"                                                                                | egynéhányatok                                                                                             | egynéhányuk                                                          |
| alle             | mindannyiunk/mindannyiónk mindnyájunk mindegyikünk/mindegyikőnk valamennyiünk mindünk/mindőnk "alle von uns" | mindannyiótok mindnyájatok mindegyikőtök/mindegyiktek/mindegyiketek valamennyitek/valamennyiőtök mindőtök | mindannyiuk mindnyájuk mindegyikük/mindegyikőjük valamennyiük mindük |
| wer von...?      | melyikünk „wer von uns?“                                                                                     | melyiketek, melyikőtök                                                                                    | melyikük                                                             |

```
Ez jó volna mindegyikünk számára
 "das wäre gut für alle von uns" (wörtlich: ‚dies gut wäre alleWir ausIhrerZahl‘).
```

Das verstärkende mind- vor einem Zahlwort kann nur bis zur drei gebraucht werden. Danach heißt es mind a négünk "alle vier von uns", mind az ötük "alle fünf von ihnen" usw.
Ferner gibt es noch egyike „einer davon“ und mindje „alle (von ihnen)“ in Bezug auf eine Gruppe.
```
Mindje vigan van. Egyike kúszik.
 "Sie sind alle noch da. Einer von ihnen krabbelt."
[
42
]
```

##### Übersicht
Hier eine Zusammenstellung der wichtigsten ungarischen Pronomen, die meisten davon substantivisch:
|                | Person                                   | Sache                                   | ein bestimmtes                          | Grund                             | Art                                                               |
| -------------- | ---------------------------------------- | --------------------------------------- | --------------------------------------- | --------------------------------- | ----------------------------------------------------------------- |
| dieser         | ő „er/sie“                               | ez „dies“                               | ez „dies“                               | ezért, emiatt „deswegen“          | ilyen / (abwert.) efféle "so etwas, solch ein"                    |
| jener          | ő „er/sie“                               | az „jenes“                              | az „jenes“                              | azért „deswegen“                  | olyan / (abwert.) afféle "so etwas, solch ein"                    |
| jeder          | mindenki „jeder“                         | minden „alles“                          | mind(egyik) „alle davon“                | mindenért                         | nindenféle "allerlei"                                             |
| welcher        | ki „wer?“                                | mi „was?“                               | melyik „welcher?“                       | miért „warum?“                    | milyen fajta "was für eins?" milyen "was für ein...?"             |
| keiner         | senki „niemand“                          | semmi „nichts“ semekkora "gar nichts"   | semelyik egyik sem                      | semmiért                          | jobb, mint semmilyen "besser als nichts" semmilyen "keinerlei..." |
| irgendeiner    | (egyáltalán) valaki „(überhaupt) jemand“ | (egyáltalán) valami „(überhaupt) etwas“ | valamelyik „einer, der eine oder andre“ | valamiért "aus irgendeinem Grund" | valamilyen "mancherlei..."                                        |
| mancher        | néhányan, többen „einige“                |                                         |                                         |                                   |                                                                   |
| ein anderer    | másvalaki "irgendjemand anderes"         | más                                     | másik                                   | másért                            | másfajta, másmilyen "ein andersartiges..."                        |
| ein beliebiger | akárki, bárki "wer auch immer, egal wer" | akármi, bármi                           | akármelyik, bármelyik                   | (akármiért, bármiért)             | akarmilyen/akárféle..., bármilyen/bárféle... "egal was für ein"   |

Für Angaben von Ort, Zeit und Umständen gibt es besondere Formen, die quasi die Lokativ, Allative und Ablative von „dies, jenes, was …“ ersetzen; die seltener oder literarisch gebrauchten sind kleingedruckt, veraltete mit '+' versehen:
|                                 | Ort | Ziel                                                                                        | Herkunft                                                                                   | Richtung/via                                                  |
| ------------------------------- | --- | ------------------------------------------------------------------------------------------- | ------------------------------------------------------------------------------------------ | ------------------------------------------------------------- |
| an diesem Ort                   | itt / itten/emitt/imitt „hier“ emerre, errefelé „hier in der Gegend“                                                | ide / emide/imide „hierhin“ idébb „näher (zu mir/uns)“ idáig „bis hierher/jetzt“            | innen / innét, eminnen „von hier“                                                          | (em)erre „hier entlang“ errefelé „auf diesem Wege hierher“    |
| an jenem Ort                    | ott / ottan/amott „dort“ arrafelé „da in der Gegend“                                                                | oda „dorthin, hin“ odáig „soweit, bis dorthin“ ide-oda „hin und her“                        | onnan / onnét „von dort“                                                                   | arra „dort entlang“ arrafelé „auf diesem Weg fort“            |
| an welchem Ort?                 | hol / +hon „wo?“ | hova, hová „wohin?“ amerre „in welche Richtung?“                                            | honnan „woher?“                                                                            | merre „wo entlang?“                                           |
| an manchem Ort                  | néhol „hier und da“                                                                                                 | +néhova „nach manchen Orten hin“                                                            | néhonnan / +néhonnét „von manchen Orten her“                                               |                                                               |
| an irgendeinem Ort              | valahol „irgendwo“ bárhol/akárhol „überall [anywhere], egal wo“, akárhol „wo auch immer“                            | valahova (á) „irgendwohin“ bárhova/akárhova (á) „überallhin [anywhere], egal wohin“         | valahonnan „irgendwoher“ bárhonnan/akárhonnan „von überallher [from anywhere], egal woher“ |                                                               |
| an anderem Ort                  | máshol, másutt „woanders“                                                                                           | máshova (á) másuvá „woandershin“                                                            | máshonnan másunnan „woandersher“                                                           | másfelé „anderswo entlang“                                    |
| an sonst einem Ort              | egyebütt „sonstwo“                                                                                                  | egyebüvé „sonstwohin“                                                                       | egyebünnen „von sonstwo her“                                                               |                                                               |
| an jedem Ort                    | mindenhol, mindenütt „überall“                                                                                      | mindenhova (á) „überallhin“                                                                 | mindenhonnan „von allen Seiten“                                                            |                                                               |
| Angaben von Zeit und Häufigkeit | |                                                                                             |                                                                                            |                                                               |
|                                 | zu einem Zeitpunkt                                                                                                  | bis zu einem Zeitpunkt                                                                      | ab einem Zeitpunkt                                                                         | Wiederholung                                                  |
| zu dieser Zeit                  | ekkor „zu dieser Zeit, dann“ most „jetzt“                                                                           | eddig „bisher“ mostanáig „bis jetzt“                                                        | ezóta „seit diesem Zeitpunkt“ ezentúl „von jetzt ab“ mostantól „ab jetzt“                  | ennyiszer „so oft“                                            |
| zu jener Zeit                   | akkor „dann, damals“ (múltkor „neulich“)                                                                            | addig, odáig „bis zu jenem Moment, inzwischen“                                              | azóta „seit jenem Zeitpunkt, seit damals“                                                  | anniszor „so oft, so viele Male“                              |
| zu welcher Zeit?                | mikor „wann?“ | meddig „bis wann? wie weit? für wie lange?“                                                 | mióta „seit wann? (seit) wie lange schon?“                                                 | hányszor „wie oft? wie viele Male?“                           |
| zu mancher Zeit                 | néha „zuweilen, manchmal“ +némelykor, olykor „manchmal“                                                             |                                                                                             |                                                                                            | néhányszor „einigemal, ein paarmal“ sokszor „viele Male, oft“ |
| zu irgendeiner Zeit             | valamikor, (egyáltalán) valaha „irgendwann, (überhaupt) jemals“ bármikor/akármikor „jederzeit [anytime], egal wann“ |                                                                                             |                                                                                            |                                                               |
| zu anderer Zeit                 | máskor „zu einer anderen Zeit, ein andermal“                                                                        |                                                                                             |                                                                                            |                                                               |
| zu keiner Zeit                  | soha, sohasem, semmikor, sose(m) „nie“ in Verboten: sohase, sose „nie“ soha tobbé "nie mehr"                        |                                                                                             |                                                                                            |                                                               |
| zu jeder Zeit                   | mindig „immer, stets, immerzu, jeweils“ Achtung: mindenkor ist „jeweils“ mindvégig „die ganze Zeit über“            | egyre „immerfort“ (örökké(valóságig) „ewig“) (örökkévalóságig „für immer, bis in Ewigkeit“) | mindig is, kezdettől fogva „seit/von jeher“                                                | valahányszor, mindenhanniszor „jedesmal“                      |
|                                 | ilyenkor „um diese Zeit“ (jókor „zur rechten Zeit“ rosszkor „zu falschen Zeit, ungelegen“)                          |                                                                                             | (régóta „seit langem“)                                                                     |                                                               |

|           | Wie                                                                                | Art, Weise                                                                                       |                                                   |
| --------- | ---------------------------------------------------------------------------------- | ------------------------------------------------------------------------------------------------ | ------------------------------------------------- |
| wie dies  | így / +ígyen, +imigy „so [like this]“                                              | ekként ekképp(en) „so“                                                                           |                                                   |
| wie jenes | úgy / +úgyan, +amugy „so [like that]“, ugyanúgy „genauso“                          | akként „so, derart“ akképp(en) „so, derart“                                                      |                                                   |
| welches?  | hogy(an) „wie?“                                                                    | miként / +mikint / +mint „wie?“ = hogy(an) miképpen (lit.) „auf welche Weise?, auf welchem Weg?“ |                                                   |
| manches   |                                                                                    | némiképpen „einigermaßen“                                                                        |                                                   |
| anderes   | másként, másképp(en), máshogy(an) „anders“ amúgy (leicht ugs.) „sowieso; übrigens“ | másként, másképp(en), máshogy(an) „anders“ amúgy (leicht ugs.) „sowieso; übrigens“               |                                                   |
| nichts    | semmi(féle)képpen, semmennyire "überhaupt nicht                                    | semmi(féle)képpen, semmennyire "überhaupt nicht                                                  |                                                   |
| alles     |                                                                                    | mindenképpen "auf jeden Fall, komme was da wolle"                                                | mindenképpen "auf jeden Fall, komme was da wolle" |

##### Die Pronomenezundaz
Attributives a(z) wurde schon als bestimmter Artikel genannt. Es ist stets unveränderlich. Daneben gibt es noch ein deklinierbares a(z) in der Bedeutung „jener“.
Die Anwendung von adjektivischem ez „dieser“ und az „jener“ weist die Besonderheit auf, dass hier sowohl die Determinative als auch das Nomen dekliniert wird; zwischen Determinativ und Nomen tritt außerdem der bestimmte Artikel (der wie immer unveränderlich ist, von dem 'z' vor einem nachfolgenden VOkal einmal abgesehen):
```
ez a ház, az a ház
 „dieses Haus, jenes Haus“, 
ez az autó, az az autó
 „dieses Auto, jenes Auto“

ezen a házon
 „auf diesem Haus“ (Superessiv), 
azon az autón
 „auf diesem Auto“

ezek a házak
 „diese Häuser“, 
azak az autók
 „jene Autos“
```

Sogar Postpositionen müssen beim Determiner als auch beim Nomen stehen:
```
ezek előtt a házak előtt
 „vor diesen Häusern“ (sinngemäß: 'vor diesen vor den Häusern'), 
az alatt az autó alatt
 „unter jenem Auto“
Selbständig: 
ez alatt
 „darunter“.
```

Vor einer Postposition, die mit einem Konsonanten beginnt, entfällt das z:
```
e mellett a ház mellett
 „neben diesem Haus“
Selbständig: 
e mellett
 „daneben, nebendran“
```

Und schließlich weisen ez, az auch noch einige unregelmäßige Formen auf (der Superlativ, der Finalis ezért/azért und die -é-Form sind regelmäßig):
| Nominativ                   | ez                            | az                            |
| --------------------------- | ----------------------------- | ----------------------------- |
| Dativ                       | ennek                         | annak                         |
| Instrumental Translativ     | ezzel volkstümlich evvel ezzé | azzal volkstümlich avval azzá |
| Inessiv Illativ Elativ      | ebben ebbe ebből              | abban abba abból              |
| Adessiv Allativ Ablativ     | ennél ehhez ettől             | annál ahhoz attól             |
| Superessiv Sublativ Delativ | regelm. ezen erre erről       | regelm. azon arra arról       |
| Terminativ                  | eddig                         | addig                         |
| Essiv                       | ekként                        | akként                        |

Selbständiges emez, amaz „dieses, jenes“ werden ebenso gebeugt.
Daneben gibt es noch die unveränderlichen Varianten e(z), eme(z), ezen und a(z), ama(z), azon, die aber selten oder veraltet sind. Ihre Verwendung ist jedoch viel einfacher aufgrund der Unveränderlichkeit und da sie ohne Artikel gebraucht werden:
```
az e heti hírek
 „Die Nachrichten dieser Woche“ (wörtlich: ‚die dies_wöchigen Nachrichten‘)

e helyen
 „an diesem Ort“ (statt gewöhnlichem 
ezen a helyen
, wo auch 
ez
 gebeugt ist)
```

In absteigender Häufigkeit sagt man:
```
ez
en
 a helyen
 (das gewöhnliche, wo auch 
ez
 gebeugt ist) ― 
ezen helyen ― e helyen ― eme helyen
 „an diesem Ort“ (Superessiv)

az
on
 a helyen
 (das gewöhnliche, wo auch 
az
 gebeugt ist) ― 
azon helyen _ -------- ― ama helyen
 „an diesem Ort“
```

```
Vor Vokal: 
ez az idő, ezen idő, ez idő, emez idő
 „diese Zeit“ (Nominativ)
           
abban az időben, azon időben, amaz időben
 „in jener Zeit“ (Inessiv)
```

##### Personalpronomen
Die Personalpronomen werden ganz anders behandelt als die übrigen Pronomen (die der 3. Person sind regelmäßig). Sie können von allen Kasus selbständig nur Nominativ und Akkusativ bilden, außerdem noch possessive Formen:
|                    | ich                                 | du                                    | er/sie                  | wir                                   | ihr                                       | sie [they]                 |
| ------------------ | ----------------------------------- | ------------------------------------- | ----------------------- | ------------------------------------- | ----------------------------------------- | -------------------------- |
| Nominativ          | én                                  | te                                    | ő                       | mi                                    | ti                                        | ők                         |
| Akkusativ          | engem(et) „mich“ also én(g)+em(+et) | téged(et) „dich“ also te(g)+ed(+et)   | őt „ihn/sie“            | minket, bennünket „uns“ also mi+nk+et | titeket, benneteket „euch“ also ti+tek+et | őket „sie [them]“          |
| Possessiv Singular | enyém „das meinige“                 | tied tiéd „das deinige“               | övé „das seine/ihre“    | miénk / mienk „das unsre“             | tiétek / tietek „das eure“                | övék „das ihre [theirs]“   |
| Possessiv Plural   | enyéim (enyémek) „die meinen“       | tieid volkstümlich tiéid „die deinen“ | övéi „die seinen/ihren“ | mieink, miéink „die unsren“           | tieitek, tiéitek „die euren“              | övéik „die ihren [theirs]“ |

Für alle anderen Kasus nimmt man eine Präposition und hängt die besitzanzeigende Endung daran, zum Beispiel wird aus dem Adessiv -nál ein nálam „bei mir“, nálad „bei dir“, und weiter: nála, nálunk, nálatok, náluk. So leicht ist es allerdings nicht bei allen Fällen. Genaueres dazu findet sich im Kapitel Postpositionen.
Die formellen Personalpronomen ön und maga sind regelmäßig.

Für das deutsche "man" gibt es keine Entsprechung. Entweder wird eine passivische Form gewählt (siehe Kapitel Verben) oder es wird durch az ember "der Mensch" umschrieben:
```
az ember Godot-ra vár
 "man wartet auf Godot"

az ember csodálkozik rajta, hogy...
 "man wundert sich darüber".
```

Für das unpersönliche "einem, einen" muss man Umschreibungen suchen:
```
ott nincs segítség
 "dort wird einem nicht geholfen" (sinngemäß: 'dort ist nicht Hilfe').
```

## Postpositionen und Adverbien
Satzbausteine, die hinter ein Substantiv gestellt werden und mit ihm einen adverbialen Ausdruck bilden, heißen in der ungarischen Grammatik Postpositionen. Ihnen entsprechen im Deutschen die Präpositionen. Die ungarische Wortstellung ist also 'des schönen Wetters wegen, dem Haus gegenüber'.
Die meisten Postpositionen sind, wie auch der größte Teil der Kasussuffixe, ursprünglich aus einem Nomen und einem der ursprünglichen Kasus (Lokativ/Allativ/Ablativ) gebildet worden, wie dies auch auf Verhältniswörter in anderen finnisch-ugrischen Sprachen der Fall ist (z.B. finnisch isän vieressä „neben dem Vater“, wörtlich: ‚Vaters Seite-in‘); jedoch kann im Finnischen bei der Verwendung von Verhältniswörtern das Substantiv nicht im Nominativ stehen, wie es im Ungarischen häufig vorkommt.
In folgender Tabelle finden sich die wichtigsten postpositionalen Raumangaben samt dem Herkunfts-Substantiv und einigen mit damit verwandten Adverbien:
|                               | Ort (1) (alter Lokativ auf -t)      | Richtung (alter Allativ auf -é)                      | Herkunft (alter Ablativ auf -ul)                                                | Ort (2) Alter Lokativ auf -n                   | Etymologie                        |
| ----------------------------- | ----------------------------------- | ---------------------------------------------------- | ------------------------------------------------------------------------------- | ---------------------------------------------- | --------------------------------- |
| Unterseite                    | alatt „unter“ (unten)               | alá „unter“                                          | alól „unter...hervor“ alul „unterhalb“ (mit Superessiv) Adverb: alul „unten“    |                                                | al „unterer Teil“                 |
| Unterseite                    | Adverb: lent „unten“                | (Adverb: lefelé „hinab“)                             |                                                                                 | Adverb: lenn (früher len) „unten“              |                                   |
| Darüber                       | fölött „über“ Adverb: fent „oben“   | fölé „über [to above]“ (Adverb: fölfelé „aufwärts“)  | fölül „von über“ (mit Superessiv) Adverb: fölül „oben“                          | Adverb: fenn/fönn „oben“                       | föl „Oberseite“                   |
| Richtung Mit obigem vermischt | felett „über“ fent „oben“           | felé „auf...zu [towards]“ (Adverb: felfelé „hinauf“) | felől „aus der Richtung von“ felül „über“ (mit Superessiv) Adverb: felül „oben“ |                                                | fél „Seite/Hälfte“                |
| Vorderseite                   | előtt „vor“ (vorn)                  | elé „vor“ (Adverb: előre „nach vorn“)                | elől „von vor [from in front of]“ Adverb: elöl „vorn, voraus“                   |                                                | elő „vorderer Teil“               |
| Zwischenraum                  | között/közt „zwischen“              | közé „zwischen“                                      | közül „aus“ ([from among/between])"                                             |                                                | köz „Zentrum“                     |
| Rückseite                     | mögött „hinter“ (hinten)            | mögé „hinter“                                        | mögül „hinter...hervor“                                                         |                                                | mög (dial.) „Raum dahinter“       |
| Seite                         | mellett „neben“ (nebendran)         | mellé „neben“                                        | mellől „von [from beside]“                                                      |                                                | mell „Brust“                      |
| Innenseite                    | Adverb: bent „drinnen“              | Kasus: -ba „in“ (Adverb: befelé „hinein“)            | Kasus: -ból „aus...heraus“ belül                                                | Kasus: -ban „in“ (drin) Adverb: benn „drinnen“ | bél „Gedärm/Kern“                 |
| Außenseite                    | Adverb: kint „draußen“              | (Adverb: kifelé „hinaus“)                            | kívül „außerhalb von“ als Adverb: „draußen“                                     | Adverb: kinn „draußen“                         | altungarisch ki(v) „äußerer Teil“ |
| Umkreis                       | körött (lit., archaisch) „um, nahe“ | köré „um [to around]“ (sich hinbegebend)             | körül „um...herum“ (statisch)                                                   |                                                | kör < finno-ugrisch „Kreis“       |

Besonders die meisten Raumes-Postpositionen, aber auch etliche andere, nehmen das vorausgehende Substantiv im Nominativ, was in flektierenden Sprachen nicht vorkommt. Viele Postpositionen nehmen den Superessiv, nur wenige einen anderen Kasus:
- Man sagt also sinngemäß 'das Haus neben' und belässt 'Haus' im Nominativ: a ház mellett „neben dem Haus“.
mellett kann nur hinter einem Nomen stehen und wird eigentlich genau wie eine Kasusendung (z. B. -ban) verwendet, bloß dass zwischen Nomen und Postposition ein Leerzeichen steht.
- aber man sagt 'auf dem Haus jenseits' und setzt also 'Haus' in den Superessiv: a házon túl „jenseits des Hauses“.
túl kann auch alleine als Adverb stehen und bedeutet dann „zu(viel)“: túl nagy ez a ház „dieses Haus ist zu groß“.

Weitere Postpositionen sind:
- Mit Nominativ:
  - räumlich: szembe „gegenüber/entgegen“, mentén „entlang“, révén „durch/via“, útján „via“ (von út „Straße“[57])...
  - zeitlich: múlva/múltán „in“ (von jetzt aus in der Zukunft), után „nach [after]“, óta „seit/für die Dauer von“,  közben „während“ (Inessiv von köz[58])...
  - abstrakt: által „mittels“ (früher: „durch“[59]), nélkül „ohne“ (Adessivsuffix + ki + Ablativsuffix[60]), címén „als/wegen“ (von cím „Titel“), ellen „gegen“ (von elő[61]), fejében „im Austausch für“ (von fej „Kopf“[62]), kapcsán „in Verbindung mit“, helyett/helyt „statt“ (Lokativ von hely „Ort“[63]), szerint „laut“, miatt „wegen“, nyomán „basierend auf“, tekintve „in Bezug auf“, terén „in“ (Van gyakorlatod a számítógépek terén? „Hast du Erfahrung mit Computern?“),
iránt „zu/für“ (Pál részvétet érzett a testvére iránt „Paul fühlte Sympathie für seinen Bruder“),
gyanánt „[dienend] als/zu“ (Köszönés gyanánt biccentett egyet. „Er nickte zur Begrüßung“),
ellenére „trotz“, folyamán „während (im Laufe von)“,
- Mit Superessiv:
a házon keresztül „durch das Haus“, az autón kívül „außerhalb des Autos“ (aber: kétségkívül „unzweifelhaft“), belül „innerhalb“, felül/fölül „oberhalb“, alul „unterhalb“
túl „jenseits“, innen „diesseits“, át „durch/über“ (von einer Öffnung zur anderen), kezdve „von … an“, részére „für“, számára „für/zu“...
- Mit Dativ: hála „dank“, kedvéért „um...willen, zum Wohl von“, következtében „infolge, aufgrund“
- Mit Sublativ (-ra): nézve „hinsichtlich, in Verbindung mit, für“
- Mit Adessiv (-nál): fogva „durch/von“ (orránál fogva vezet „an der Nase geführt“)
- Mit Allativ (-hoz): hasonló(an) „ähnlich“, képest „verglichen mit“, mérten „im Vergleich/Verhältnis zu“,
- Mit Ablativ (-tól): fogva „von...an“
- Mit Instrumental:
együtt „zusammen mit“, szembe „gegenüber“

Manche von ihnen sind aus einem Substantiv + besitzenzeigende Endung entstanden, zum Beispiel címén ist wörtlich: „auf sein Thema“, útján „auf seiner Straße“.

Die Postpositionen át, keresztül, együtt, szemben, túl „(quer) über, durch, zusammen mit, gegenüber, jenseits“ können jedoch auch als Präpositionen vorangestellt werden:
```
át a folyón = a folyon át
 „über den Fluss hinüber“
```

### Kombinationen mit besitzanzeigenden Endungen
Die persönlichen Formen werden durch Anhängen der besitzanzeigenden Endungen gebildet:
```
Aus 
alatt
 "unter" wird: 
alatta
 „hinter ihm“, 
alattam
 "hinter mir" usw.
Aus 
közt/között
 "zwischen" wird: 
köztük/közöttük
 "zwischen ihnen, unter [among] ihnen"
```

Die auf langen Vokal endenden Postpositionen können das Suffix -(j)a in der 3. Person Sg. weglassen:
```
alá(ja)
 „auf ihn hinauf“, 
elé(je)
 „vor ihn hin“...
```

Unregelmäßig sind
- körülötte „um ihn herum“
- Die mit einer noch gebräuchlichen Kasusendung gebildeten Postpositionen nehmen das besitzanzeigende Suffix VOR die Kasusendung:
részére „für“ hat also részémre, részédre, részére, részünkre, részetekre, részükre,
oder számára „für“ hat számomra, …, számukra.
Ähnlich: révén „durch ihn“: révemen, revükön;
segítségével „durch seine Hilfe“: ségítségemmel, segítségükkel;
esetében „in meinem Fall“: esetemben, esetükben;
részéről „meinerseits“: részemről, részükről.
- óta, közben, végett können keine Endungen annehmen

Die meisten Postpositionen können auch mit e(z)- / a(z)- „dieser/jener“ kombiniert werden:
```
ezalatt
 „hierunter“, 
amellett
 „daneben“, 
azóta
 „seitdem“, 
eszerint
 „demgemäß“...
```

Einige auch mit mi „was“:
- Konjunktionenbildend:  miután „nachdem“, miközben „während“, mielőtt „bevor/ehe“,
- Adverbbildend: miszerint (formell) „nämlich“, mióta „seit wann? wie lange?“, miáltal (formell) „folglich“

### Beugung der Personalpronomen
Da die Personalpronomen nur im Nominativ und Akkusativ vorkommen (s. das Kapitel Nomen), werden stattdessen folgende Zusammensetzungen gebraucht. Die meisten entstehen dadurch, dass eine der Kasusendungen genommen und mit einem besitzanzeigenden Suffix versehen wird, zum Beispiel -nál steht für den Adessiv ("bei"), und nálam heißt "bei mir". Ohne eine besitzanzeigende Endung können diese Suffixe aber nicht gebraucht werden, im Gegensatz zu den echten Postpositionen (s. o.); es gibt auch einige Unregelmäßigkeiten.
|                             | er                                                                      | ich, du, ihr                                                               | wir, sie                                                                |
| --------------------------- | ----------------------------------------------------------------------- | -------------------------------------------------------------------------- | ----------------------------------------------------------------------- |
| Dativ                       | neki („ihm“)                                                            | nekem, neked, nektek                                                       | nekünk, nekik                                                           |
| Instrumental Finalis        | vele („mit ihm“) érte („für ihn“)                                       | velem, veled, veletek usw.                                                 | velünk, velük usw.                                                      |
| Superessiv Sublativ Delativ | rajta („auf ihm“) rá („auf ihn“) róla („von ihm, über ihn“)             | rajtam, rajtad, rajtatok rám, rád, rátok usw.                              | rajtunk, rajtuk ránk, rájuk usw.                                        |
| Adessiv Allativ Ablativ     | nála („bei ihm“) hozzá („zu ihm“) tőle („von ihm“)                      | usw. hozzám, hozzád, hozzátok usw.                                         | hozzánk, hozzájuk                                                       |
| Innessiv Illativ Elativ     | benne („in ihm“) belé („in ihn“) belőle („aus ihm“)                     | bennem, benned, bennetek belém, beléd, belétek belőlem, belőled, belőletek | bennünk, bennük belénk, beléjük belőlünk, belőlük                       |
| Sonstige Kasus              | Personalpronomen kommen nicht vor im Translativ, Terminativ, Essiv usw. | Personalpronomen kommen nicht vor im Translativ, Terminativ, Essiv usw.    | Personalpronomen kommen nicht vor im Translativ, Terminativ, Essiv usw. |

Bei rajta musste ein neues Adverb geschaffen werden, da der Superessiv als Suffix noch durch eine altererbte Kasusendung (-on) ausgedrückt wird, zu der kein selbständiges (adverbiales) Gegenstück existiert.
Die formellen Pronomen ön und maga werden wie andere Nomen auch konjugiert.
Der mit besitzanzeigender Endung versehenen Postposition kann auch das Personalpronomen vorangestellt werden (wobei zu beachten ist, dass ő immer im Singular gebraucht wird):
```
Ohne Personalpronomen: 
alattam, alattad, alatta, alattunk, alattatok, alattuk

Mit Personalpronomen: 
énalattam, tealattad, őalatta, mialattunk, tialattatuk,  őalattuk
```

Im 19. Jhd. schrieb man beide Teile noch getrennt: én alattam usw.
In älterem Ungarisch lauteten die Postpositionen für "hinter" noch megett, megé, megül und konnten, wie damals auch nélkül, noch keine besitzanzeigenden Suffixe annehmen. Man umschrieb damals wie folgt:
```
a hátam megett, a hátam megé, a hátam megül
 "hinter meinem Rücken, hinter meinen R., hinter meinem Rücken hervor";

nálam nélkül
 "ohne mich" (wörtlich: ‚bei mir ohne‘).
```

## Verben
Die im Wörterbuch angegebene „Grundform“ eines Verbs ist nicht (wie im Deutschen) der Infinitiv, sondern die 3. Person Singular (Präsens Indikativ):
```
Unter dem Eintrag 
vár
 findet man die Bedeutung „warten“ verzeichnet.
Aber 
vár
 bedeutet eigentlich „(er/sie/es) wartet“.
```

Diese Form ist bei den meisten Verben identisch mit dem Wortstamm. Zu beachten ist, dass die kürzeste aller Verbformen im Deutschen den Imperativ ausdrückt ('komm!, geh!), im Ungarischen der Imperativ jedoch durch ein Suffix gebildet wird (várj! „warte!“).
Zu den mit den Suffixen -gat, -tat, -hat (Iterativ/Durativ, Kausativ, Potential) abgeleiteten Verben siehe das Kapitel Wortbildung.
Folgende Verben des Ungarischen sind dunkelvokalisch, obwohl sie nur die Vokale e oder i enthalten:
```
Die Wurzeln 
bír, bíz, hí(v), híz, ing, ír, irt, nyí, nyír, rí(v), ring, sí, sír, szid, szít, szí(v)/szip, tilt, ví(v)
.
Die ik-Verben 
bízik, dívik, fingik, (illik), iszik, ívik, izzik, nyílik, siklik

Die ít-Verben 
bénít, csitít, hígít, ifjít, indít, izzít, némít, pirít, piszkít, rikít, ritkít, sikít, simít, sipít, sivít, tisztít, vidít, virít, visít
```

```
Ihre ich-Form beispielsweise endet auf dunkles 
-ok/-om
: 
nyírok
 „ich schneide“.
```

### Allgemeines

#### Bestimmtheit
Bei transitiven Verben (das heißt solchen, die ein Akkusativobjekt bei sich haben) wird im Ungarischen unterschieden, ob sie sich auf ein unbestimmtes oder ein bestimmtes Objekt beziehen. Für beide Fälle gibt es je ein eigenes Set von Endungen:
```
hallok
 „ich höre“, 
hallok egy madarat
 „ich höre 
einen
 Vogel“: hier hat das Verb die Endung 
-ok
.
versus 
hallom
 „ich höre es“, 
hallom a zajt
 „ich höre 
den
 Lärm“: hier hat es die Endung 
-om
.
```

Die Beziehung 'ich-du' oder 'ich-ihr' wird durch eine eigene Verbendung ausgedrückt:
```
hallak (téged)
 „ich höre dich“ mit der Endung 
-lak
; das Wort 
téged
 „dich“ ist hier überflüssig.

hallak titeket
 „ich höre euch“ mit der Endung 
-lak
.
```

Im Folgenden sollen diese Formen als unbestimmte bzw. bestimmte Formen bezeichnet werden. Wann genau die beiden Formen angewendet werden, wird im Kapitel Satzbau gekennzeichnet.
Auf diese Weise fallen vielfach Pronomen im Akkusativ einfach fort:
```
ich-Formen des Verbs: 
hallok
 „ich höre (etwas)“, 
hallak
 „ich höre dich“, 
hallom
 „ich höre es/ihn/sie“
du-Formen: 
hallasz
 „du hörst (mich)“, 
hallad
 „du hörst es/ihn/sie“
er-Formen: 
hall
 „er hört (etwas)“, 
hallja
 „er hört es/ihn/sie“
```

Ein Satz wie Tudom, hogy szeretsz wird also implizit bedeuten „Ich weiß, dass du [mich] liebst“.
Reflexivität muss aber besonders ausgedrückt werden, die Form hallok beispielsweise kann nicht bedeuten, dass ich mich selbst höre.

#### Übersicht über die Verbformen
Das Ungarische kennt jeweils 6 bestimmte und unbestimmte Personenendungen; hinzu kommt noch eine Endung für die Beziehung ich-dich. Diese 13 Personenendungen können in folgenden 4 nicht-zusammengesetzten Formen gebraucht werden:
- Präsens Indikativ: vár „er wartet“
- Präsens Konjunktiv = Imperativ: várjon „er warte, er möge warten“
- Perfekt: várt „er wartete / hat gewartet (/ hatte gewartet)“
- Konditional: várna „er würde warten“, ehetnék "ich bin hungrig" (wörtlich: ‚ich könnte essen‘).

Insgesamt macht dies also 13 × 4 = 52 (finite) Verbformen aus.
Darüber hinaus gibt es folgende infiniten Formen:
- 1. Infinitiv: várni „warten“. Der Infinitiv kann keine Kasusendungen annehmen, also auch kein -t als direktes Objekt im Satz.
  - Dieser kann wiederum die besitzanzeigenden Endungen von Substantiven annehmen, um 'mein Warten, dein Warten …' auszudrücken:
várnunk kell „wir müssen warten“ (sinngemäß: 'unserWarten ist nötig').
- Partizipien:
  - 2. Partizip Präsens: váró „wartend, der Wartende“, néző „schauend, Zuschauer“, ivó „trinkend, Trinker, Kneipe“
  - 3. Partizip Perfekt: varott „erwartet“, az írt levél „der geschriebene Brief“, a volt tanár „der ehemalige (wörtlich: gewesene) Professor“.
Diese Form ist gleich der 3. Person Singular des Perfekts, also varott, írt, volt bedeutet auch „(er/sie/es) wartete, schrieb, war“, darum braucht sie nicht weiter besprochen zu werden. Allerdings kann für das Partizip Perfekt bei manchen Verben auch die volle Endung -ott statt der kurzen Endung -t verwendet werden, man kann also auch az írott levél sagen.
  - 4. Gerundiv oder Partizip Futur: várandó „zu erwartend“
- 5. Verbalsubstantiv: várás „das Warten“, látás „Sicht“
- 6. Adverbialpartizip: várva (keine Entsprechung im Deutschen)

In älterem Ungarisch unterschied man zwischen Adverbialpartizip und einem sog. Gerundium. Ersteres hatte die Endung -ván/vén, letzteres die eben genannte -vá/vé. Heute scheinen beide Formen zusammengefallen sein, und die Endung -ván/vén wird als eine seitene Variante des Adverbialpartizips angesehen.
Zur Anwendung der Partizipien und des Verbalsubstantivs siehe das Kapitel Wortbildung, zu der des Adverbialpartizips, Infinits und Konjunktivs das Kapitel Satzbau.

#### Zeiten
Das moderne Ungarisch kennt nur drei Zeitformen: Präsens, Perfekt und Futur. Letzteres wird heute durch das Hilfsverb fog „fassen“ gebildet.
```
vár
 „er wartet“, 
várt
 „er wartete, er hat gewartet, er hatte gewartet“, 
várni fog
 „er wird warten“.
```

Gegenwart und Vergangenheit auch als Konjunktiv/Imperativ.
Die Formen des Perfekt werden heutzutage zum Ausdruck von Plusquamperfekt und Imperfekt verwendet. Um etwas „Vorvergangenes“ auszudrücken, kann das Adverb már verwendet werden: már várt wörtlich: „er hat schon gewartet“ steht für: „er hatte gewartet“.
```
Átsétált a mezőn
 bedeutet heute "Er spazierte über Feld [he was walking across the field]" oder "Er ist übers Feld spaziert".
```

Im 19. Jahrhundert verfügte das Ungarische noch über eigene Formen des Imperfekts und über ein Plusquamperfekt. Letzteres wurde aus dem Perfekt zusammen mit der unveränderlichen Verbform vala bzw. volt gebildet: voltam vala, voltál vala...; vártam volt, vártál volt... „ich war gewesen, du warst gewesen...; ich hatte gekannt, du hattest gewartet …“ Ferner gab es noch einen Konjunktiv Perfekt (volt legyen "er sei gewesen") und einen Konjunktiv Futur (leend "er werde sein").
Das Imperfekt verfügte über eigene Endungen, die denen des heutigen Konditionals entsprechen, jedoch ohne „dazwischengeschobenes“ -n-:
```
Unbestimmte Form des alten Imperfekts: 
várék, várál, vára, váránk, várátok, várának
 „ich wartete, du wartetest …“
Bestimmte Form des alten Imperfekts: 
várám, várád, várá, várók, várátok, várák
 „ich erwartete ihn, du erwartetest ihn …“
Bei den meisten unregelmäßigen Verben leitet sich die Imperfektform vom Partizip Präsens her, z.
 
B. 
fekvém
 „ich lag“ von 
fekvő
 „liegend“.
Das Imperfekt von „sein“ war 
valék, valál, vala...
[
68
]
```

```
Vergleiche den Konditional:

várnék, várnál...
 „ich würde warten, du würdest warten“;

várnám, várnád...
 „ich würde ihn erwarten, du würdest ihn erwarten“
[
69
]
```

In noch älteren Zeiten gab es noch ein synthetisches Futur mithilfe des Suffixes -and-:
```
olvasandok, olvasandasz, olvasand...
 „ich werde lesen, du wirst lesen, er wird lesen …“
```

Von diesen Formen war schon im 19. Jhd. nur noch das Gerundivum olvansandó „das zu lesende“ übrig geblieben.

#### Hilfsverben
Das Hilfsverb fog „fassen“ dient zum Ausdruck der Zukunftsform (Futur):
```
várni fogok, várni fogsz, várni fog...
 „ich werde warten, du wirst warten, er wird warten …“
```

Zur Bildungs des Konditional Perfekt wird eine erstarrte 3. Person Singular von lenni verwendet:
```
várt
 "er wartet" -> 
várt volna
 "er hätte gewartet"

vártam
 "ich wartete" -> 
vártam volna
 "ich hätte gewartet" usw.
```

Das heißt, man konjugiert das Hauptverb im Perfekt und setzt einfach ein volna dahinter.

In älteren Zeiten wurden auch weitere Formen auf diese Weise mit erstarrtem Hilfsverb gebildet. Ein Plusquamperfekt (vártam volt "ich hatte gewartet") und ein Konjunktiv Perfekt (voltam legyen "ich sei gewesen").

Ein weiteres Hilfsverb ist szokik „sich an etwas gewöhnen“, das in seiner Perfektform gewohnheitsmäßige Handlungen (wie etwa das deutsche 'etwas zu tun pflegen') ausdrückt:
```
várni szoktam
 „ich pflege zu warten, ich warte gewöhnlich“ (sinngemäß: 'warten bin ich gewohnt').
```

Da das Plusquamperfekt außer Gebrauch geratren ist (sodass man ausdrücken könnte: 'warten war ich gewohnt'), kann obige Form auch zugleich bedeuten: „ich pflegte zu warten, ich wartete gewöhnlich“. Wollte man das Plusquamperfekt aber anwenden, würde man letzteres durch várni szoktam vala ausdrücken.

Es gibt nur zwei wirkliche Modalverben:
- tudni „wissen“, das wie das französische savoir ausdrückt, dass man durch eigenes Wissen oder Vermögen etwas zu tun:
tudok úszni „ich kann schwimmen“ (sinngemäß: 'ich weiß [zu] schwimmen'). Andere modale Ausdrücke werden durch oben genannte unpersönliche Ausdrücke ersetzt.
- Und akar „wollen“, das wie im Deutschen verwendet wird: Mit akarunk enni? „Was wollen wir essen?“

Andere Modalfunktionen werden durch unpersönliche Ausdrücke gebildet. Siehe hierzu unten den Abschnitt 'Passiv, Reflexiv und unpersönliche Formen'.

#### Sein und werden
Das Ungarische unterscheidet nicht immer deutlich zwischen „sein“ und „werden“, sondern in gewissen Formen des Verbs lenni ist beides vermischt:
- Der Infinitiv lenni bedeutet „sein“ oder „werden“:
Lenni vagy nem lenni „Sein oder nicht sein“.
Nem könnyű orvosnak lenni „[Es] ist nicht leicht, Arzt zu werden“ (wörtlich: ‚nicht leicht Arzt[Dativ] werden‘).
- Die Form lesz dieses Verbs kann sowohl „er wird“ als auch „er wird sein“ bedeuten:

```
Orvos 
leszek
, és segítek a betegeken.
 "Ich 
werde
 Arzt und werde den Kranken helfen

Orvos 
leszek
 „Ich 
werde
 Arzt 
sein
“.

Este otthon 
leszek
 „
Ich werde
 am Abend zuhause 
sein
“ (wörtlich: ‚Abend zuhause 
sein
werde‘).
```

Um die Bedeutung "zu etwas werden" zu verdeutlichen, kann man die Konstruktion "etwas wird aus jemanden" verwenden:
```
Orvos lesz belőle
 "Ich werde Arzt" (sinngemäß: 'Arzt wird aus mir').
```

Mehr zur Anwendung von lenni findet sich im Kapitel Satzbau. Das Deutsche "werden" kann im Ungarischen bei vielen Verben auch durch besondere Varianten derselben ausgedrückt werden (siehe hierzu den folgenden Abschnitt).

#### Passiv, Reflexiv und unpersönliche Formen
Das Passiv wird im Deutschen durch „werden“ oder „sein“ ausgedrückt, außerdem gibt es das unpersönliche „man“. Im Ungarischen stehen diese Möglichkeiten nicht zur Verfügung.
Ursprünglich gab es zwar ein mit dem Suffix -tat- gebildetes Passiv:
```
olvastatom, olvastatol, olvastatik, -tatunk, -tatok (?), -tatnak
 „ich wurde gelesen, du wurdest gelesen, es wurde gelesen …“
Konjunktiv: 
olvastassam, olvastassál, olvastasson...
, Futur: 
olvastatandom, olvastatandol...

Infinitiv: 
olvastatni
, Partizipien: 
olvastató, olvastatandó
```

Überhaupt ist diese Bildung des Passivs nur in der unbestimmten 3. Person Singular, die auf -ik endet, von einer ansonsten gleichklingenden kausativen Ableitung verschieden (zum Beispiel: 'jemanden etwas lesen lassen'). Heutzutage sind Formen wie adatik „wird gegeben“ veraltet. Nur wenige Formen wie etwa születik „wird geboren“ sind noch in Gebrauch (Perfekt: született „er wurde geboren“).
Die gebräuchlichste Umschreibung für das deutsche Passiv oder „man“ ist die sie-Form (3. Person Plural):
```
várnak
 heißt eigentlich: „sie warten“,
muss je nach Kontext aber auch als „man wartet, es wird gewartet“ übersetzt werden.
```

```
nem akarják elmondani nekem
 "man will es mir nicht sagen" (wörtlich: ‚nicht wollenSieEs sagen mir‘).

nekem segítenek
 "mir wird geholfen" (sinngemäß: 'mir helfen sie').
```

Es kommt hierbei nicht darauf an, ob es vielleicht nur eine einzelne Person ist, die etwas tut: megvizsgálják a gyereket „das Kind wird untersucht / man untersucht das Kind“ (wörtlich: ‚sie untersuchen das Kind‘) kann auch auf einen einzelnen Arzt bezogen sein.
Mithilfe des Adverbialpartizips (Endung -va) und dem Verb lenni „sein“ kann aber ein Zustandspassiv gebildet werden:
```
A levél meg 
van írva
 „Der Brief 
ist geschrieben
“.
```

Mehr hierzu im Kapitel Satzbau.
Eine weitere Möglichkeit sind eine große Zahl intransitiver ungarischer Verben, die meist Ableitungen mit den Endungen -ul oder -ódik darstellen; solche Verben beinhalten quasi schon eine Art passivischen Sinn:
```
javul
 „besser werden“ (von 
jó
 „gut“)

epül
 „gebaut werden“ (besser zu übersetzen als: „im Bau entstehen“)

sárgul
 "gelb werden"

csábul
 "in Versuchung fallen"

tárul
 "aufgehen (sich öffnen)"
```

```
íródik
 „geschrieben werden“ (von 
ír
 „er schreibt“)

fejlődik
 "sich entwickeln, Fortschritte machen"

csalódik -ban
 "enttäuscht sein von"
```

Nicht allen auf solche Art gebildeten Verben würde man vom Deutschen aus eine "passive" Nuance zumessen, zum Beispiel tanul "er lernt", vonul "er marschiert", költözik "er zieht um".
Eine leicht formelle (von manchen Autoren geächtete) Möglichkeit, das Passiv zu umschreiben, bietet das Verb kerül zusammen mit dem Verbalsubstantiv im Kasus Sublativ, das hiervon abgesehen noch "hingelangen" oder "umgéhen" bedeutet:
```
 
ez az üzenet 
törlésre került
 "Die Nachricht 
wurde gelöscht
" (sinngemäß: 'diese Nachricht 
gelangte auf Löschung
')
```

Und während im Deutschen ein reflexives Verb durch hinzufügen der Pronomen 'mich, dich, sich …' gebildet wird, gibt es im Ungarischen Suffixe, die ein ganz neues Verb bilden:
```
ismer -> ismerkednek
 „er kennt -> sie lernen sich (gegenseitig) kennen“

mos -> mosakszik
 „er wäscht (etwas) -> er wäscht sich“

vitatkozunk -> vitatkoztunk
 "etwas debattieren -> wir streiten uns"
Und auch das oben gegebene 
javul
 „besser werden“ kann genauso gut als „sich bessern“ übersetzt werden
```

Zur Bildung reflexiver oder unpersönlicher Formen stehen eine ganze Reihe Suffixe zur Verfügung, aber im Prinzip muss man zu jedem aktiven Verb das reflexive Gegenstück extra lernen. Reflexive Suffixe sind vor allem: -(ko)dik, -(ko)zik, -szik, -ul.
Mit diesen Suffixen werden auch Verben gebildet, die im Deutschen nicht reflexiv sind:
```
reggelizik
 „frühstücken“, 
lefekszik
 „er geht schlafen“ (sinngemäß: 'er legt sich hin').
```

Reflexivität kann, wenn kein entsprechendes Verb vorhanden ist, durch das Pronomen maga ausgedrückt werden:
```
Rosszul érzem 
magam
 "Ich fühle 
mich
 krank" (sinngemäß: 'auf schlechte Weise fühle ich mich').
```

Falls "sich" jedoch durch "einander" ersetzt werden kann, muss man egymásik verwenden:
```
A szomszédok segítik 
egymás
t
 "Die Nachbarn helfen einander" (
egymás
 trägt hier die Akkusativ-Endung)

Nem bíztak 
egymás
ban
 "Sie misstrauten einander" (sinngemäß: 'nicht vertrauten sie in-einander').
Im Dativ:

Segítünk egymásnak.
 "Wir helfen einander".

Egymásnak teremtették őket
 "Sie waren [für]einander gemacht".

Nem tudtunk mit mondani egymásnak.
 "Mir hatten uns (=einander) nichts zu sagen" (wörtlich: ‚nicht wusstenWir was sprechen miteinander‘)
```

Viele Verben beinhalten ein deutsches "sich" schon in sich, ohne dass man ihnen das ansieht, zum Beispiel örül "er freut sich", berúg "er betrinkt sich".
Dass zwischen Aktiv und Passiv nicht immer scharf unterschieden wird, zeigt sich an folgenden Formen:
- Das Partizip Präsens auf -ó hat aktiven Sinn:
író „schreibend“; im Potentialis (der Können-Form) entsteht jedoch ein passiver Sinn: írható „schreibbar, beschreibbar (von CDs)“.
- Auch das Partizip Futur (Gerundiv) wird mit -ó gebildet: az írandó levél „der zu schreibende Brief“ (das Suffix -and steht nur für das Futur).
- Das Suffix -atlan/talan „un-, ohne“ bezeichnet an einem Verbstamm automatisch das Passiv:
az írtalan levél „der ungeschriebene Brief“, írhatatlan „unschreibbar, unbeschreiblich“.
- Ein Partizip Perfekt wie tanult kann ebenso gut „das Gelernte“ heißen wie „gelehrt/gebildet“;
bei intransitiven Verben ist dies natürlich zu erwarten: a megérkezett vonat „der angekommene Zug“

Die deutschen Modalverben werden meist durch unpersönliche Ausdrücke wiedergegeben:
```
várni kell / várni muszáj
 „man muss warten, man hat zu warten“ (sinngemäß: 'warten istNötig / warten [ist] Notwendigkeit').
 verneint: 
nem kell várni
 „man braucht nicht zu warten“

várni kellene = várni kéne
 „man sollte warten“ (sinngemäß: 'warten wäreNötig').

várni lehet
 „man kann warten, es ist möglich zu warten“ (sinngemäß: 'warten kannsein').

várni szabad – várni tilos
 „man darf warten – man darf nicht warten“ (sinngemäß: 'warten [ist] frei – warten [ist] verboten').
```

Bei einem anderen Subjekt als 'man' wird dem Infinitiv eine Personenendung angehängt:
```
várnom kell, várnod kell, várnia kell...
 „ich muss warten, du musst warten, er/sie muss warten …“ (sinngemäß: 'meinWarten istNötig').
```

### Konjugation
Verben können in zwei Hauptgruppen eingeteilt werden. Diese Einteilung betrifft aber nur zwingend eine einzige Verbform, die je nach Gruppe anders gebildet wird, und optional noch zwei weitere Formen, die ebenfalls je nach Gruppe unterschiedlich gebildet werden können.
|                                                                     | 1) Normale Verben | 2a) ik-Verben | 2b) Pseudo-ik-Verben                                  | 2c) Optionale ik-Verben                                                |
| ------------------------------------------------------------------- | --- | --- | ----------------------------------------------------- | ---------------------------------------------------------------------- |
| Hierzu gehören                                                      | Die meisten Verben | Viele intransitive Verben | Einige intransitive                                   | Einige intransitive                                                    |
| Wörterbuchform („Grundform“) = er-Form Präsens Indikativ unbestimmt | Diese Form ist im Indikativ endungslos: vár „er wartet“, tanul „er lernt“, kér „er bittet“ Nur die Verbformen van „er ist“ und jön „er kommt“ tragen heutzutage die Endung -n. | Diese Form hat die Endung -ik: dolgozik „er arbeitet“                                                                           | Diese Form hat die Endung -ik: dolgozik „er arbeitet“ | Diese Verben können wahlweise nach Typ 1a) oder 2a) konjugiert werden. |
| ich-Form Präsens Indikativ unbestimmt                               | Diese Form hat die Endung -ok: várok „ich warte“, kérek „ich bitte“ | Diese Form sollte gleich sein der entspr. bestimmten Form, also auf -om enden: dolgozom „ich arbeite“ (weniger gut: dolgozok)   | Diese Form wird normal gebildet                       | Diese Verben können wahlweise nach Typ 1a) oder 2a) konjugiert werden. |
| ich-Form Präsens Konjunktiv unbestimmt                              | Diese Form hat die Endung -jak: várjak „ich soll warten“, kérjek „ich soll bitten“                                                                                             | Diese Form kann gleich der entspr. bestimmten Form sein: dolgozzak / dolgozzam „ich soll arbeiten“                              | Diese Form wird normal gebildet                       | Diese Verben können wahlweise nach Typ 1a) oder 2a) konjugiert werden. |
| er-Form Präsens Konjunktiv unbestimmt                               | Diese Form hat die Endung -jon: várjon „er warte“, kérjen „er bitte“ | Diese Form kann optional die Endung -jék haben: dolgozzék / dolgozzon „er arbeite“ ('z' + 'j' muss lautgesetzlich zu zz werden) | Diese Form wird normal gebildet                       | Diese Verben können wahlweise nach Typ 1a) oder 2a) konjugiert werden. |

Da heutzutage – bis auf die Endung -ik bei Gruppe 2a und 2b – die Unterschiede zwischen diesen Klassen optional sind, kann man einfach jedes Verb „normal“ beugen.
- Die ik-Verben (2a) sind leicht zu erkennen, da die Wörterbuchform ja auf -ik endet. Diese Endung muss zwingend verwendet werden in der 3. Person Singular Indikativ Präsens unbestimmt.
- Die Pseudo-ik-Verben (2b) sind vor allem folgende:
 bomlik, (el)bújik, egerészik, érik, folyik, gyűlik, hazudik, hullik, illik, kopik, megjelenik, múlik, nyílik, ömlik, születik, (meg)szűnik, telik, tojik, törik, tűnik, válik, züllik.
- Die optionalen ik-Verben (2c) sind zum Beispiel:
(fel)áldoz–(le)áldozik, bán[ik], (meg)bíz[ik], ér[ik], esz[ik selten], hajol–hajlik, (felül)múl–(el)múlik, (hozzá)nyúl[ik], (el)vesz[ik] = (el)vész, tör[ik],
(el)hibáz–hibádzik, (le)torkol–torkollik. Außerdem archaisch: hall[ik], érez–érzik.[74]

Intransitive Verbstämme können in manchen Zusammenhängen transitiv werden. dolgozik "arbeiten" zum Beispiel ist ein intransitives ik-Verb (aus Klasse 2a; man kann jedoch fragen: mit dolgozik? "was arbeitet er?"), aber das zusammengesetzte Verb feldolgoz "etwas verarbeiten [process]" ist ein transitives Verb ohne -ik (Klasse 1).

#### Regelmäßige Konjugation
Die Formen des Indikativ Präsens werden gebildet, indem eine der 13 Personenendungen an den Verbstamm angehängt wird. Die übrigen finiten Formen werden gebildet, indem man zwischen den Verbstamm und die Personenendung ein Suffix einschiebt:
- Der Konjunktiv/Imperativ durch das Einschieben von -ja- (hellvokalisch -je-).
- Das Perfekt durch Einschieben von -ta- oder --otta- (hellvokalisch -te- oder -ette-).
- Konditional durch Einschieben von -ná- oder -aná- (hellvokalisch -né- oder --ené-).

Leider verändern sich hierbei die Personensuffixe, sodass man viele dieser Formen auswendig lernen muss.
In folgender Tabelle sind alle Verbformen dargestellt.
- Die unregelmäßigen Formen sind fettgedruckt
- Bindevokale werden hochgestellt
- Manche Endungen werden nur in bestimmten Verbklassen verwendet; dies ist extra gekennzeichnet

|                           | ich                             | du                                        | er/sie/es                        | wir                                | ihr                   | sie               | ich-dich          |
| finite Verbformen         | finite Verbformen               | finite Verbformen                         | finite Verbformen                | finite Verbformen                  | finite Verbformen     | finite Verbformen | finite Verbformen |
| ------------------------- | ------------------------------- | ----------------------------------------- | -------------------------------- | ---------------------------------- | --------------------- | ----------------- | ----------------- |
| Präsens Indikativ         | -ok [nur Klasse 1 & 2b] -om     | -ol / -asz nicht nach -s/sz/z/dz -od      | ---, -ik [nur Klasse 2] -ja-     | -unk -uk                           | -otok -já-tok         | -anak -já-k       | -alak             |
| Konjunktiv/Imperativ      | -ja-k [nur Klasse 1 & 2b] -ja-m | -já-l - Kurzform: -j -ja-d - Kurzform: -d | -ja-, (-jék [nur Klasse 2]) -já- | -j-unk -j-uk                       | -ja-tok -já-tok       | -ja-nak -já-k     | -ja-lak           |
| Perfekt                   | -otta-m -otta-m                 | -ottá-l -otta-d                           | -ott-- = Partizip Perfekt -otta- | -ott-unk -ott-uk                   | -otta-tok -ottá-ottok | -otta-k -ottá-k   | -otta-lak         |
| Konditional               | -ané-k -aná-m                   | -aná-l -aná-d                             | -ana- aná-                       | -aná-nk -anók (heute meist -anánk) | -aná-tok              | -aná-nak -aná-k   | -aná-lak          |
| infinite Verbformen       |                                 |                                           |                                  |                                    |                       |                   |                   |
|                           | ich                             | du                                        | er/sie/es                        | wir                                | ihr                   | sie               | Unpersönlich      |
| Infinitiv                 | -an-om                          | -an-od                                    | -ani-a                           | -an-unk                            | -an-otok              | -ani-uk           | -ni               |
| Partizip Präsens          | -ó                              | -ó                                        | -ó                               | -ó                                 | -ó                    | -ó                | -ó                |
| Gerundiv (Partizip Futur) | -andó                           | -andó                                     | -andó                            | -andó                              | -andó                 | -andó             | -andó             |
| Verbalsubstantiv          | -ás                             | -ás                                       | -ás                              | -ás                                | -ás                   | -ás               | -ás               |
| Adverbialpartizip         | -vá                             | -vá                                       | -vá                              | -vá                                | -vá                   | -vá               | -vá               |

Die hellvokalischen Endungen lassen sich aus den obigen gemäß den Regeln der Vokalharmonie ableiten. Nur in drei Fällen – den einzigen der ungarischen Sprache – gibt es Abweichungen, die im Folgenden unterstrichen dargestellt sind; dem dunkelvokalischen várja „ich warte darauf“ entspricht also ein hellvokalisch kéri „ich verlange es“.
|                   | ich                                 | du                                         | er/sie/es                   | wir               | ihr                | sie               | ich-dich          |
| finite Verbformen | finite Verbformen                   | finite Verbformen                          | finite Verbformen           | finite Verbformen | finite Verbformen  | finite Verbformen | finite Verbformen |
| ----------------- | ----------------------------------- | ------------------------------------------ | --------------------------- | ----------------- | ------------------ | ----------------- | ----------------- |
| Präsens Indikativ | -ek/ök [nur Klasse 1 und 2b] -em/öm | -el/öl / -esz nicht nach -s/sz/z/dz -ed/öd | ---, -ik [nur Klasse 2] -i- | -ünk -ük          | -etek/-ötök -i-tok | -enek -i-k        | -elek             |

Die hochgestellten Vokale im Präsens Indikativ werden nur benutzt, wenn ein Verbstamm auf zwei Konsonanten endet oder das Suffix -ít hat:
- Verbstamm endet auf einen einzigen Konsonanten: vársz, vártok, várnak, várlak, várni „du wartest, ihr wartet, sie warten, ich erwarte dich, warten“
- Verbstamm endet auf zwei Konsonanten: hall-a-sz, hall-o-tok, hall-a-nak, hall-a-ni... „du hörst, ihr hört, sie hören, hören (Infinitiv)“;
bei manchen Verben auf -ll wird hierbei die ich-du-Form gekürzt: hallak (statt *hall-a-lak) „ich höre dich“. Regelmäßig ist zum Beispiel oszt-a-lak „ich teile dich“; der Bindevokal kann wegfallen bei metsz(e)lek „ich schneide dich“.
- ít-Verbstamm: tanít-a-sz, tanít-o-tok, tanít-a-nak, tanít-a-lak, tanít-a-ni... „du unterrichtest, ihr unterrichtet, sie unterrichten, ich unterrichte dich, unterrichten“

Für das Perfekt sind die Regeln allerdings komplizierter. Hier sind drei Fälle zu unterscheiden:
1. Einige Verben haben immer nur die kurzen Endungen (-tam, -tál, -t…).
Hierzu gehören Verben, die auf -j, -l(y), -r, -n(y), -ad/ed enden sowie die Verben állni, szállni, varrni „stehen, fliegen/steigen, nähen“:
tanul(t) „er lernt(e)“, írt „schrieb“, pihent „ruhte aus“, hányt „schleuderte“, fájt „tat weh“, (folyik ->) folyt „floss“, szaladt „rannte“, ébredt „wachte (war wach)“.
2. Einige Verben haben nur in der unbestimmten 3. Person Singular die lange Form -ott, sonst immer die kurze (-tam, -tál, -ott…).
Hierzu gehören Verben auf Zischlaut (-s(z), -z), -g(y)/k, -b/p, -v/f, -d (außer -ad/ed) und mehrsilbige auf -at/et,
außerdem die Verben lát, alkot, ad, enged, fogad, mond, kezd, küld, hord, küzd, (meg)érik, függ, borzong und etliche andere:
néztem – nézott „ich – er schaute“, laktam – lakott „ich – er wohnte“, dobtam – dobott „ich – er warf“, mutattam – mutatott „ich – er zeigte jdm. etwas“, nevettem – nevetett „ich – er lachte über etwas“.
3. Die dritte Gruppe hat immer und überall den Bindevokal. Hierzu gehören einsilbige Verben auf -t, Verben mit langem Vokal + -t, Verben auf zwei Konsonanten oder dz:
nyitett „öffnete“, fűtett „erhitzte“, tanított „lehrte“, bocsátott „strahlte aus“, játszott „spielte“, választott „wählte“, hallott „hörte“, edzett „trainierte“.

Im Infinitiv und Konditional steht der Bindevokal bei den Verben
- auf zwei Konsonanten: játszani „spielen“.
- auf langen Vokal + 't': tanítani „lehren“.
- véd und edz: védeni „schützen“.

Für alle Verben, deren Stamm auf -s, -sz, -z oder -dz endet, hat die du-Form (Präsens Indikativ unbestimmt) eine besondere Endung:
- Die normale Endung -sz der du-Form: vársz, hallasz, ségitesz „du wartest, hörst, hilfst“.
- Die besondere Endung -ol der du-Form: iszol, eszel, hozol, metszel, edzel „du trinkst, isst, bringst, schneidest, trainierst“.

Ein großer Teil der Verben aus Klasse 2 ('ik-Verben') nehmen die Endung -ol/el, weil ihr Stamm oft mit dem Suffix -(s)zik gebildet wird, zum Beispiel dolgozik, alszik, fekszik... (In älterem Ungarisch wurden auch auf Zischlaut endende Verbstämme mit -sz konjugiert, zum Beispiel olvassz „du liest“, schon im 19. Jahrhundert olvasol.)
Die Kurzformen -j und -d werden im Imperativ verwendet:
- Unbestimmt: várj!, ülj le!, hallj! „warte!, setz [dich] hin!, hör!“
- Bestimmt: add!, tanuld! „gib es!, lerne es!“

#### Besonderheiten bei j-Suffixen
Wird ein Suffix, das mit 'j' beginnt, an einen Verbstamm angehängt, ergeben sich nach gewissen Konsonanten am Ende des Stammes Besonderheiten.
Beim Imperativ/Konjunktiv gilt folgendes:
- Zischlaute und 'dz' werden verdoppelt: keres -> keress! „such!“, hoz -> hozz! „bring!“, átúsz[ik] -> ússz át! „schwimm hinüber!“, edz -> eddz! „trainiere!“
- An 't' nach langem Vokal wird -s angehöngt: segít -> segíts! „hilf!“
- 't' nach kurzem Vokal wird zu -ss: arat -> arass! „ernte!“
- 'tsz' wird zu -ss oder -tssz: metsz -> mess! / metssz! „schneide!“
- 'szt' wird zu -ssz: akaszt -> akassz fel! „hänge auf!“

In der bestimmten Konjugation des Indikativ werden jedoch andere Regeln angewendet:
- Zischlaute werden verdoppelt, wozu nun auch 'tsz' zählt: metsszük „wir schneiden es“, kéressük „wir suchen es“, hozzuk „wir bringen es“, eddzük „wir trainieren es (z. B. eine Mannschaft)“
- 't' bleibt jedoch erhalten: (fel)akasztjuk, aratjuk „wir hängen es auf, wir ernten es“.

#### Beispiele
Hier die vollständige Konjugation zweier Verben in den finiten Formen inklusive der beiden zusammengesetzten Zeiten Futur und Konditional Perfekt.
| zár „schließen“ – dunkelvokalisch |              |                  |            |               |                |              |              |                  |             |              |                |              |
|                                   | unbestimmt   | unbestimmt       | unbestimmt | unbestimmt    | unbestimmt     | unbestimmt   | bestimmt     | bestimmt         | bestimmt    | bestimmt     | bestimmt       | bestimmt     |
| INDIKATIV                         |              |                  |            |               |                |              |              |                  |             |              |                |              |
| Präsens                           | zárok        | zársz            | zár        | zárunk        | zártok         | zárnak       | zárom        | zárod            | zárja       | zárjuk       | zárjátok       | zárják       |
| Perfekt                           | zártam       | zártál           | zárt       | zártunk       | zártatok       | zártak       | zártam       | zártad           | zárta       | zártuk       | zártátok       | zárták       |
| Futur                             | zárni fogok  | zárni fogsz      | zárni fog  | zárni fogunk  | zárni fogtok   | zárni fognak | zárni fogom  | zárni fogod      | zárni fogja | zárni fogjuk | zárni fogjátok | zárni fogják |
| KONDITIONAL                       |              |                  |            |               |                |              |              |                  |             |              |                |              |
| Präsens                           | zárnék       | zárnál           | zárna      | zárnánk       | zárnátok       | zárnának     | zárnám       | zárnád           | zárná       | zárnánk      | zárnátok       | zárnák       |
| Perfekt                           | zártam volna | zártál volna     | zárt volna | zártunk volna | zártatok volna | zártak volna | zártam volna | zártad volna     | zárta volna | zártuk volna | zártátok volna | zárták volna |
| IMPERATIV / KONJUNKTIV            |              |                  |            |               |                |              |              |                  |             |              |                |              |
| Präsens                           | zárjak       | zárjál oder zárj | zárjon     | zárjunk       | zárjatok       | zárjanak     | zárjam       | zárjad oder zárd | zárja       | zárjuk       | zárjátok       | zárják       |

| kérni „fragen nach, fragen um“ – hellvokalisch |              |                  |            |               |                |              |              |                  |             |              |                |              |
|                                                | unbestimmt   | unbestimmt       | unbestimmt | unbestimmt    | unbestimmt     | unbestimmt   | bestimmt     | bestimmt         | bestimmt    | bestimmt     | bestimmt       | bestimmt     |
| INDIKATIV                                      |              |                  |            |               |                |              |              |                  |             |              |                |              |
| Präsens                                        | kérek        | kérsz            | kér        | kérünk        | kértek         | kérnek       | kérem        | kéred            | kéri        | kérjük       | kéritek        | kérik        |
| Perfekt                                        | kértem       | kértél           | kért       | kértünk       | kértetek       | kértek       | kértem       | kérted           | kérte       | kértük       | kértétek       | kérték       |
| Futur                                          | kérni fogok  | kérni fogsz      | kérni fog  | kérni fogunk  | kérni fogtok   | kérni fognak | kérni fogom  | kérni fogod      | kérni fogja | kérni fogjuk | kérni fogjátok | kérni fogják |
| KONDITIONAL                                    |              |                  |            |               |                |              |              |                  |             |              |                |              |
| Präsens                                        | kérnék       | kérnél           | kérne      | kérnénk       | kérnétek       | kérnének     | kérném       | kérnéd           | kérné       | kérnénk      | kérnétek       | kérnék       |
| Perfekt                                        | kértem volna | kértél volna     | kért volna | kértünk volna | kértetek volna | kértek volna | kértem volna | kérted volna     | kérte volna | kértük volna | kértétek volna | kérték volna |
| IMPERATIV / KONJUNKTIV                         |              |                  |            |               |                |              |              |                  |             |              |                |              |
| Präsens                                        | kérjek       | kérjél oder kérj | kérjen     | kérjünk       | kérjetek       | kérjenek     | kérjem       | kérjed oder kérd | kérje       | kérjük       | kérjétek       | kérjék       |

Und schließlich am Beispiel des Verbs tűr „ertragen“ diejenigen Formen, die bei Verben mit 'ö/ü' als letztem Vokal von obigem Schema aufgrund der Vokalharmonie abweichen:
| tűrni „ertragen“ – hellvokalisch mit ö/ü in vorletzter Silbe |            |            |            |            |            |            |          |          |          |          |          |          |
|                                                              | unbestimmt | unbestimmt | unbestimmt | unbestimmt | unbestimmt | unbestimmt | bestimmt | bestimmt | bestimmt | bestimmt | bestimmt | bestimmt |
| INDIKATIV                                                    |            |            |            |            |            |            |          |          |          |          |          |          |
| Präsens                                                      | tűrök      | tűrsz      | tűr        | tűrünk     | tűrtök     | tűrnek     | tűröm    | tűröd    | tűri     | tűrjük   | tűritek  | tűrik    |
| Konjunktiv                                                   |            |            | tűrjön     |            |            |            |          |          |          |          |          |          |
| Personaler Infinitiv                                         | tűrnöm     | türnöd     |            |            | tűrnötök   |            |          |          |          |          |          |          |

Die Verben der Klasse 2 (ik-Verben) unterscheiden sich nur in der 3. Person Singular (Präsens Indikativ) von obigem Schema durch die Endung -ik. Die echten ik-Verben (Klasse 2a) haben in der 1. Person Singular optional die bestimmte Endung -om, bei den Pseudo-ik-Verben (Klasse 2b) ist dies jedoch nicht erlaubt.

#### Unregelmäßige Verben
Unregelmäßig sind zunächst folgende Verben:
- lenni „sein“ und „werden“
Hier sind zwei Verbstämme miteinander vermischt, manche Formen sind gleich
- enni, inni, venni, vinni, tenni, hinni „essen, trinken, nehmen, tragen, tun, glauben“
Diese Verben werden ganz ähnlich konjugiert, besonders enni und inni unterscheiden sich nur durch den ersten Buchstaben und dadurch, dass letzteres dunkelvokalisch gebeugt wird.
- jönni, menni „kommen, gehen“
Ersteres Verb hat den Stamm jöv-, das 'v' gleicht sich, falls die Endung mit Konsonant beginnt, konsequent an diesen an: jöv+sz wird jössz, jöv+nek wird jönnek usw.
Letzteres Verb hat den Stamm me(n)-

Folgende Tabelle listet die wichtigsten Formen auf, aus denen sich alle übrigen nach den im Kapitel Konjugation gegebenen Mustern konstruieren lassen. Die Bedeutung und Bildung des Potentialis wird im Kapitel Satzbau besprochen.
|                                | Infinitiv (Konditional)                          | Präsens Indikativ                                                                                        | Konjunktiv/Imperativ (1. und 2. Person Sg.)         | Perfekt (1., 3. Person Sg.)                                                               | Verbalsubstantiv                             | Partizip Präsens/Perfekt/Futur Adverbialpartizip Potential                                    |
| ------------------------------ | ------------------------------------------------ | --- | --------------------------------------------------- | ----------------------------------------------------------------------------------------- | -------------------------------------------- | --------------------------------------------------------------------------------------------- |
| „sein“                         | lenni „sein“ lennék/volnék „wäre“                | 1. Person: vagyok, vagyunk 2. Person: vagy, vagytok 3. Person: van, vannak                               | legyek légy                                         | voltam, volt                                                                              | lét „Existenz“ volkstüml. auch levés         | levő/lévő, volt, leendő léve, lévén lehet                                                     |
| „werden“                       | lenni „werden“ lennék „würde“ kein Kond. Perfekt | leszek „ich werde“ (Als Futur von 'sein':) „ich werde sein“                                              | legyek légy                                         | lettem, lett                                                                              | levés (phil.) „Werden“, „Insdaseinkommen“    | levő, lett, (kein Futur) léve lehet                                                           |
| essen                          | enni ennék „äße“                                 | 1. Person: eszem/eszek 2. Person: eszel 3. Person: eszik bestimmt: eszi, eszitek, eszik                  | egyek, egyél, égy 3. Person:egyen/egyék             | ettem, evett                                                                              | evés                                         | evő, evett, e(v)endő éve ehet                                                                 |
| trinken                        | inni innék „tränke“                              | 1. Person: iszom/iszok 2. Person: iszol 3. Person: iszik bestimmt: issza, isszátok, isszák               | igyak, igyál 3. Person:igyon/igyék                  | ittam, ivott                                                                              | ivás                                         | ivó, ivott, i(v)andó íva/íván ihat                                                            |
| nehmen tragen (hin)tun glauben | venni vinni tenni hinni                          | 1./2./3. Person Sg.: veszek, veszel, vesz viszek, viszel, visz teszek, teszel, tesz hiszek, hiszel, hisz | vettem, vett vittem, vitt tettem, tett hittem, hitt | vegyek, végy vigyek, vígy tegyek, tégy higyek, hígy bestimmte Formen: vedd/vidd/tedd/hidd | vevés, vétel vivés, vitel tevés, tétel hivés | vevő, vett, veendő vivő, vitt, viendő usw. véve/víve/téve/híve, hívén vehet/vihet/tehet/hihet |
| kommen                         | jönni jönnék „käme“                              | 1. Person: jövök, jövünk 2. Person: jössz, jöttök/jösztök 3. Person: jön, jönnek                         | jöttem, jött                                        | jöjjek, jöjj Imperative: gyere!                                                           | jövés, jövetel „Kommen/Ankunft“              | jövő, jött, jövendő jőve jöhet                                                                |
| gehen                          | menni mennék „ginge“                             | 1. Person: megyek, megyünk 2. Person: mész/mégy, mentek 3. Person: megy, mennek                          | mentem, ment                                        | menjek, menj                                                                              | menés, menetel                               | menő, ment, menendő menve/menvén mehet                                                        |

In der dritten Person des Präsens von lenni „sein“ werden die Verbformen van „ist, es ist vorhanden“ und vannak „sind, es sind vorhanden“ in vielen Fällen weggelassen. Dies gilt jedoch nicht für die übrigen Personen oder alle anderen Zeiten/Modi:
- Boldog vagyok „Ich bin glücklich“, boldog volt „er war glücklich“
versus Tamás boldog „Thomas [ist] glücklich“ (ohne Verb), Tamás orvos „Tamás [ist] Arzt“; Béla nem tanár „Béla ist kein Lehrer“ (wörtlich: ‚Bela nicht Lehrer‘).

Für die genaue Verwendung von van/vannak siehe das Kapitel „Satzbau“.
Für den Konditional von lenni „sein“ gibt es zwei Möglichkeiten, volna und lenne. Zu den Formen van usw. gehört auch ein Partizip való, dessen Verwendung im Kapitel Satzbau besprochen wird.
Das Verb jönni benutzt die ursprünglichen Formen jöjj/jöjjél, jöjjünk, jöjjetek nur im Sinne des Konjunktiv (im Nebensatz); in der Verwendung als Imperativ stehen stattdessen die Formen gyere, gyerünk, gyertek. Die wir-Form gyerünk wird als Adhortativ verwendet, also für eine Aufforderung mit sich selbst inbegriffen: Gyerünk, menjünk haza! „Komm, gehen wir nach Hause! (lass uns heimgehen)“.
Es gibt eine ganze Reihe weiterer Verben, von denen nur einige wenige Formen unregelmäßig sind:
- hall „hören“ hat die verkürzte ich-du-Form hallak
- áll „stehen, aushalten …“ hat die verkürzte ich-du-Form állak.
Infinitiv, Konditional, Präsens, Perfekt (inklusive Partizip Perfekt) werden heute ohne Bindevokal gebildet: állni, állnék, állsz/álltok/állnak, álltam/állt, in archaischem oder literarischem Stil benutzt man noch die Bindevokale: állani, állanék, állasz/állotok/állanak, állottam/állott.
- old „lösen“ hat den Konjunktiv olts!, oltsd! usw.
- ráng „sich winden“ bildet die ihr-Form rángtok / rángotok.
- Einige Verben haben einen Stamm auf nl, zum Beispiel felajánl „anschwellen“; die endungslose 3. Person Singular wird dann [nl] oder ohne 'n' als [l:] ausgesprochen; das Adverbialpartizip endet auf -lva, der Potential auf -nlhat.
Besonders unregelmäßig ist sínyli „leiden an“ (selten, poetisch), das auch in der unbestimmten 3. Person Singular Präsens Indikativ (der Grundform) -i hat, genau wie in der bestimmten; außerdem schiebt es einen Vokal zwischen 'n' und 'l' in folgenden Formen ein: sínyeljük (Präsens Indikativ), sínyelj (Konjunktiv), sínyelve, sínyelhet (Adverbialpartizip, Potentialis).
- Folgende Verben können keinen Konjunktiv/Imperativ, kein Gerundiv (Partizip Futur), kein Adverbialpartizip und keinen Potentialis bilden (Defektiva):
bűzlik „stinken“, ízlik „gut schmecken“, rejlik „versteckt liegen“, vedlik „sich häuten“, villámlik „blitzen“, vonaglik „sich winden“
- kétell „zweifeln“ kann fast in allen Formen auf zwei verschiedene Arten gebildet werden:
  - Es kann alle Formen vom Stamm kétell bilden (kétellek, kétellenek, kételltem, kétellt, kétell(e)ni, kétellenem, kétellj, kételld, kétellve) mit Ausnahme des Partizip Präsens und Gerundivs,
  - welche lauten kétlő und kétlendő.
 Von diesem Stamm kétl- können alle Formen gebildet werden (kétlek, kétlesz, kétli, kétlettem, kétlett, kétleni, kétlenem)
außer den mit 'j' oder 'd' anlautenden (s. o.) und der ich-du-Form Präsens Indikativ (s. u.).
  - unregelmäßig sind kétellek (ich-du Präsens Indikativ),
kételhet (Potentialis)
und das Verbalsubstantiv kételkedés / kétely / kétlés.

Weiterhin gibt es Verben, bei denen der Konsonant 'v' am Stammende wegfällt, wenn eine mit Konsonant anlautende Endung angehängt wird:
|                                        | Grundform | vor konsonantisch anlautender Endung                                 | vor vokalisch anlautender Endung                                   |
|                                        |           | Hier ist ein langer Vokal direkt vor der Endung                      | Hier erscheint altes 'v' wieder, der Stammvokal wird meist gekürzt |
| -------------------------------------- | --------- | -------------------------------------------------------------------- | ------------------------------------------------------------------ |
| schießen                               | lő        | lősz, lő, lőtök, lőnek, lőttem/lőtt, lőjek/lőj, lőni, lőve, lőhet... | lövök, lővi, lövés, lövő, lövendő...                               |
| literarische Variante von fúj „blasen“ | fú        | fúsz...                                                              | fúvok... (der Vokal bleibt lang)                                   |

Wie lő gehen außerdem: fő „kochen“, nő „wachsen“, rí (volkstümlich) „weinen“, ró „einkerben, umherstreifen“, sző „weben“. Ebenso gingen früher auch hí „rufen“, nyő „ausraufen“, szí „saugen“ und ví „einzäunen, kämpfen“ (heute: hív, hívsz, hívt... szív..., vív...), jő „kommen“ (heute s. o.). Wie fú ging früher auch bú „sich verstecken“ (búvik...) und ó „schützen“ (ó, ósz, óvok...; auch ójni).
Schließlich gibt es etliche Verben, die ihre beiden letzten Konsonanten in manchen Formen vertauschen; einige davon tauschen sogar 'd' und 'sz' in manchen Formen aus. Nicht für alle gilt das gleiche Schema, folgende Tabelle gibt einige Beispiele für die Bandbreite an Erscheinungsmöglichkeiten, die bei einigen Dutzend Verben vorkommen.
|                          | Endungslose Form                                                                                     | Vor vokalisch anlautender Endung (z. B. -ok, -om, -ol, -i, -unk, -ott, -ás, -ó, -andó) | Vor konsonantisch anlautender Endung (z. B. -sz, -tok -nek, -lek, -tem, -ve, -het, Infinitiv, Konditional und Konjunktiv)                             |
| ------------------------ | --- | --- | --- |
| „träumerisch umhergehen“ | andalog                                                                                              | andalgok, andalgunk... | andalogsz, andalogtok...; andalogni; andalogjak, andalogj!                                                                                            |
| „notieren“               | jegyez                                                                                               | jegyzek, jegyzünk... | jegyeztek...; jegyezni; jegyezzek, jegyezz! |
| „springen“               | ugrik                                                                                                | ugrom/ugrok, ugrasz, ugrik, ugrotok, ugranak; ugrottam, ugrott; ugrani; ugrás, ugró | Nur Konjunktiv: ugorjak/ugorjam, ugorj und Adverbialpartizip, Potential: ugorva, ugorhat                                                              |
| „baden“                  | --                                                                                                   | fürdöm, fürdünk... | Viele Varianten: fürödsz (fürdesz), fürödtök (fürdötök), fürödnek (fürdenek); fürödtem (fürdöttem), fürdött; fürödni (fürdeni); für(ö)djek, für(ö)dj! |
|                          | Endungslose Form                                                                                     | Formen ohne Vokaleinschub | Formen mit Vokaleinschub |
| „bilden“                 | képez                                                                                                | képzés, képzett Alle anderen Formen können einen Bindevokal einschieben: kép(e)zek, kép(e)zel, képzés, kép(e)ző, kép(e)zendő                                                                                            | képeztek, képezlek, képzi, képeztem...; képezni; képezzek, képezz!                                                                                    |
| „strömen“                | áramlik                                                                                              | Nur folgende Formen haben Vokaleinschub: áramolva, áramolhat | áramlok, áramlunk, áramlottam, áramlott, áramlás áramlasz...; áramlani; áramoljak, áramolj!                                                           |
| „blau erscheinen“        | --                                                                                                   | Alle Formen haben kékl-, ggf. mit Bindevokal: kéklek, kéklesz, kéklik, kéklettem, kéklett, kékleni | außer: kékeljek, kékelj!..., kékelve, kékelhet |
| „geteilt sein“           | --                                                                                                   | oszlok, oszlik, oszlás, oszló, oszlott... | oszoljak, oszolj!; oszolva, oszolhat Alle anderen Formen haben Varianten: oszlasz/oszolz, oszlotok/oszoltok..., oszlottam/oszoltam, oszlani/oszolni   |
| „schlafen“ Variante 1    | alszom/alszok, alszol, alszik, alszunk, alszotok, alszanak; alszod alvás, alvó, alvandó, alva, alhat | aluszom, aluszod, alussza, alusszuk, alusszátok, alusszák, aluszlak, aludtam, aludt; aludjak, aludj; aludni | |
| „schlafen“ Variante 2    | | Abweichende Formen nur Präsens Indikativ: aluszom, aluszol, aluszik, aluszunk, alusztok/aludtok, alusznak/aludnak aludja, aludjuk, aludjátok, aludják, aludlak sowie Adverbialpartizip und Potentialis: aludva, aludhat | |

Weitere unregelmäßige Verben in dieser Art sind:
- ismétel "wiederholen" kann in einigen Formen des Präsens Indikativ, im Verbalsubstantiv und zwei Partizipien optional das 'e' verlieren:
ismétlek, ismétlünk; ismétlem, ismétled, ismétli; ismétlés, ismétlő, ismétlendő.
- alkudni „aushandeln“ (alkuszom/alkudok, alkuszol/alkudsz, alkudtam, alkudj, alkuvás/alkudás, alkudva, alkudhat)
- nyúgodni „ruhen“ (nyugszom/nyugodom, nyugszol/nyugodsz, nyugszik/nyugodik, nyugodtam, nyugodott, nyugodj, nyugodás/nyugvás, nyugodó/nyugvó, nyugodva, nyugodhat, nyugtat)
- haragudni „jdm. zürnen“ (haragszom/haragudom, haragszol/haragudsz, haragszik, haragudtam, haragudott, haragudj, harag/haragudás/haragvás, haragudva, haragudhat)
- feküdni „liegen“ (fekszem, fekszel/feküdsz, fekszik, fekszünk, fekszetek/feküdtök/feküsztök, fekszenek/feküdnek/feküsznek; feküdtem, feküdt; feküdj; fekvés, fekvő, fekve/feküdve, fek(üd)het)
- esküdni „schwören“ (esküszöm/ esküdök, esküszöl/esküdsz, esküszik, eszküszünk/esküdünk, esküsztök/esküdtök, esküsznek/esküdnek; esküdtem, esküdött; esküdj; esküvés, esküdő/esküvő, esküdve, esküdhet)
- cselekedni „handeln“ (cselekszem/ cselekedem, cselekszel/cselekedsz, cselekszik/cselekedik..., cselekedlek; cselekedtem, cselekedett; cselekedj; cselekedés/cselekvés; cselekedő/cselekvő, cselekendő, cselekedve, cselekhet)
- melegedni „sich wärmen“ (melekszem/melekedem...; melegedtem, melegedett; melegedj; melegedés …, melegedve, melegedhet)
- Wie melegedni gehen hidegedni „kalt werden“, öregedni „alt werden“, megelégedni „zufrieden sein“, betegedni „krank werden“, megmenekedni „befreit sein“ (menekszik), részegedni „sich besaufen“, törekedni „sich bemühen“ (Verbalsubstantiv törekedés/törekvés), veszekedni „zanken“, dicsekedni „prahlen“ (Verbalsubstantiv dicsekedés/dicsekvés, Partizip dicsekedő or dicsekvő).

#### Konjugation unpersönlicher Ausdrücke
| Präsens                                  | Konjunktiv                                 | Perfekt                                   | Konditional Präsens                              | Konditional Perfekt                                   | Futur                                          |
| ---------------------------------------- | ------------------------------------------ | ----------------------------------------- | ------------------------------------------------ | ----------------------------------------------------- | ---------------------------------------------- |
| várnia kell "er muss warten"             | várnia kelljen "er müsse warten"           | várnia kellett "er musste warten"         | várnia kellene "er müsste/sollte warten"         | várnia kellett volna "er hätte warten müssen"         | várnia fog kelleni "er wird warten müssen"     |
| beszélni tilos "man darf nicht sprechen" | beszélni tilos legyen "man dürfe nicht s." | beszélni tilos volt "man durfte nicht s." | beszélni tilos lenne "man dürfte nicht sprechen" | beszélni tilos lett volna "man hätte nicht s. dürfen" | tilos lesz beszélni "man wird nicht s. dürfen" |

Wie kell wird auch lehet "man kann" verwendet: lehessen, lehetett, lehetne usw. Wie tilos wird auch szabad "man darf" gebraucht. Die Reihenfolge der Verben ist gemäß den Regeln der Satzstellung variabel.
lehet kann auch persönlich als Vollverb gebraucht werden und kann dann in allen Personen konjugiert werden:
```
Otthon lehetünk közösségi terekben is?
 "Können wir in Gemeinschaftsräumen zuhause sein?"
```

## Wortbildung (Derivation)
Die meisten nativen Wortstämme bestehen ursprünglich aus einer Silbe, an die Suffixe (bei Verben auch Präfixe) herantreten können. Manche Wortstämme kommen nur zusammengesetzt vor, da das Ursprungswort ausgestorben ist. Fremdwörter aus dem Slawischen oder Romanischen sind meist schon als Wurzel mehrsilbig.

### Bildung von Adverbien

#### Verwandlung von Adjektiven in Adverbien
Die meisten Adjektive bilden die Adverbform auf -an, wie oben am Beispiel gyorsan. Das a dieser Endung wird meist auch nach einem Vokal am Stammende nicht gekürzt; bei Adjektiven, die auf -a / -e enden, verschmelzen diese Endung und -an miteinander:
- állandó -> állandóan „dauerhaft“, -szerű -> -szerűen „...artig“
- tiszta -> tistzán „rein(lich), klar“, egyforma -> egyformán „einförmig“,
enyhe -> enyhén „mild“, őszinte -> őszintén „ehrlich“, fekete -> feketén „(in) schwarz, pessimistisch“
  - Zum Beispiel: Mindenki feketén issza a kávét. „Er trinkt seinen Kaffee immer schwarz.“[76]

Die Endung -an findet sich manchmal auch als optionale Erweiterung bei Adverbien: itt(en), ott(an), most(an), hogy(an) „hier, dort, jetzt, wie?“. Von diesen Beispiel gehört nur hogyan der modernen Standardsprache an, jedoch werden von den erweiterten Formen der übrigen drei wiederum Adjektive gebildet: itteni, ottani, mostani „hiesig, dortig, jetzig“.
Manche Adverbien entstehen jedoch durch andere Suffixe:
- Am häufigsten ist das Essiv-Modal-Suffix -ul/ül. Hiervon werden folgende Adjektive abgeleitet:
  - Adjektive, die auf -t(a)lan „un/los-“ enden: ismeretlenül „unbekannterweise“
  - Adjektive für Nationen: magyar -> magyarul „auf Ungarisch“, dánul „auf Dänisch“ usw.
  - Weitere Adjektive mit der Endung -ul sind cudarul „schändlich/miserabel“, diszkrétül „diskret“, fanyarul „herb“, fonákul „verschroben“, galádul „niederträchtig“, hanyagul „nachlässig“, józanul „nüchtern“, komiszan/komiszul „niederträchtig/schlecht“, makacsul „eigensinnig“, orvul „hinterlistig“, ravaszul „schlau“, vadul „wild“.
  - Dieses Suffix wird auch an manche Substantive angehängt und bildet hier den Essiv-Modal: egyed -> egyedül „Individuum -> allein“ …
- -lag/leg wird besonders nach Adjektiven auf -i verwendet:
  - alkalmi(lag), baráti(lag), elvi(leg) „gelegentlich, freundschaftlich, theoretisch“ …
Aber: egyéni(en) „individuell“
  - Sonstige Beispiele:
egyidejű(leg) „gleichzeitig“, feltehető(leg/en) „wahrscheinlich“, hihető(leg/en) „glaubhaft, wahrscheinlich“, egyhangú(lag/an) „eintönig/einstimmig“, lakásilag "was die Wohnung betrifft"
  - Vereinzelt findet sich dieses Suffix auch an Substantive angehängt: eset -> esetleg „Fall -> vielleicht“, főleg „hauptsächlich“
- szép -> szépecskén „ganz schön (viel)“
- korán „früh(zeitig)“

Unregelmäßige Adverbien:
- jó „gut“ bildet das Adverb jól „auf gute Weise, wohl“: jól vagyok „mir geht es gut“ (wörtlich: ‚ich bin wohl‘).
Das Adverb jobban (aus dem Komparativ jobb) kann auch „in höherem Grad“ bedeuten und ist dann synonym zu inkább „eher, lieber“, das ohne positives Ausgangswort steht.
- késő -> későn „spät“, hiú -> hiún „eitel“, szigorú -> sigorú(a)n „streng“, mohó -> mohón „gierig, hastig“
- könnyed -> könnyedén „leicht, ungezwungen“
- hosszú -> hosszan „lang“, könnyű -> könnyen „einfach“
- objektív -> objektívan/objektíven „objektiv“
- Das Adverb messze „in der Ferne, bei weitem“ wird in seltenen Fällen auch als Adjektiv verwendet, wofür meist messzi benutzt wird, welches wiederum aus dem Superlativ das Adverb messzire „weit weg“ bildet.
- Das Adverb magyarán „offen (frank), klar“ wird manchmal fälschlicherweise statt magyarul „auf Ungarisch“ benutzt.
- gazul „niederträchtig“ ist sowohl Adjektiv als auch Adverb.
- csupasz „nackt/kahl“ gehört zur a-Klasse, bildet aber das Adverb csupaszon.
- Zum Adjektiv titkos „geheim/verborgen“ gehört das Adverb titkon „heimlich“.
- Das Adjektiv örök „ewig“ bildet das Adverb örökké.

Ansonsten werden Adverbien mithilfe der Kasus oder durch Anwendung von Postpositionen gebildet, zum Beispiel szerencsére „glücklicherweise“ bedeutet wörtlich „auf sein Glück“ (Grundform: szerencse).

#### Pseudo-Kasus
Folgende Suffixe, die an Substantive angehängt werden können, werden von den meisten Autoren nicht als Fälle aufgefasst. Genauso, wie etwa das deutsche 'eimerweise' keinen eigenen Kasus darstellt, obwohl man nur ein einzelnes Wort hat, können auch sie als adverbiale Ableitungen angesehen werden:
| Name                                            | Suffix              | Beispiel                                                       |
| ----------------------------------------------- | ------------------- | -------------------------------------------------------------- |
| Temporalis: wann?                               | -kor                | éjfélkor „um Mitternacht“                                      |
| Komitativ/Soziativ: mit wem zusammen?           | -stul/stül          | családostul „mitsamt der Familie“                              |
| Temporaler Distributiv: pro welche Zeiteinheit? | Superessiv + -ta/te | naponta (nap-on-ta) „pro Tag, (x-mal) jeden Tag“               |
| Distributiv: pro was?                           | Superessiv + -ként  | fejenként (fej-en-ként) „pro Kopf“                             |
| Formalis: auf welchem Wege? als was?            | -képp -képpen       | másképp „auf andre Weise, anders“ ajándékképpen „als Geschenk“ |
| Modal-Essiv #2: als was?                        | -lag                | lakásilag "was die Wohnung betrifft"                           |

Hinzu kommen noch das Adverbsuffix -an bei Adjektiven (auch "Modal-Essiv #1" genannt) und -szor "-mal" bei Zahlwörtern (auch "Multiplikativ" genannt).

### Ableitungssuffixe
Die folgenden Suffixe ändern zumeist die Wortart des Ausgangswortes:
| Zu bildende Wortart                   | Zur Verfügung stehende Suffixe und Beispiele |
| ------------------------------------- | --- |
| Bildung von Adjektiven                | -i „-ig, -lich“: ma „heute“ -> mai „heutig“ -ú „-ig, -habend“: láb „Fuß“ -> négylábú „vierfüßig“ -talan / -atlan „ohne, un-“: hallatlan „ungehört“ -(o)s: só „Salz“ -> sós „salzig“ -féle „-artig, -fältig“: haromféle „dreifältig“, Descartes-féle „Cartesianisch“ -(a/o)dik bildet Bruchzahlen: ötödik „fünfter“ Partizip Präsens: állandó „stehend“, látható „sichtbar“ Partizip Perfekt: (meg)irt „geschrieben“                                                                               |
| Bildung von Substantiven              | -ság „-heit, -schaft, -tum“: egy „ein“ -> egység „Einheit“, királyság „Königtum“ -alom „-schaft“: úr „Herr“ -> uralom „Herrschaft“ -ász (selten) bildet Berufe: halász „Fischer“ -da (selten) bildet Ortsangaben: iroda „Büro“ (wo geschrieben wird), cukrászda „Konditorei“ (von cukor „Zucker“) -s bildet Berufe oder Kollektive: hajó „Schiff“ -> hajós „Seemann“ -ad bildet Bruchzahlen: harmad „Drittel“ Kleinere Suffixe: -mány/-at, -(t)al, -(al)ék, -alom Verbalsubstantiv: látás „Sicht“ |
| Bildung von Adverbien                 | -ul, -an (-on): rossz „schlecht“ -> rosszul „auf schlechte Weise“ |
| Bildung von aktiven Verben            | -ít: tanít „lehren“ |
| Bildung von Vorgangsverben            | -ul, ol, -...ik, -z: tanul „lernen“, reggelizik „frühstücken“ |
| Bildung von (meist) reflexiven Verben | -(ko)dik, -(ko)zik, -szik, [-ik]: fontoskodik „sich wichtig machen“ |
| Sonstige Verben                       | -l: csoda -> csodál „Wunder -> bewundern“ -ll: drága -> drágáll „teuer -> etwas teuer finden“ |

Die Bedeutung der Suffixe sei an folgenden Beispielen verdeutlicht:
|                        | Grundform der Beispielwörter | Beispielwörter mit dem jeweiligen Suffix |
| ---------------------- | --- | --- |
| -talan/atlan           | ruha, szerencse, él, gyermek tud, hall, kér, hihet „glauben können“ feltétel „Bedingung“                                                                             | ruhátlan „ohne Kleider“, szerencsétlen „unglücklich“, gyermektelen „kinderlos“ tudatlan „unwissend“, hallatlan „unerhört“, kéretlen „ungebeten“, hihetetlen „unglaublich“ feltétlen (unregelm. gekürzt) „unbedingt“                                                                           |
| -s (substantivbildend) | asztal, óra erdő | asztalos „Tischler“, órás „Uhrmacher“ erdős „bewaldet“ |
| -s (adjektivbildend)   | sárga, olaj, erő | sárgás „gelblich“, olajos „ölig“, erős „stark“ |
| -i -beli               | tegnap, sokszor, este Magyarország, Berlin hely, mese, szó, idő, láb                                                                                                 | tegnapi „gestrig“, sokszori „oftmalig“, esti „abendlich, Abend-“ magyarországi „in/von/aus Ungarn“, berlini „Berliner“ helybeli „lokal“, mesebeli „märchenhaft“, szóbeli „mündlich“, időbeli „zeitlich“, lábbeli „Schuhwerk“                                                                  |
| -nyi                   | óra, kanál perc „Minute“ forint, ezer, arasz „Spanne“ méter | egyórányi „einstündig“, kanálnyi „Löffel voll“, egy percnyi csönd „ein Moment [voll] Stille“ 120 forintnyi összeg „eine Summe von 120 F.“ ezernyi „tausende; ungefähr tausend“, egy arasznyi széles „eine Spanne breit“ egy méternyi hossú „einen Meter lang“ ist selten, vielleicht veraltet |
| -ú                     | szép/szín, jó/szív | szépszinü „von schöner Farbe“, jószívü „gutherzig“ |
| -való                  | enni, főzni borra „auf den Wein“, helyén „auf seinem Platz“ | ennivaló „etwas zu essen, Essware“, főznivaló „etwas zum Kochen“ borravaló „Trinkgeld“, helyénvaló „geeignet, passend“ |
| -ság                   | nagy, nehéz, szegény, barát „Freund“, professzor, generális | nagyság „Größe“, nehézség „Schwierigkeit“, szegénység „Armut“, barátség „Freundschaft“, professzorság „Professorenstelle“, generálisság „sämtliche Generäle“ |
| -mány                  | talál „findet“, tanul „lernt“, fest „malt“, ad „gibt“, tud „er weiß“                                                                                                 | találmány „Erfindung“, tanulmány „Abhandlung“, festmény „Gemälde“, adomány „Gabe“, tudomány „Wissenschaft“ |
| -at                    | akar „will“, goldol „denkt“, ruház „kleidet“ | akarat „Wille“, gondolat „Gedanke“, ruházat „Kleidung“ |
| -(t)al                 | enni, inni, hinni, jönni | étel „Speise“, ital „Getränk“, hitel „Glaubwürdigkeit“, jövetel „Ankunft“ |
| -(al)ék                | marad „bleibt“, fest „malt“, tölt „füllt“, told „fügt hinzu“ | maradék „Überbleibsel“, festék „Malfarbe“, töltelék „Füllung“, toldalék „Zusatz“ |
| -alom                  | fáj „schmerzt“, fél „hat Angst“, győz „siegt“ | fájdalom „Schmerz“, félelem „Furcht“, győzelem „Sieg“ |
| -ász                   | fű „Gras“, vad „wild“, kert „Garten“ | fűvész „Herbalist“, vadász „Jäger“, kertész „Gärtner“ |
| Partizip Präsens       | tanul „lernt“, ír „schreibt“, dolgozik „arbeitet“, következik „folgen“, ihat „kann trinken“, olvashat „kann lesen“ folyik „fließt“, fürdik „badet“, cseng „klingelt“ | tanuló „Schüler“, író „Schreiber“, dolgozó „Angestellter“, következő „nächster“, iható „trinkbar“, olvasható „lesbar“ folyó „Fluss“, fürdő „Bad“, csengő „Klingel“ |
| Partizip Perfekt       | tanul, olvas megérkezik „ankommen“ | tanult „gelehrt; das Gelernte“, olvasott „belesen, gebildet“ megérkezett „angekommen“ |
| Verbalsubst.           | ad "gibt, kér „bittet“, ír „schreibt“ | adás „Geben“, kérés „Bitte“, írás „Schrift“ |
| -ul (adverbial)        | példa „Beispiel“, vég „Ende“, német „deutsch“ | például „zum Beispiel“, végül „schließlich“, németül „auf deutsch, Deutsch [sprechen]“ |
| -ll                    | nagy „groß“, sok „viele“ | nagyoll „etwas zu groß finden“, sokall „finden, dass etwas zuviel/exzessiv ist“ |

Mit den verbbildenden Suffixen -ít / -ul / -...ik entstehen Paare oder Tripeln:
| Ausgangswort                          | -ít                            | -ul                               | -ik                             |
| ------------------------------------- | ------------------------------ | --------------------------------- | ------------------------------- |
| jó „gut“ (javak „Güter“)              | javít „korrigieren/verbessern“ | javul „besser werden“             |                                 |
| szép „schön“                          | szépít „verschönern“           | szépül „schön werden“             |                                 |
| hajol „sich verbeugen“                | hajlít „verbiegen“             |                                   | haljik „sich verbiegen“         |
| teljes „vollkommen“ (von tele „voll“) | teljesít „erfüllen/leisten“    | teljesül „sich erfüllen“          | teljesedik „in Erfüllung gehen“ |
| szabad „frei“                         | szabadít „befreien“            | szabadul „frei werden, entkommen“ | szabadkozik „sich weigern“      |

Wie an obigen Beispiel gezeigt, werden die Partizipien attributiv verwendet, manchmal auch wie regelrechte Substantive:
- Partizip Präsens: író ("schreibend") bedeutet „Schreiber“, favágó ("holzfällend") bedeutet "Holzfäller".
Da im Ungarischen das Geschlecht nicht ausgedrückt wird, kann ein derart gebildetes Substantiv auch ein Ding bezeichnen: kocsiemelő "Wagenheber" (wörtlich: ‚wagenhebend‘).
Manchmal bedeutet ein Partizip auch den Ort, wo etwas stattfindet: borozó "Weinstube" (wörtlich: ‚weintrinkend‘).
- Partizip Perfekt: az olvasott ember „der belesene Mann“[79]
- Partizip Futur: A megválaszolandó levél „der zu beantwortende Brief“

Bei manchen Verben wird das Partizip auch als Substantiv verwendet:
Im Deutschen wird das Verbalsubstantiv auf -ás je nach Verb wiedergegeben mit Ausdrücken wie 'Schreiben, Schrift, Fahrt, Pflege, Vertretung' usw.
Zur Verbindung eines Verbalsubstantives mit einem nominalen Subjekt oder Objekt, sowie zu den Partizipien való und levő findet sich weiteres im Kapitel Satzbau.

Im Deutschen kann man sagen: "vierfüßige Tiere". Gleiches ist im Ungarischen mit dem Suffix -ú möglich: négylábú állatok (láb =
```
"Fuß"). Jedoch erlaubt dieses Suffix auch Konstruktionen, die im Deutschen nicht möglich sind, sondern umschrieben werden müssen:

egy 
közepes árú
 gépkocsi
 "ein Auto 
der mittleren Preisklasse
" (wörtlich: ‚ein [mittelmäßiger Preis]-haftes Auto‘)

alacsonyabb árú
 termékek
 "Produkte 
zu niedrigeren Preisen
" (wörtlich: ‚[niedrigerer Preis]-hafte Produkte‘)
```

Die Adjektive közepes / alacsonyabb bestimmen das Substantiv ár "Preis", und dieses selbst bestimmt dann, zum Adjektiv árú geworden, das nachfolgende Substantiv.
Mithilfe eines durch das Suffix -i gebildeten Adjektivs werden manchmal deutsche Komposita umschrieben:
```
az úti cél
 "das Reiseziel" (wörtlich: ‚[das Reise]-ige Ziel‘).

a Budai úti templom
 "die Kirche an der Budai Straße" (wörtlich: ‚[die Budai Straße]-ige Kirche‘).
```

Weitere Suffixe ändern nicht die Wortart:
- Die Diminutivsuffixe:
  - Am häufigsten ist -(cs)ka: asztal(ocs)ka „Tischlein“, kövecske „Steinchen“, falucska „Dörfchen“, könyvecske „Büchlein“,
Auch an manchen Adjektiven: pirosacska „leicht rot“
Und an Eigennamen: Annácska „die kleine Anna“
  - Weitere sind[80] -a/(i)ca/csa, -i/ci/csi/si/is, -(i)ka/kó, -ó/ók(a), -u/us
Oft an Eigennamen: Ági, Kati, Katica, Kató, Andris, Lackó, Erzsók, Jenci, Jancsi, Iza
- Die femininen Suffixe -nő / -né, die im Kapitel Nomen besprochen wurden:
grófné „Frau eines Grafen“, szabónő „Schneiderin“ (früher auch mit dem Suffix -né gebildet[81]).

Es können auch manche Adjektive ohne weitere Ableitung als Substantiv verwendet werden, zum Beispiel villamos "elektrisch" bedeutet auch "Straßenbahn".

### Erweiterungen von Verben
Aus einem Verbstamm können mit folgenden drei Suffixen (in der gegebenen Reihenfolge) neue Stämme gebildet werden. Ein solcher neuer Stamm kann wiederum alle im Abschnitt Konjugation dargestellten Formen annehmen:
- -(o)gat (Frequentativ (Iterativ)/Durativ) steht ungefähr für eine häufige Wiederholung einer Handlung, aber die Bedeutung vieler mit diesem Suffix gebildeter Verben muss man lernen:
hallani -> hallgatni „hören -> zuhören, Hörer sein [Universität], still sein“, találni -> találgatni „finden -> wiederholt raten“, telefonálgatni „immer wieder anrufen“, látni -> látogatni „sehen -> [jdm./etwas] besuchen (!)“, kérni -> kéregetni „fragen -> betteln“, nézni -> nézegetni „länger oder der Reihe nach anschauen“.
- -(t)at (Kausativ) bedeutet „jdn. etwas tun lassen“: várni -> váratni „warten -> jdn. warten lassen“, tisztítni -> tisztíttatni „reinigen -> jdn. putzen lassen“
  - Die meisten einsilbigen Verben und solche, die auf Konsonant+t enden, nehmen die längere Form -tat, außerdem noch eine Reihe mehrsilbiger: jutni -> juttatni „hingelangen -> hingelangen lassen / zu bekommen helfen“, ismerni -> ismertetni „kennen -> präsentieren/darlegen“, unni -> untatni „gelangweilt sein, die Nase voll haben -> jdn. langweilen“
  - Unregelmäßige Formen:
etetni „essen lassen“, hitetni „glauben machen“, tetetni „jdn. etwas (wohin)tun lassen“, vetetni „kaufen lassen“, vitetni „tragen lassen“, vitatni (von ví- „kämpfen“) „streiten, debattieren“, itatni „trinken lassen, tränken, jdn. betrunken machen“, mentet „gehen lassen“: hazamentettem.
  - 'kommen lassen' wird durch (ide)hoz „herbringen“ oder hív(at) „rufen (lassen)“ ausgedrückt.
- -hat (Potentialis) bedeutet „können, dürfen“:
A házba bemehet a kutya „Der Hund darf ins Haus“ (wörtlich: ‚das HausIn reingehenKann der Hund‘). Itt ehetünk valamit „Wir können hier etwas essen“.
  - Unregelmäßige Formen:
lehetni „sein/werden können“, mehetni „gehen können“, ehetni, ihatni „essen können, trinken können“, tehetni „tun können“, vehetni „nehmen/kaufen können“, vihetni „nehmen können“, hihetni „glauben können“, jöhetni „kommen können“, ó(v)hatni „schützen können“.
  - lehet „kann sein/werden“ kann persönlich verwendet werden: Este 8-kor már otthon lehet „Sie mag schon um 8 Uhr abends zuhause sein“; Akár miniszterelnök is lehet belőle! „Sie könnte sogar Premierminister werden!“ (wörtlich: ‚sogar Premierminister auch kannWerden ausIhr‘).
oder unpersönlich: Nem lehet tudni „[Man] kann es nicht wissen“.

Mehrere dieser Suffixe können auch kombiniert werden:
- hallani „hören“
- hallgatni „still sein, zuhören“
elhallgat „aufhören zu reden, still sein“ (el- drückt hier den Eintritt eines Ereignisses aus)
- elhallgattatni „jdn. zum Schweigen bringen (still sein lassen)“
- elhallgattathatni „zum Schweigen bringen können“
Als ganzer Satz: ellhallgattathatlak „ich kann dich zum Schweigen bringen“.
Und mit dem Suffix -atlan „un-, ohne“: elhallgattathatatlan „nicht zum Schweigen gebracht werden könnend = unstillbar [unsilenceable]“.

### Komposita
Das Ungarische kann auch Komposita bilden. In vielen Fällen wird aber lieber ein Adjektiv mit einem Substantiv verbunden, als wie im Deutschen zwei Substantive miteinander oder ein Verbstamm mit einem Substantiv:
- Substantiv+Substantiv: ablak + üveg -> ablaküveg „Fensterscheibe“
- Adjektiv+Substantiv: nappali „die Tageszeit betreffend“ + szoba -> nappali szoba „Wohnzimmer“ (sinngemäß: Zimmer für tagsüber)
Ähnlich: úti cél "das Reiseziel", házikoszt "Hausmannskost"
- Partizip+Substantiv: ivó „trinkend“ + pohár „Glas“ -> ivópohár „Trinkglas“ (wörtlich: ‚Trinkendglas‘), desgleichen: ivó víz „Trinkwasser“ (wörtlich: ‚trinkendes Wasser‘), az íróasztal „der Schreibtisch“ (wörtlich ‚schreibenderTisch‘, in älterer Schreibweise in zwei Wörtern: író asztal[82])
- Manche Begriffe werden durch Besitzkonstruktionen formuliert: a macska farka „Katzenschwanz“ (wörtlich: ‚der Katze ihrSchwanz‘, von farok „Schwanz“).

Auch längere Komposita kommen vor:
- gőz „Dampf“ + hajózás „Schiffahrt“ (wörtlich: ‚Schiffung‘) -> gőzhajózás „Dampfschifffahrt“
- Aber 'Donaudampfschifffahrt' muss man in zwei Wörtern sagen:
Dunai gőzhajózás (wörtlich: ‚donau-ige Dampfschifffahrt‘).

## Satzbau
Die Satzstellung des Ungarischen ist in gewisser Hinsicht streng geregelt, aber anders als etwa im Englisch, wo das Subjekt immer vor dem Verb, das Objekt dahintersteht usw. Sondern jedes Satzglied kann im Prinzip an jeder Position stehen, aber in einem bestimmten Satz in einem bestimmten Kontext ist nur eine dieser prinzipiellen Möglichkeiten anwendbar.

Ungarisch ist eine Pro-Drop-Sprache, das heißt, ein Personalpronomen als Subjekt wird nur gesetzt, wenn es hervorgehoben werden soll, oder um bei der 3. Person des Verbs zwischen den eigentlichen Bedeutungen „er/sie/es“ und der formellen Anrede zu unterscheiden:
```
Die Verbform 
megy
 an und für sich kann bedeuten „er/sie geht“ oder „Sie gehen“;
(Letztere Bedeutung kann durch 
ön megy
 verdeutlicht werden.)
```

Das Prädikat kann also aus einer einzelnen Silbe bestehen:
```
A madár ül
 „Der Vogel sitzt“.
```

Im Gegensatz zum Deutschen wird zur Angabe einer Sprache mit vielen Verben das Adverb auf -ul gebraucht:
```
beszélek/értek/tudok magyarúl
 "ich spreche/verstehe/kann Ungarisch"
[
84
]
```

Die Abfolge aus Name und Anrede ist andersherum als im Deutschen:
```
Kovács úr és Horváth asszony
 "Herr Kovacs und Frau Horvath"; 
a tanár úr
 "der Herr Lehrer"
```

Das betrifft auch die Abfolge von Vorname und Nachname: Kovács János "Janos Kovacs".

### Haupt- und Nebensatz
Das Ungarische kennt wie das Deutsche Haupt-, Relativ- und Nebensätze. Hauptsätze unterteilen sich in Aussagen, Fragen und Aufforderungen. Entscheidungsfragen (auf die mit ja/nein geantwortet werden kann) werden die Aussagen formuliert, es kann aber noch eine spezielle Fragepartikel -e hinzutreten, um den Satz als Frage zu kennzeichnen. Aufforderungen werden im Imperativ/Konjunktiv formuliert:
```
hazamegy
 "er geht nach Hause"

hazamegy-e?
 "geht er nach Hause?"

menjen haza!
 "er gehe nach Hause!, er soll/möge nach Hause gehen!"
```

Der Konjunktiv wird nach hogy, nehoy "damit, damit nicht" gebraucht und in selbständigen Aufforderungen.
Ein "oder?, stimmt’s?" am Ende einer Aussage wird durch die Partikel ugye ausgedrückt:
```
Elment, ugye?
 oder: 
Ugye elment?
 "Er ist gegangen, nicht wahr?"
```

Der deutsche Infinitiv wird in vielen Fällen durch einen Nebensatz umschrieben, das Passiv durch einen aktiven Ausdruck:
```
Nem hiszi, hogy meghallgatják
 „Er glaubt nicht, gehört zu werden.“ (sinngemäß: 'nicht glaubt, dass sie ihn vernehmen').
Hier wird das Passiv durch „sie hören ihn“, der Infinitiv durch einen dass-Satz ausgedrückt.
```

#### Wortstellung
Am Satzanfang steht gewöhnlich das Topik, gefolgt fokustragenden Element, anschließend das finite Verb, zuletzt die restlichen Elemente in beliebiger Reihenfolge. Dadurch gelangt ein Fragewort meistens automatisch an den Satzanfang; ihm kann aber ein topikalisiertes Element vorausgehen:
```
Mit szeretnél enni?
 „Was willst [du] essen?“

Te mit szeretnél enni?
 „Was möchtest DU essen?“ (sinngemäß: 'was dich betrifft, was möchtest [du] essen?')
```

Das Topik ist derjenige Satzteil, der mit „was … betrifft“ umschrieben werden kann, das fokussierte Element kann durch einen Spaltsatz („es ist …, das“) ausgedrückt werden. Dadurch weicht die ungarische Satzstellung teilweise erheblich vom Deutschen ab, manchmal ist sie jedoch auch Wort für Wort dieselbe, zumal auch im ungarischen Satzbau die Reihenfolge Subjekt-Verb-Objekt nicht strikt, aber häufig zum Zuge kommt. Bei der deutschen Satzmelodie hat das Topikelement indes eher steigende, das fokussierte eher fallende Betonung.
Beispiele für die Reihenfolge der Satzglieder je nach fokussiertem Element:
| Topik | Topik  | Fokus       | Verb    | Rest                               | Bedeutungsinhalt                                                          |
| ----- | ------ | ----------- | ------- | ---------------------------------- | ------------------------------------------------------------------------- |
| János | tegnap | ∅           | elvitt  | két könyvet Péternek.              | Janos brachte Peter gestern zwei Bücher (neutral)                         |
| János | tegnap | két könyvet | vitt el | Péternek.                          | ZWEI BÜCHER brachte Janos gestern zu Peter (es waren zwei Bücher, die...) |
| János | ∅      | tegnap      | vitt el | két könyvet Péternek.              | GESTERN brachte Janos zwei Bücher zu Peter (gestern war es, wo...)        |
| ∅     | ∅      | János       | vitt el | tegnap két könyvet Péternek.       | JANOS brachte gestern zwei Bücher zu Peter (Janos war es, der...)         |
| ∅     | ∅      | Péternek    | vitt el | tegnap János két könyvet.          | (Dem) PETER brachte Janos gestern zwei Bücher (Peter war es, dem...)      |
| János | tegnap | Péternek    | vitt el | két könyvet.                       | Janos brachte gestern zwei Bücher zu PETER (zu niemand anderem)           |
| ∅     | ∅      | ∅           | Elvitt  | János tegnap két könyvet Péternek. | GEBRACHT hat Janos dem Peter gestern zwei Bücher                          |
| ∅     | ∅      | Két könyvet | vitt el | János tegnap Péternek.             | Zwei Bücher brachte Janos gestern zu Peter (und nichts sonst)             |

Weiterhin ist anzumerken, dass is „auch“ stets dem Bezugswort nachfolgt, nem/sem „nicht/auch nicht“ stets vorausgehen.

#### Entscheidungsfragen
Entscheidungsfragen sind von Aussagen oft nur durch die Satzmelodie unterschieden (s. das Kapitel Satzmelodie), da es keine Veränderung in der Wortreihenfolge gibt. Es ist aber auch die Partikel -e vorhanden, die an das finite Verb angehängt werden kann, um den Satz zweifelsfrei als Frage zu kennzeichnen. In den Dialekten kann sie auch an andere Satzteile treten:
```
Anna le szaladt-e?
 „Ist Anna hinabgerannt?“ (wörtlich: ‚Anna hinab rannte-ob?‘)

Anna nem szaladt-e le?
 „Ist Anna nicht hinabgerannt?“

Anya vagy nagymama rajzolta-e?
 "Haben Mutter oder Großmutter das gemalt?"
[
86
]
```

In Dialekten ist auch möglich:
```
Anna le-e szaladt?
 „Ist Anna HINABgerannt?“

Anna nem-e szaladt le?
 „Ist Anna NICHT hinabgerannt?“
```

Bei Sätzen, in denen das Prädikat ohne Verb gebildet wird (im Deutschen steht hier "ist/sind"), wird -e an ein Adjektiv oder Substantiv angehängt, scheint hier aber selten vorzukommen:
```
igaz-e
 ez egyáltalán?
 "[ist] das überhaupt 
wahr
?"

ez madár-e?
 "[ist] das [ein] Vogel?"
[
87
]
```

Antworten auf Entscheidungsfragen können wie folgt formuliert werden:
- Das Verb enthält kein Präfix:
Látta a filmet? - Látta. "Hat er den Film gesehen? - Ja." (wörtlich: ‚sahErIhn den Film? - erSahIhn‘).
- Das Verb enthält ein Präfix:

```
Bejaht 
Elment? - El.
 "Ist er gegangen? - Ja." (wörtlich: ‚wegging? - weg‘).
Verneint: 
Elment? - Nem ment el.
 oder: 
Nem, nem ment el.
 "Nein, er ging nicht".
(Bloßes 
Nem.
 "Nein." könnte unhöflich klingen.)
```

#### Aufforderungen
Für Aufforderungen dient der Modus Konjunktiv/Imperativ. Er kann mit allen Personen gebildet werden:
```
hadd nézzem meg!
 "lass es mich sehen!" (
nézzem
 ist der Konjunktiv der ich-Form von 
néz
)

menj(él) haza!
 "geh heim!"

menjen haza!
 "er/sie möge heimgehen!"

menjünk haza!
 "gehen wir nach Hause!"

menjetek haza!
 "geht heim!"

menjenek haza!
 "sie mögen/sollen nach Hause gehen!"
```

Die Wortform hadd bedeutet eigentlich "lass ihn/sie" und kann auch mit anderen Personen; mit der wir-Form kann es auch die Frage nach Erlaubnis ausdrücken:
```
Hadd jöjjön ő is!
 "Lass auch ihn kommen!"

Hadd menjünk!
 "Lass uns gehen!"

Hadd menjünk veletek!
 "(bitte) lass uns mit dir gehen!"
```

Die formelle Bitte um etwas wird durch kérem ausgedrückt:
```
Kérem, fáradjon be!
 "bitte komm rein!" (oder: 
legyen szíves
 "seien sie so freundlich")
```

Dasselbe Wort kann auch mit der Bedeutung "keine Ursache!" als Antwort auf ein Danke verwendet werden, und bei der Nachfrage, wenn man etwas nicht verstanden hat ("wie bitte?").
Eine andere Art der Aufforderung wird mit tessék (wörtlich: ‚es gefalle Ihnen‘) gebildet. Es kann bedeuten: "würden Sie bitte?", "bitte schön!" (beim Überreichen), "bedien dich!", "nach Ihnen!", "bitte sehr!" (als Erlaubnis etwas zu tun), "ja bitte?, kann ich Ihnen helfen?" oder "wie bitte?" (wenn der Hörer etwas nicht versteht oder glauben kann).
tessék nimmt einen Infinitiv, während kérem den Konjunktiv fordert:
```
tessék nekem segíteni!
 ist eine Aufforderung: "Würden Sie mir bitte helfen?"

kérem, segítsen nekem
 ist eine Bitte: "bitte helfen Sie mir!" (
segítsen
 ist er-Form Konjunktiv von 
segít
).
```

Erstere Variante kann als freundliche Aufforderung unter Gleichgestellten verwendet werden; gegenüber in Alter oder Rang niedrigerstehenden Personen ist sie direkt und kann Verärgerung ausdrücken. Letztere Variante ist eine höfliche Bitte, die auch gegenüber Ranghöheren oder Fremden verwendet werden kann.

#### Konjunktionen und Adverbien
Beiordnend:
- Einfache: és / (Kurzform) s „und“, is „auch“ (stets nachgestellt), viszont „gleichfalls, andersrum“, sőt „darüber hinaus, und sogar, in der Tat“, valamint (formal) „sowie auch“, meg „und/plus“
de „aber“, ám(de) „jedoch“, csakhogy „trotzdem/schließlich“, dehát „aber doch; aber hey!“, mégis(csak) „trotzdem“, mégsem (in verneintem Satz) "doch"
mert „denn/nämlich“, azaz „nämlich, d.h.“, éspedig „d.i., darüber hinaus“, vagy "oder" (homonym mit "du bist!"), vagyis „das ist sozusagen, in anderen Worten, besser gesagt“, mintegy (lit.) „gleichsam, ungefähr“, tehát „also“
különben „sonst“, illetve „oder (eher)“
dehogy(is) „keineswegs“, dehogynem „aber gewiss“
nem „nicht“, sem "auch nicht", mégse(m) (mit Konjunktiv in prohibitiven Sätzen) „(dass) doch nicht“
- Paarige: mind...mind „sowohl...als auch“, vagy...vagy „entweder...oder“, sem...sem „weder...noch“, akár...akár „ob...oder“, majd...majd / hol...hol „bald...bald“, nem...hanem "nicht...sondern", nem csak...hanem is „nicht nur...sondern auch“

Unterordnend:
- Mit hogy: hogy „wie, dass“, hogy (mit Subjunktiv) „damit, um zu“, nehogy / hogy ne (mit Subjunktiv) „damit nicht“, úgy (annyira)...hogy „so (sehr)...dass“,  ahogy „(so) wie, sobald“
- sonstige: ... mert(hogy) „... weil“, mivel / (formal) minthogy „da, weil“, hiszen „da ja“
ha / (ugs.) hogyha „wenn/falls/angenommen“, mihelyt/amint „sobald“, amikor (veraltet midon[90] "als")
bár / (lit.) ámbár / (archaisch) bátor „obwohl, wenn nur“, bárcsak „wenn doch nur“, jóllehet (lit.) „obwohl“, mintha „als ob“
amennyiben „insoweit“, mígnem „bis (dass)“, mennél...annál „je...desto“

Abkürzungen: stb. (s a többi) „usw.“, ui. (ugyanis) „weil/da“.

hogy bedeutet eigentlich "wie", steht aber am Anfang eines Nebensatzes auch für "dass", und wird umgangssprachlich geradezu als Universalkonjunktion gebraucht, auch dort, wo es logisch eigentlich unpassend erscheint:
```
nem tudom, (hogy) mi történt velem
 "ich weiß nicht, was mit mir geschieht".
```

Um die Bedeutung "wie" zu betonen, kann man stattdessen hogyan oder sogar hogy hogy:
```
nem tudom, hogyan tovább
 "ich weiß nicht, wie ich vorgehen soll" (wörtlich: ‚weißIch nicht wie weiter‘).

nem tudom, hogy hogy fogom viselni az egészet
 "ich weiß nicht, wie ich das verkraften soll"
```

hogy bildet noch etliche Zusammensetzungen:
```
hogyhogy
 itt vagy te is?
 "
wie kommst es
, dass du auch hier bist?"
[
91
]
```

hogyisne
Für "damit nicht" gibt es zwei Varianten, die sich in der Stellung des Präfix unterscheiden:
```
vigyázz, nehogy elessél
 "gib acht, dass du nicht fällst!" (wörtlich: ‚achte, nichtDass hinfallest‘)

vigyázz, hogy el ne essél
 (wörtlich: ‚achte, dass hin nicht fallest‘)
```

pedig steht nach dem ersten Element im Satz und bezeichnet einen Themawechsel (neues Topik), im Deutschen durch „und, aber, wohingegen“ ausgedrückt (entspricht etwa russisch a):
```
Péter a házban van, Juli pedig a kertben.
 „Peter ist im Haus und Juli im Garten“.

Péter van a házban, nem pedig Juli.
 „Peter ist im Haus, und nicht Juli“.

Sem Péter, sem pedig Juli nincs a házban.
 „Weder Peter noch Juli sind im Haus“.
```

Es kann aber auch – am Satzanfang – „aber“ oder „obwohl“ bedeuten:
```
A: 
Nem hiszem el.
 B: 
Pedig ez az igazság.
 „Ich glaube es nicht“ – „Aber es ist wahr“.

Eljött, pedig mondtam neki, hogy ne jöjjön.
 „Er kam, obwohl ich ihm gesagt habe, er solle nicht kommen“.
```

Verglichen wird mit mint „wie/als [as/than]“ und akárcsak „genau wie“: Érdekes ember volt, akárcsak a nagybátyád „Er war ein interessanter Mensch, genau wie unser Onkel.“ Mehr zu mint im Abschnitt Vergleiche.

Das Wort hol kann ein Interrogativpronomen sein ("wo?"), aber auch ein Adverb mit mehreren Bedeutungen:
```
hol itt, hol ott
 "mal hier, mal dort"

mindig van valami: hol áramszűnet, hol csőtörés
 "immer ist irgendwas: entweder (ist es) ein Blackout, oder ein Rohrbruch"

Hol volt, hol nem volt, volt egyszer egy...
 ist eine Formel zur Einleitung von Märchen: "Es war einmal ein..."
```

Das Wort ugyan hat viele Funktionen:
- Als Konjunktion: "obwohl, zwar":

```
Ugyan a választ nem tudom, megpróbálok segíteni
 "Obwohl ich die Antwort nicht kenne (weiß), werde ich versuchen zu helfen"

A ház ugyan szép, de rossz helyen van
 "Das Haus ist zwar schön, aber die Lage ist schlecht" (sinngemäß: '... aber es ist auf einem schlechten Ort').
```

- Als Interjektion: etwa "he!, komm schon!":

```
Ugyan, menjen innen!
 "He, weg mit dir!"

Ugyan, ne sírj!
 "Komm schon, weine nicht!"
```

- Als Adverb "zufällig" oder "überhaupt", besonders in negativen Sätzen auch "ganz sicher":

```
Visszahozzuk, ha ugyan el nem lopták
 "Wir bringen es zurück, falls es nicht gestohlen sein sollte".

Visszahozzuk, ha ugyan ott van még
 "Wir bringen es zurück, falls es überhaupt noch da ist".

Én ugyan nem láttam semmit!
 "Ich habe bestimmt nichts gesehen!"
```

- Satzeinleitend auch "ich frage mich..." oder "und wohl":

```
Ugyan ki lehet az?
 "Ich frage mich, wer das sein könnte." (wörtlich: ‚UGYAN wer kannSein jenes?‘)

Ugyan mi irre a bizonyíték?
 "Und was ist wohl der Beweis dafür?" (wörtlich: ‚wohl was dafür der Beweis?‘)
```

Auch úgy "wie" kann Nebensätze einleiten:
```
úgy tudom
 "soweit ich weiß, aus meiner Sicht" (wörtlich: ‚so weißIch‘).

edzés előtt, úgy tudom, nem nagyon kell enni
 "vor dem Training muss man, soweit ich weiß, nicht viel essen".

úgy érzem, a helyemen vagyok
 "ich habe das Gefühl, ich bin am richtigen Ort" (wörtlich: ‚so fühleIch, dem MeinOrtAuf binIch‘)
```

igen "ja" wird in lit. Sprache auch für "sehr, ziemlich" verwendet:
```
Ő valami igen fontos tisztséget tölt be...
 "er hat eine sehr wichtige Position inne" (Imre Kertész
[
94
]
)
```

#### Nebensätze und Relativsätze
Die wichtigste unterordnende Konjunktion ist hogy, dass sich je nach Kontext als „dass, damit“ übersetzen lässt, oder einfach unübersetzt bleibt und nur anzeigt, dass ein Nebensatz beginnt:
```
Nem tudom, 
hogy
 ez mit jelent.
 „Ich weiß nicht, was dies bedeutet“ (wörtlich: ‚nicht weißIchEs, 
dass
 dies was bedeutet‘).

Habár azt nem tudom, 
hogy
 a futást miért hozta fel.
[
95
]
 „Ich weiß allerdings nicht, warum er das Laufen erwähnt hat“ (wörtlich: ‚obwohl es nicht weißIchEs, 
dass
 das Laufen warum brachteErEs auf‘).
```

An Adverbien, die den ganzen Satz betreffen, wird häufig (aber nicht zwingend) ein Nebensatz mit hogy angeschlossen:
```
Valószínűleg (hogy) Anna leszaladt
 „Wahrscheinlich ist Anna hinabgerannt“ (wörtlich: ‚wahrscheinlicherweise [dass] Anna hinabrannte‘)
[
96
]
```

Ähnlich gebrauchte Adverbien sind zum Beispiel persze / természetesen „natürlich“.
Es gibt auch Nebensätze ohne Konjunktion:
```
Úgy hírlik, nem voltak jóban
 "Gerüchten zufolge ging es ihnen nicht gut" (wörtlich: ‚so sagtMan, nicht warenSie imGuten‘).

Tudom, nem akarsz beleolvasni
 "Ich weiß, du willst nicht[s] hineininterpretieren".
```

Im Deutschen mit „ob“ eingeleitete Sätze verlangen die Partikel -e, die auch für Entscheidungsfragen verwendet werden kann. Die Konjunktion ist hier hogy (die normalerweise mit "dass" übersetzt wird) oder fehlt ganz; in früheren Zeiten wurde ha "wenn" gebraucht:
```
Nem tudom, hogy megértettem-e
 „Ich weiß nicht, ob ich es verstanden habe“ (sinngemäß: 'ich weiß es nicht : habe ich es verstanden?').

Nem tudom, (hogy) van-e nagyobb öröm
 "Ich weiß nicht, ob es eine größere Freude gibt".

Nem tudom ha van-e Anyja
 "Ich weiß nicht, ob er eine Mutter hat"
[
97
]
```

```
In einem Nebensatz, der kein Verb als Prädikat enthält, steht 
-e
 am Adjektiv oder Substantiv:

te utánanézel, hogy igaz-e, mielőtt egy hírt megosztasz?
 "überprüfst du, ob es wahr ist, bevor du eine Neuigkeit teilst?"

és eddig fogalmam sem volt, hogy ő orvos-e, vagy sem
 "und ich hatte keine Ahnung, ob er Arzt [ist] oder nicht"
(sinngemäß: 'und soweit gab es meine Idee auch nicht: ist er Arzt?, oder nicht').
```

In irrealen Bedingungssätzen (mit der "würde-Form") steht wie im Deutschen in Haupt- und Nebensatz der Konditional:
```
Ha találkoznál a királynövel, mit mondanál?
 "Wenn du die Königin träfest, was würdest du sagen?"
(wörtlich: ‚wenn dichTräfst der KönigFrauMit, was sagenWürdest?‘).
```

Relativsätze beginnen mit Relativpronomen, die allesamt mit a- beginnen und von anderen Pronomen abgeleitet sind. aki wird besonders für Personen und Haustiere (denen man emotional verbunden ist) verwendet, ansonsten steht amely "welches", umgangssprachlich auch amit (veraltet amely):
- Bei Personen:

```
(az) a miniszter, aki...
 "der(jenige) Minister, der..."

a lány, akit szerettem, Londonba ment
 "das Mädchen, das ich liebte, ging nach London" (
kit
 ist Akkusativ).
```

- Für nicht-Personen: a ház, amely/ami... "das Haus, das/welches..."

```
a macska, amely/ami valójában nem is egy macska
 "die Katze, die eigentlich keine Katze ist"
```

(Der Ausdrück a nők, amelyek "die Frauen, die..." ist viel seltener als a nők, akik; a macska, ami seltener als a macska, amely.)
Die erweiterte Form amelyik steht bei bestimmten Dingen aus einer Gruppe, zusammen mit az im Hauptsatz:
```
Azt a CD-t add ide, amelyiket a múltkor is kértem
 "gib mir die(jenige) CD, nach der ich letztes Mal fragte"
```

Für "was" gebraucht man amit:
```
ez/az, mi
 "das, was"; 
mindez/mindaz
 "all das/all jenes, was"; 
semmi, mi
 "nichts was" usw.
```

```
itt van, amit kérsz
 "hier ist, worum du bittest" (wörtlich: ‚hier ist, (das)Was duBittest‘; 
mit
 ist Akkusativ).

csak nem tudom, amit akarok...
 "ich weiß einfach nicht, was ich will..."

amitől szorongtam kicsit az, hogy...
 "was mich ein bisschen beunruhigt ist, dass..."
(sinngemäß: 
wovon [ich mich ein] kleines beunruhige [ist] jenes, dass...
)
```

```
az volt, ami nem tetszett nekünk, hogy két műszak volt
 "was uns nicht gefiel, war, dass es zwei Schichten gab"
(sinngemäß: 'jenes war [es], was nicht gefiel uns, dass zwei Schicht war').
```

Der Satz elolvasta a levelet, ami feldühített bedeutet "er las den Brief, was mich wütend machte"; umgangssprachlich (wo ami statt amely verwendet werden kann) könnte dieser Satz auch bedeuten: "er las den Brief, der mich wütend machte".
Relativpronomen werden ganz normal gebeugt:
```
a miniszter, akit / akinek / akivel / akin / aki alatt
 "der Minister, den / dem / mit dem / auf dem / unter dem"...
Plural: 
a miniszterek, akik / akiknek
 "die Minister, die / denen"...
```

```
Az a ház, amiről tegnap beszéltünk, eladó
 "Das Haus, über das (von dem) wir gestern sprachen, steht zum Verkauf"
(wörtlich: ‚jenes das Haus, vonDem gestern wirSprachen, [ist] verkaufend‘).
```

```
Plural: 
A házak, amik/amelyek fotói a cikkben láthatók.
 "Die Häuser, von denen Fotos im Artikel zu sehen sind"
(wörtlich: ‚die Häuser, die ihreFotos dem artikelIn sehbar [sind]‘).
```

Die Form a házak, amelyek ist seltener als a házak, amit.
Es gibt noch weitere relative Pronomen, die alle mit a- beginnen; manche erscheinen vom Deutschen her ungewohnt in der Anwendung:
- Maradj, ameddig csak akarsz "bleibt, solange [wie] du willst"
- Amikor kértem, hogy ne dohányozzon, azonnal abbahagyta "als ich ihn bat, nicht zu rauchen, hörte er sofort auf
- Igyál annyit, amennyi jólesik "trink so viel du willst" (wörtlich: ‚trink so viel, wie viel sichGutAnfühlt‘)
annyit vásároljunk, amennyire éppen szükségünk van "Kaufen wir so viel wir brauchen!" (wörtlich: ‚so vieles kaufenWir, aufWie viel gerade unserBedarf ist‘).
Amilyen hülye vagy, úgy szeretlek "so dumm du auch bist, ich liebe dich" (wörtlich: ‚soSehrWie dumm bist, so liebeIchDich‘).
- Úgy tett, ahogy mondták "er tat, wie er es gesagt hat[te]"
ahogy megérkezett "sowie (sobald) er ankam; kaum kam er an..."
- Mikor  lesz végre megint olyan, amilyen sosem volt "wann wird es endlich wieder so sein, wie es nie war"
amily idő jár, olyan az ember is "wie [die] Zeit [ver]geht, so auch der Mensch".
amiféle orvosság csak volt a patikánkban... "was auch immer für Medikamente wir in unserer Apotheke hatten..."[99]
- Ez az a hely, ahol minden lehetséges. "Dies ist der Ort, wo alles möglich ist"
Ebenso: ahonnan, ahova "woher, wohin"
- Arra néztem, amerre a nyíl mutatott "ich schaute dahin, wo der Pfeil hinzeigt" (wörtlich: ‚darauf schaute, inWelcheRichtung der Pfeil zeigte‘).
Ebenso: Arra mentem, amerről a kutyaugatást hallottam "ich ging in die Richtung, wo ich den Hund hörte" (wörtlich: ‚darauf gingIch, ausWelcherRichtung das Hundegebell hörte‘).
- Mentegetőzőtt, amiért elkésett "er entschuldigte sich [dafür], dass er sich verspätet hat[te]" (amiért "aus welchem Grund").
- ahány ház, annyi szokás "so viele Länder, so viele Sitten" (wörtlich: ‚wie viel Haus, so viel Sitte‘).
annyi éves vagyok, ahányadik a piros hajó a sorban. "ich bin so alt, wie der Rang des roten Bootes in der Reihe" (wörtlich: ‚so viel jährig binIch, derWievielte das rote Boot der ReiheIn‘).
- amekkora kann ungefähr mit "wie groß" übersetzt werden; es ist ein Partner von akkora "so groß" und wird wie ein Substantiv gebeugt:
Házat veszek, akkora könyvtárral, amekkorát akarsz "Ich werde ein Haus kaufen mit einer Bücherei, so groß du nur eine willst" (wörtlich: ‚Haus nehmeIch, soGroße BüchereiMit, wieGroße duWillst‘).
Annyi hely van, amekkorát csak akarsz "Es gibt so viel Platz, wie du nur willst" (wörtlich: ‚so viel Platz ist, einenWieGroßen nur duWillst‘)
A ház nagyobb volt, mint amekkorára számítottak "das Haus war größer, als sie erwartet hatten" (wörtlich: ‚das Haus größer war, als aufEinWieGroßes sie zählten‘).

Auch adverbiale Pronomen können "relativiert" werden:
```
a város, 
ahol
 élek
 "die Stadt, in der ich wohne" (wörtlich: ‚die Stadt, 
wo
 ichLebe‘).

ahová
 te mész, én is veled megyek
 "
wohin
 du (auch) gehst, ich gehe (auch) mit dir".

ahogy te jónak látod, úgy tesszük mi is
 "wie du es für richtig hältst, so machen wir es".
```

Auch Spaltsätze (cleft sentences) können so wie im Deutschen wiedergegeben werden, obwohl dies durch die strikte ungarische Satzstellung häufig nicht nötig ist:
```
Ő az, aki mindig mindent abbahagy
 "Er [ist] es, der immer alles aufgibt".

nem ez az, amelyiket én keresek
 "Das ist nicht das, was ich suche" (wörtlich: ‚nicht dies jenes, dasWelches ich suche‘).
[
100
]
```

Im Hauptsatz findet sich oft ein auf den Nebensatz hinweisendes Wort (Antezedens), so wie man im Deutschen oft sagt: 'Ich erinnere mich [daran], dass du es gesagt hast'. So etwas ist im Ungarischen sehr häufig, auch in dass-Sätzen (in diesem Fall mit azt):
```
azt
 hiszem, hogy ...
 "ich glaube, dass..." (wörtlich: ‚jenes glaubeIch, dass...‘)
```

Im Deutschen erscheint eine solche "Einleitung" meist überflüssig. Hierbei ist darauf zu achten, dass mit der Konjunktion ein Paar gebildet wird. "weil" verlangt also ein "deswegen", "bis" verlangt ein "solange" usw.:
```
"Sie nahm einen Mantel, weil sie fror."
Ohne Antezedens: 
kabátot hozott, mert fázott
 (wörtlich: ‚Mantel nahmSie, weil fror‘)
Mit Antezedens: 
azért
 hozott kabátot, mert fázott
 (wörtlich: ‚
deshalb
 nahmSie Mantel, weil fror‘)
```

```
addig
 kiabált, amíg meg nem hallották
 "er schrie [
solange
], bis sie ihn hörten"
```

Manche Verben nehmen eine bestimmte Postposition oder einen bestimmten Kasus als Argument; in diesem Fall muss sich az dem anpassen:
```
arra
 nem emlékszem, hogy ezt mondta volna
 "Ich kann mich nicht [daran] erinnern, dass er das gesagt hätte".
Denn es heißt: 
emlékszik arra
, wörtlich: ‚er erinnert sich darauf‘ (
arra
 ist Sublativ von 
az
).
```

Relativsätze haben normalerweise ein ausdrückliches Antezedens:
```
"Ich fürchte, ich kann nicht gehen." 
attól
 félek, (hogy) nem mehetek el

(sinngemäß: '
davor
 fürchte ich mich, (dass) [ich] nicht gehen kann').
```

```
"Ich erinnere mich nicht, was ich gestern getan habe"

nem emlékszem 
arra
, hogy mit csináltam tegnap
 (sinngemäß: ‚nicht erinnere ich mich 
daran
, dass was tat gestern‘).
```

### Das Verb im Satz

#### Das Verblenni
Die 3. Personen des Verbs lenni werden in vielen Fällen, wenn im Deutschen „ist/sind“ gebraucht wird, einfach weggelassen:
```
Péter orvos
 „Peter [ist] Arzt“.
 
ő az vagy nem?
 „Ist er’s oder nicht?“ (wörtlich: ‚er jener oder nicht?‘).

és ez a fiú, aki túlélte
 „und das ist der Junge, der überlebt hat“.
```

```
igaz; az igaz
 „es ist wahr; das ist wahr“.

az állítások igazak
 „die Aussagen [sind] wahr“.
```

```
ez az
 „das [ist] es“; 
ez egy ház
 „dies ist ein Haus“.
```

Zu beachten ist, dass ez a fiú sowohl eine zusammenhänge Wortgruppe sein kann mit der Bedeutun „dieser Junge“, als auch ein ganzer Satz, in dem das Verb fehlt: „dies [ist] der Junge“. Um letzteres zu verdeutlichen, kann noch ein weiteres Demonstrativpronomen hinzugefügt werden: ez az a fiú „dies [ist] jener Junge"; diese Konstruktion enthält also, etymologisch gesehen, drei Demonstrativpronomen hintereinander.
In den übrigen Zeiten und Modi sowie bei anderen Personen von lenni steht aber immer eine Verbform:
```
Péter orvos volt
 „Peter war Arzt“ (Perfekt)

Péter orvos lesz
 „Peter wird Arzt (sein)“ (Futur/„werden“)

Igen, én vagyok!
 „Ja, ich bin [es]!“ (1. Person)
```

Die 3. Person Singular van/vannak „ist/sind“ wird jedoch in folgenden Fällen obligatorisch verwendet:
- Mit Ortsangaben (in der Bedeutung 'sich befinden'):
Tamás itt van „Thomas ist hier“; az emberek kint vannak „die Menschen sind draußen“.
- Zur Angabe der Existenz:
van kenyér „es gibt Brot“ (wörtlich: ‚ist Brot‘).
Van orvos a szobában „Es gibt einen Arzt im Zimmer“.
Nach 'es gibt' steht im Deutschen der Akkusativ, nach van(nak) jedoch die Grundform!
- In der Bedeutung „aus etwas gemacht sein“: Ez az ajtó fából van „Diese Tür ist aus Holz (gemacht)“.
- Als Hilfsverb im Passiv mit -va/ve: A probléma meg van oldva „Das Problem ist gelöst (worden)“.
- In manchen Redewendungen wie
szép idő van „es ist schönes Wetter, das Wetter ist schön“; Hogy van? - Péter jól van „Wie geht es ihm? - Peter geht es gut“.
- Zum Ausdruck von „haben“: Péternek van egy kutyája „Peter hat einen Hund“ (wörtlich: ‚demPeter ist ein seinHund‘).
- Wenn die Tatsächlichkeit hervorgehoben werden soll, also wenn man im Deutschen das Verb 'ist/sind' betonen würde: Béla van annyira erős „Bela IST stark genug“ (wörtlich: ‚Bela ist aufSoViel kräftig‘).

Die Verneinung wird regulär mit dem Wort nem gebildet.
```
Nem vagyok boldog
 „Ich bin nicht glücklich“.

Tamás nem boldog
 „Thomas ist nicht glücklich“.
```

Die beiden Formen van / vannak verwandelt sich negiert in nincs / nincsenek ohne zusätzliches Verneinungswort:
```
Tamás nincs itt
 „Thomas ist nicht hier“.

A barátok nincsenek itt.
 „Die Freunde sind nicht hier“
```

Mehr zu lenni findet sich im Abschnitt Besitzkonstruktionen weiter unten.

#### Präfixe bei Verben
Ähnlich wie im Deutschen kann ein ungarisches Verb aus einer Vorsilbe (Präfix) und dem eigentlichen Verb zusammengesetzt sein: „hineingehen, wiederkommen, neugestalten“ = bemenni, visszajönni, újjáalakit mit den Vorsilben be- / vissza- / újjá- „hinein-, wieder-, neu-“. Aber oft ist ein ungarisches zusammengesetztes Verb anders geformt als im Deutschen und seine Bedeutung ist eine ganz andere, als man erwarten könnte.
```
So bedeutet 
felolvas
 „vorlesen“, wörtlich aber ‚(hin)auflesen‘.
Oder 
kiismer
 bedeutet „durchschauen“, wörtlich ‚(hin)auskennen‘.
```

Untrennbare Präfixe wie die deutschen 'ver-, zer-, be-' usw. gibt es nicht.
Folgende Tabelle zeigt eine weitgehend vollständige Liste der ungarischen Verbpräfixe (mit '+' sind veraltete Formen gekennzeichnet):
|                  | Verbale Präfixe |
| ---------------- | --- |
| Richtungsangaben | be (+bé), bele (belé) „hinein“, ki „hinaus“, fel/föl, fenn/fönn, felül/fölül „hinauf“, le „hinab“, rá (reá) „hinauf“, neki „heran“, ide „her“, oda „hin“ át „durch“, alá „(hin)unter“, ellen, ellent, +ellene „gegen“, körül „herum“, keresztül „durch“, szembe „gegenüber“, túl „über...hinaus, weiter“, el „weg“, tova (lit.) „weiter, weg“, közbe „dazwischen“, közre „(umgeben, teilnehmen)“, félre „zur Seite, miss-“, egybe, össze (+összve) „zusammen“, széjjel (+széllyel) „herum, auseinander“, által (arch.) „über“, elő „vor“, előre „vorwärts, voraus“, +eleibe „entgegen“ haza „nach Hause“, vissza „zurück“, helyre (an den alten Platz/in den alten Zustand zurück), hátra „zurück“, hozzá „dazu“, szerte „in alle Richtungen“, utána „nach“ |
| Ortsangaben      | mellé „daneben“, das Ziel verfehlen, külön „getrennt“, rajta „darauf“, benn „drin“ |
| Aspektual        | meg perfektiv (megnémul „verstummen“), el „ver-, er-, …“ perfektiv (elnapol „vertagen“), tovább „weiter“, abba „nicht länger“ (abbahagy „ablassen, aufhören“), félbe „entzwei, (unvollständige Handlung)“, újjá/újra „von neuem“, végig (végigbeszél az éjszakát „die ganze Nacht hindurch reden“) / végbe (végbemegy „stattfinden“) / végre „(von Anfang bis Ende)“, viszont „wieder, [in return]“ |
| Diverse          | agyon „zu Tode“, ketté „entzwei“, tönkre (bis zum Ruin), szembe „ins Auge“, szét „in Stücke“ alább, alul, fölé, körbe, köré selten, közé selten, ott, egyet, együtt, észre, helyben, helyt, jól, jót, jóva, karban, kétségbe, kölcsön, közzé, létre, mögé, nagyot, nyilván, odébb (odább), rendre, rosszul, számon, szemre, szörnyet, tele, tova (lit.), után, utol |

Besonders zu erwähnen ist das Präfix meg, das nicht übersetzbar ist. Es drückt die perfektive Handlungsart aus, also den Abschluss einer Handlung oder den plötzlich Eintritt eines Geschehens; v. Márton behilft sich bei manchen Verben mit der Übersetzung „wirklich“:
```
Abgeschlossene Handlung:

megbíz
 „jdm. etwas anvertrauen“, 
meghallgat
 „jdm. zuhören (von Anfang bis Ende)“, 
az Isten megsegít
 „Gott (wird) helfen“

megmondani
 „etwas wirklich sagen“, 
megmutatni
 „etwas wirklich zeigen“
[
103
]
```

```
Plötzlicher Übergang:

megismer
 „erkennen“ (der Übergang vom Nichtwissen zum Wissen), 
meglát
 „erblicken“, 
megjelenni
 „erscheinen“,

megszólal
 „anfangen zu reden“
```

Zu beachten ist der Gebrauch bei Vorgangsverben:
```
erősödik
 „stärker werden“ - 
megerősödik
 „stark werden“ (Abschluss)
```

Es gibt eine Reihe von Verben, die bloß so aussehen, als begännen sie mit einer der Präfixe. Hierzu gehören Verben wie felel, lehel, kiált, beszél „antworten, ausatmen, einen einzelnen Schrei ausstoßen?, sprechen“. Die Wurzel dieser Wörter sind fel-, leh-, kiál, besz-, da ist also nichts da, was vorne abgetrennt werden könnte.
Einige Verben, die aus präfixtragenden Substantiven abgeleitet sind, behalten stets ihr Präfix vorne:
```
befolyás
 „Einfluss“ -> 
befolyásol!
 „beeinflusse!“ (nicht: ‚beflusse ein!‘)
```

Und es gibt einige Verben mit zwei Bedeutungen, je nachdem, ob das Präfix dranbleibt oder abgetrennt wird, wie z. B. betűzd! „buchstabiere es!“ versus tűzd be! „pinne es an!“.

Wie auch im Deutschen kann sich das Präfix unter gewissen Umständen vom Verb lösen und alleine stehen:
- Präfix steht am Verb: bemenni „hineingehen“, bemegy „er geht hinein“
- Präfix steht alleine:

```
menj be!
 „geh hinein!“; 
nem megy be
 „er geht nicht hinein“

meg
 kell neki mondani
 „man muss es ihm sagen“ (wörtlich: ‚MEG manMuss ihm sagen‘)

jól 
meg
 van csinálva
 „es ist gut gemacht“
[
104
]

fel
 van már ez írva?
 „ist es schon aufgeschrieben?“ (wörtlich: ‚auf ist schon dies geschrieben?‘).

meg
 nem kell mondani
 „man muss es nicht sagen“ (wörtlich: ‚MEG nicht manMuss sagen‘).

ki
 nem akar jönni
 „er will nicht herauskommen“ (wörtlich: ‚raus nicht will kommen‘)
```

In der negierte Aussage nem megy be „er geht nicht hinein“ wird das Präfix vom Verb getrennt, da sich die Negation auf das „Gehen“, also die eigentliche Tätigkeit, bezieht, nicht auf das „hinein“.

Folgende Tabelle zeigt die wichtigsten Situationen, in denen das Präfix abgetrennt wird (was laut Tabelle für Aussagen gilt, gilt auch für Nebensätze):
|                                                              | Präfix bleibt am Verb                                                             | Präfix löst sich vom Verb                                                                                          |
| ------------------------------------------------------------ | --------------------------------------------------------------------------------- | --- |
| Infinitiv                                                    | bemenni „hineingehen“                                                             | |
| Einfache Aussage Einfache Entscheidungsfrage - Relativsatz   | bemegy „er geht hinein“ bemegy(-e)? „Geht er hinein?“ aki bemegy „der hineingeht“ | (Jedoch siehe unten)                                                                                               |
| Verneinte Aussage Verneinte Entscheidungsfrage - Relativsatz | (Jedoch siehe unten)                                                              | nem megy be „er geht nicht hinein“ nem megy(-e) be? „Geht er nicht hinein?“ aki nem megy be „der nicht hineingeht“ |
| w-Frage - verneint                                           |                                                                                   | mikor hívod fel Mártát? „Wann rufst du Marta an?“ hol nem megy be? „Wo geht er nicht hinein?"                      |
| Imperativ - verneint                                         | (Jedoch siehe unten)                                                              | Menj be! „geh hinein!“ Ne menj be! „geh nicht hinein!“                                                             |
| Mit Hilfsverb - verneint                                     |                                                                                   | be akar menni? „Will er hineingehen?“ ki nem akar jönni „er will nicht herauskommen“                               |

Es gibt Fälle, in denen aufgrund anderer Fokussierung obige Tabelle nicht gilt:
- Bei Nachdruck auf dem finiten Verb kommt dieses nach die Negation und das zusammengesetzte Verb bleibt eine Einheit:

```
nem akar 
ki
jönni
 „er WILL nicht rauskommen“
```

- Bei Nachdruck auf dem Präfix bleibt dieses im Imperativ oder bei negierter Aussage vorne stehen:[105]

```
el
menj!
 „geh WEG!“

vissza
 add
 „gib es ZURÜCK!“
```

```
Verneinte Aussage:

ne menj 
el
!
 oder: 
el
 ne menj!
 „geh nicht weg!“
```

- In einem Aussagesatz, bei dem der durative Aspekt (der Verlauf) betont werden soll:

```
lement a lépcsőn
 „er ging die Stufen hinab (ist sie hinabgegangen) [he went down]“

ment le a lépcsőn
 „er ging [gerade] die Stufen hinab (war am Hinabgehen) [he was going down]“
```

In literarischem Stil kann eine graduell oder stoßweise vor sich gehende Tätigkeit durch Verdoppelung des Präfixes angezeigt werden:
```
ki-kijött a mókus
 „Das Einhörnchen kroch heraus“ (?)
```

Einige Präfixe werden sozusagen verdoppelt, indem sie einmal am Verb, und einmal an zugehörigen Substantiv auftreten: bele/benne, érte, hozzá/neki, rá/rajta, vele mit den Suffixen -ba/ban, -ért, -hoz/nek, -ra/on, -vel.
```
bele
szeretett Péter
be
.
 „Sie verliebte sich in Peter“ (sinngemäß: 'hineinliebte sie 
in Peter
).

Pál ráugrott a szék
re
  „Paul sprang auf den Stuhl“ (sinngemäß: 'Paul hinaufsprang 
auf den Stuhl
).

a katonák 
rajta
ütöttek az ellenség
en
 „Der Soldat überfielen den Feind“

A gyerekek 
rá
rivalltak egymás
ra
 „die Kinder schrien sich gegenseitig an“ (wörtlich: ‚die Kinder anschrien aneinander‘)

nekimentem az 
ajtónak
 „ich stieß an die Tür“ (sinngemäß: ‚anstieß ich 
an die Tür
‘).
```

Die Präfixe alá-, bele-, hozzá-, közé-, mellé-, neki-, rá-, utána- müssen obendrein „gebeugt“, d. h. mit besitzanzeigenden Suffixe versehen werden; die gebeugten Formen kommen auch in EINEM Wort geschrieben vor:
- Normalform rá-:

```
ránézni valakire
 „jemanden ansehen“

ránéztem
 „ich sah ihn an“ (wörtlich: ‚aufIhn-sahIch‘)

a tanár 
rá
nézett a tanulók
ra
 „der Lehrer sah die Schüler an“
```

- Mit besitzanzeigendem Suffix:

```
rám néztél (rámnéztél)
 „du sahst mich an“ (wörtlich: ‚aufMich sahstDu‘)

nem akarsz rám nézni?
 „willst du mich nicht ansehen?“ (wörtlich: ‚nicht willst aufMich sehen?‘)
```

```
rád néztem (rádnéztem)
 „ich sah dich an“ (wörtlich: ‚aufDich sahIch‘)

ránk néztem (ránk néztem)
 „ich sah uns an“ (wörtlich: ‚aufUns sahIch‘)

rátok néztem (rátok néztem)
 „ich sah euch an“ (wörtlich: ‚aufEuch sahIch‘)

rájuk néztem (rájuk néztem)
 „ich sah sie [them] an“ (wörtlich: ‚aufSie sahIch‘)
```

- Reflexiv:

```
magamra néztem
 „ich sah mich an“

magára nézett
 „er sah sich an“
```

- Einander:

```
egymásra néztek
 „sie sahen einander an“
```

Es kann vorkommen, dass das Präfix weit vor dem Verb steht:
```
Be is tudunk talán legalább néhányat közülük csomagolni
 „Ein können wir vielleicht wenigstens einige davon packen“
(wörtlich: ‚ein- auch könnenWir vielleicht wenigstens einige vonIhnen packen‘).
```

Bei normaler Betonung würde der Satz lauten: talán legalább néhányat be tudunk csomagolni (wörtlich: ‚vielleicht wenigstens einige ein- könnenWir packen‘).
Im Prinzip kann das Präfix auch nach dem Verb stehen, aber dies scheint eher der älteren Sprache oder der Dichtung anzugehören:
```
nem jön a te öcséd ma vissza
 „dein Bruder wird heute nicht zurückkommen“
[
107
]

nem sokára jön az 
vissza
 „es kommt in nicht allzu ferner Zukunft 
zurück
“
(wörtlich: ‚nicht nachLangerZeit kommt es zurück‘).
```

Vor 2015 wurden einige stehende Ausdrücke in einem Wort geschrieben, zum Beispiel cserbenhagy, heute cserben hagy „im Stich lassen“.

#### Bestimmte und unbestimmte Formen
Folgende Tabelle zeigt, in welchen Fällen die (un)bestimmten Formen transitiver Verben angewendet werden:
| Unbestimmte Form (z. B. láts „du siehst“) | Bestimmte Formen (z. B. látod „du diehst [es]“) |
| --- | --- |
| Das Verb wird ohne Objekt gebraucht, aber nur, wenn kein „es“ impliziert wird: „du siehst; du kannst sehen“ | Mit bestimmtem Artikel: Látod ezt a könyvet „du siehst das (dieses) Buch“ |
| Mit unbestimmtem Objekt: Látsz valamit/néhányat; kettőt látsz „du siehst etwas/einige; du siehst zwei“ Mindent látsz „du siehst alles“ Egy könyvet látsz; milyen könyvet látsz? „du siehst ein Buch; was für ein Buch siehst du?“ Nem látsz semmit „du siehst nichts“ [not anything] Kit/mit/mennyit/hányat látsz? „Wen/was/wie viel/wie viele siehst du?“ | Mit Bezug auf ein bestimmtes Objekt: Mindkét könyvet látod. „Du siehst beide Bücher“ Az összes könyvet látod „Du siehst [sie] alle / all [die] Bücher“ Melyik könyvet látod? „Welches Buch / welche Person siehst du?“ [which] |
| Mit Pronomen der 1. oder 2. Person, aber nicht reflexiv: Te látsz engem. „du siehst mich/uns“ | Mit Pronomen der 3. Person und Reflexivpronomen Látod; látod őt. „du siehst es; du siehst ihn/sie“ Látod magad(at) „du siehst dich“ Mit unausgesprochenem „es“: Látod? Nem tudja. „Siehst du?,Er wei0 es nicht“                |
| Mit „alle“ [everyone/everything]: Mindent látsz „du siehst alles“ | Mit Eigennamen: Látod Ilonát. „Du siehst Lena.“ |
| Mit Relativpronomen im Akkusativ akit, amelyit „den/die/das“: A könyv, amelyit látsz, kék. „das Buch, das du siehst, ist blau“ | Mit dass-Satz Látod, hogy itt vagyok. „Du siehst, dass ich hier bin“ |

Die bestimmte Form wird natürlich auch gebraucht, wenn der bestimmte Artikel a(z) in Zusammenhang mit einem besitzanzeigenden Suffix weggelassen wird:
```
megint elrontád legszebb percemet
 „Wieder einmal hast du meinen schönsten Moment verdorben".
(wörtlich: ‚wieder zerstörtest? besten Moment‘; Imre Madách
[
109
]
)
```

Bei einem Infinitiv steht die unbestimmte Form:
```
nem tudok írni
 „ich kann nicht schreiben“ (wörtlich: ‚nicht weißIch schreiben‘)

szeret dolgozni
 „er liebt es, zu arbeiten“ (wörtlich: ‚liebt arbeiten‘)
```

Aber mit einem Objekt beim Infinitiv:
```
nem tudom megírni
 „ich kann es nicht schreiben“.

le tudom írni ezt a szót
 „ich kann dieses Wort schreiben“ (wörtlich: ‚hinab weißIchEs schreiben dieses das Wort‘).
```

#### Verwendung von Infinitiv, Verbalsubstantiv und Partizipien
Der Infinitiv wird in vielen Fällen wie im Deutschen verwendet:
```
Elmegy az ellenséggel találkozni.
 „Er geht dem Feind entgegen“ (wörtlich: ‚weggehtEr dem FeindMit [zu] treffenSich‘).

megpróbálok segíteni
 „ich probiere [zu] helfen“
```

In Ausdrücken mit 'um zu' wird er allerdings meist durch den Konjunktiv umschrieben:
```
Elment, hogy 
megnézze
, hol vannak a vendégek
 „Er ging weg, 
um zu schauen
, wo die Gäste blieben.“
(wörtlich: ‚Wegging, 
dass [er] schaue
, wo sind die Gäste.‘)
```

```
Amikor kértem, hogy ne dohányozzon, azonnal abbahagyta
 „als ich ihn bat, nicht zu rauchen, hörte er sofort auf“
(wörtlich: ‚als ichIhnBat, dass nicht erRauche, sofort abließ‘)
```

Andererseits kann er auch da verwendet werden, wo es im Deutschen (jedoch im Englischen) nicht möglich ist:
```
Nem tudtunk, mit mondani egymásnak.
 „Wir hatten uns (=einander) nichts zu sagen“
(wörtlich: ‚nicht wusstenWir, was sprechen miteinander‘).
```

Ein ACI kommt auch vor:
```
a rostélydróton keresztül pillantva láttam őt jönni.
 „Als ich durch das Drahtgitter blickte, 
sah ich ihn kommen
“
(wörtlich: ‚das Drahtgitter hindurch blickend 
sahIch ihn kommen
‘)
```

```
In der Dichtung: 
hallottam a madarakat énekelni
 „ich hörte die Vögel singen“
[
111
]

Sonst eher: 
Hallottam a madarak énekét
 (sinngemäß: ‚hörteIch der Vögel ihrenGesang‘).
```

In älterer oder literarischer Sprache kann lehet „man kann“  auch weggelassen werden, so dass ein bloßer Infinitiv des Vollverbs übrig bleibt:
```
innen már látni a falut
 „man kann von hier aus schon das Dorf sehen“ (wörtlich: ‚vonHier schon sehen das Dorf‘).
```

Das Verbalsubstantiv kann ähnlich verwendet werden wie die deutschen Entsprechungen 'Reden, Fahrt, Verteidigung' usw.:
```
a gyerek nevetése messzire hallatszott
 „das Lachen des Kindes war weithin zu hören“ (wörtlich: ‚das Kind seinLachen aufsFerne klang‘).

az úszás egeszséges
 „Schwimmen ist gesund“ (wörtlich: ‚das Schwimmen gesund‘).
```

```
Biztosan sokatoknak okoz gondot a levél megírása.

„Ich bin sicher, dass viele von Ihnen Schwierigkeiten haben, einen Brief zu schreiben.“
(wörtlich: ‚sicherlich Vielen verursacht Problem[e] das Brief seinSchreiben‘)
```

Hier sieht man auch, wie der deutsche Infinitiv durch ein Verbalsubstantiv wiedergegeben werden kann: statt 'einen Brief zu schreiben [haben viele Schwierigkeiten]' heißt es im Ungarischen: 'das Schreiben eines Briefes [verursacht Probleme]'. Ebenso wird „ich hörte die Vögel singen“ heute eher durch „ich hörte den Gesang der Vögel“ wiedergegeben.
Es sind oft auch mehrere Formulierungen möglich:
```
Örülök az érkezésednek. - Örülök, hogy eljöttél.

„Ich freue mich über dein Kommen. - Ich freue mich, dass du kommst.“
```

Das Verbalsubstantiv lévén wird besonders als Adverb des Grundes benutzt:
```
a személy ébren lévén hallotta a beszélgetést
 „die Person war wach und hörte das Gespräch“
 (wörtlich: ‚die Person wach seiend hörte das Gespräch‘)
```

In manchen Fällen kann es geradezu als Konjunktion mit „da/weil“ übersetzt werden:
```
altertümlich: 
nem lévén kenyere
 „da er kein Brot hat“ (wörtlich: ‚nicht seiend seinBrot‘).
heute üblich: 
mivel/minthogy nincs kenyere
  (wörtlich: ‚da nichtIst seinBrot‘).
umstritten: 
lévén, hogy nincs kenyere
 (wörtlich: ‚seiend, dass nichtIst seinBrot‘).
```

Mehr zum Verbalsubstantiv mit einem Nomen als Subjekt oder Objekt im Abschnitt 'Besitzkonstruktionen' weiter unten.
Partizipien können ein Objekt oder Adverb bei sich haben:
```
istenfélő
 „gottesfürchtig“ (wörtlich: ‚gottfürchtend‘)

a hegymozgató hit
 „der Berge versetzende Glaube“

napbarnított
 „braungebrannt“ (wörtlich: ‚sonnengebräunt‘)

Annának írt levél
 „ein an Anna geschrieber Brief“ (
Anna
 steht im Dativ, also quasi ‚der Anna geschriebener Brief‘)

a kézzel írt szöveg
 „der handgeschriebene Text“ (wörtlich: ‚der mitHand geschriebene Text‘)

a délben feladott csomag
 „das mittags abgesandte Paket“
```

#### Verwendung des Adverbialpartizips
Das Adverbialpartizip auf -va steht es selbständig und kann mit dem deutschen Partizip Präsens umschrieben werden:
```
nevetve
 mentem be az iskolába
 „ich ging lachend zur Schule“ (wörtlich: ‚lachend gingIch hinein die SchuleIn‘).

mosolyogva
 mentem el
 „lächelnd ging [er] weg“.

jobb ülve enni
 „es ist besser im Sitzen zu essen“ (wörtlich: ‚besser sitzend essen‘).

Annát pálmafa tövében fekve találom.
 „Ich finde Anna am Fuß einer Palme liegen(d)“ (wörtlich: ‚Anna Palmbaum FußSeinIn liegend findeIchSie‘).
```

Zusammen mit dem Verb lenni „sein/werden“ wird das Zustandspassiv umschrieben:
```
az ajtó 
nyitva van
 van „die Tür 
ist offen (geöffnet)
“ (
nyit
 „er öffnet“)

meg van már csinálva
 „es ist schon gemacht“

az ablak zárva volt
 „das Fenster war geschlossen“

nem jól lesz írva
 „es wird nicht gut geschrieben sein (
lesz
 als Futur von 
lenni
).
```

Auch das Perfekt lett „wurde“ kommt vor:
```
meg lett írva
 „es wurde geschrieben / ist geschrieben worden / war geschrieben worden“

fel van már ez írva?
 „ist es schon aufgeschrieben?“ (wörtlich: ‚auf ist schon dies geschrieben?‘).
```

```
In anderen Zeitformen:

zárva lenne, zárva legyen, zárva lett volna
 „wäre geschlossen, soll zu sein, hätte geschlossen sein sollen“
```

Das alte Gerundium auf -ván stand für einen ganzen Nebensatz (ähnlich einer englischen ing-Konstruktion):
```
Ezeket írom néked, 
remélvén
, hogy nem sokára hozzád megyek
 (1. Tim 3,14)
[
116
]

„Diese [Dinge] schreibe ich dir, 
und hoffe / indem ich hoffe
, dass ich bald zu dir komme“
(wörtlich: ‚diese schreibeIch dir, 
hoffend
, dass nicht vielSpäter zuDir gehe‘).
```

```
In altertümlicher Sprache:

Gondolván, hogy nem leszel oda haza, nem küldöttem hozzád
[
117
]

„Da ich dachte, du wärest nicht zuhause, habe ich es dir geschickt“
(wörtlich: ‚denkend, dass nicht wirst dort heim, nicht schickteEs zuDir‘).
```

Heutzutage könnte man letzteren Satz wie folgt ausdrücken, indem das Gerundium gondolván durch einen Nebensatz mit „weil“ umschrieben wird:
```
Mivel azt hittem
, nem vagy otthon, nem küldtem el neked.

(wörtlich: ‚Da jenes glaubteIch, nicht bistDu zuhause, nicht sandteEs ab dir.‘)
```

Und „indem ich hoffe“ kann man durch das Adverbialpartizip remélve ausdrücken, denn die Form des Gerundiums auf -ván ist heute nur eine Variante des Adverbialpartizips auf -va. In einer neueren Übersetzung lautet ersterer Satz also:
```
Ezeket írom neked, 
remélve
, hogy elmegyek hozzád hamarosan
[
118
]

(
hamarosan
 „demnächst“ steht hier anstelle von 
nem sokára
 „in nicht allzu ferner Zeit“)
```

### Negation
Die einfache Verneinung eines Satzes wird mit dem Wort nem gebildet; mit den Verbformen van/vannak verschmilzt es zu nincs/nincsenek. Da ein Subjekt von der Verbform angezeigt werden kann und ein Subjektpronomen also nicht gesetzt zu werden braucht, bildet die Negation oft den Satzanfang:
```
Nem látom
 „Ich sehe es nicht“, 
nem vettem meg
 „ich habe es nicht gekauft“.

Nincs itt
 „Er/sie/es ist nicht hier“, 
nincsenek kenyerek
 „es gibt keine Brote“.

nincs sok esze
 „er hat nicht viel Verstand“ (wörtlich: ‚esGibtNicht viel SeinVerstand‘).
```

Bei Verwendung von Negativpronomen ('niemand, nichts, nirgends …') muss nem/nincs stehenbleiben, es wird also quasi doppelt verneint:
```
Nem látok semmit
 „Ich sehe nichts“ (wörtlich: ‚nicht seheIch nichts‘).

Nem fél semmitől
 „Er fürchtet sich vor nichts“ (wörtlich: ‚nicht fürchteIch vonNichts‘).

Nincs itt senki
 „Niemand ist da“ (wörtlich: ‚nichtIst hier niemand‘).

a kenyér nincs sehol.
 „Brot ist nirgends zu finden“ (wörtlich: ‚das Brot istNicht nirgendwo‘).

nem megy sehová
 "ich gehe nirgendwohin"
```

Statt den mit 'n' anlautenden Formen gibt es auch sem, se, sincs(enek), die die Grundbedeutung „auch nicht“ haben; dabei ändert sich die Satzstellung:
```
(Neked) nincs időd?
 „Hast du keine Zeit?“

(Neked) sincs időd?
 „Hast du auch keine Zeit?“
[
119
]
```

```
ha te nem mész, én 
sem
 megyek
 "wenn du nicht geht, gehe ich 
auch nicht
"

ma ne gyere, és holnap 
se
 gyere
 "komm weder heute, noch morgen!" (wörtlich: ‚heute nicht komm, und morgen auchNIcht komm‘).
```

```
Daniel nincs ott, Ági sincs
 "Daniel ist nicht hier, Agi auch nicht"

nincs házam, sincs autóm
 "ich habe weder Haus noch Auto (kein Haus und auch kein Auto)"
```

Diese mit 's' anlautenden Formen können aber auch verstärkende Bedeutung haben; Übersetzungen sind nur annähernd möglich:
```
Nincs semmim -> Semmim nincs
 „Ich habe nichts -> Ich habe gar nichts“

Nincs sehol a kulcsom -> Sehol sincs a kulcsom
 „Mein Schüssel ist (überhaupt) nirgendwo“
```

```
senkit sem látok
 „ich sehe (auch gar) nichts“

semmit sem vettem
 „Ich habe (gar) nichts gekauft.“

senki sem emlékszik rá
 „Keiner erinnert sich an ihn“

sehová se menj!
 „geh nirgendwohin!“

senki sincs itt
 „hier ist überhaupt niemand“
```

Statt sem kann auch mégsem "doch" zusammen mit einem Negativpronomen verwendet werden:
```
mégsem tettek semmit
 „doch sie taten nichts“.
```

Beim Konjunktiv/Imperativ wird mit ne/se verneint; „damit nicht“ kann durch nehogy ausgedrückt werden:
```
ne hallgass rá!
 „hör ihm nicht zu!“

bár ne tettem volna!
 „ich wünschte, er hätte es nicht getan!“

gyorsabban futok, nehogy elkapjon
 „ich laufe schneller, damit er mich nicht fange“.
```

### Das Nomen im Satz

#### Gebrauch des Artikels
Der bestimmte Artikel wird in folgenden Fällen verwendet, wo im Deutschen gar kein Artikel steht:
- In allgemeinen Aussagen vor unbestimmtem Nomen:
A szerelem csodálatos „[Die] Liebe [an und für sich] ist wundervoll“
A kiskutyák aranyosak „Welpen [im Allgemeinen] sind süß“
- Vor Namen von Monaten oder Wochentagen im Allgemeinen: Kedvenc hónapom a május, kedvenc napom a szombat „Mein Lieblingsmonat ist [der] Mai,  mein Lieblingstag ist [der] Sonntag“
- Vor gegenwärtigen oder bevorstehenden Feiertagen: A karácsonyt a rokonokkal töltjük „Wir verbringen [die] Weihnachten bei Verwandten“ (wörtlich: ‚Die Weihnacht die VerwandtenMit verbringenWirSie‘).

Wenn aber „einige“ gemeint ist, steht kein Artikel:
- Ceruzákat tett az asztalra „Sie legte [einige] Stifte auf den Tisch“

Wenn von bestimmten Monaten oder Wochentagen die Rede ist, steht kein Artikel:
- Holnap már május „Morgen ist schon Mai“
- Aznap szombat volt „An jenem Tag war Samstag“

Besonders in der Literatur wird auch in folgenden Fällen überhaupt kein Artikel gebraucht:
- Vor unbestimmtem Nomen als Prädikat: A nővßerem tanár „meine Schwester ist Lehrer“ (jedoch englisch: 'is a teacher')
- In einer unbestimmten es-gibt-Konstruktion:
Szellem van a konyhában „Da ist [ein] Geist in der Küche“
- In einer unbestimmten Besitzkonstruktion:
Van gyerekük? „Haben sie Kinder?“ (sinngemäß: 'gibt es ihrKind?')
Van nálam toll "Ich habe [einen] Stift bei mir (wörtlich: ‚esGibt beiMir Stift‘)
- Vor „Theater, Kino“, wenn kein bestimmtes gemeint ist: Színházba menni „in[s] Theater gehen“

#### Verwendung der Fälle
Der Dativ bezeichnet auch den Dativus iudicantis und ethicus:
```
Sokkal jobb 
neked
, ha a saját szíved győz meg téged.
 "Es ist viel besser 
für dich
, wenn dein eigenes Herz dich überzeugt."
[
122
]

ez túl veszélyes 
nekem
.
 "das ist 
mir
 zu gefährlich."

ez nem 
nekem
 való
 "das ist nichts 
für mich
"

ne okozz 
nekem
 gondot!
 "mach 
mir
 keinen Ärger! (wörtlich: ‚nicht! verursache mir Schwierigkeit‘).
```

Der Instrumental drückt Mittel, Begleitung und abstraktere Zusammenhänge aus und entspricht weitgehend dem deutschen 'mit'; außerdem wird er mit dem Komparativ verwendet als Angabe, 'um wie viel' etwas vom anderen abweicht:
```
Busszal jött
 „Er kam mit dem Bus.“

Anyával mentem vásárolni
 „Mit meiner Mutter ging ich einkaufen.“

Zenével szórakoztatta a vendégeket
 „Mit Musik unterhielt er die Gäste.“
In übertragenem Sinn: 
Mi legyen a házzal?
 „Was sollen wir mit dem Haus tun?“
```

```
Nem 
sokkal
 jobban sikerült a következő.
 "Der nächste war nicht 
viel (= um vieles)
 besser" (wörtlich: ‚durchVieles besser‘).
```

Der Translativ drückt den Endzustand eines Werdens oder einer Verwandlung aus:
```
Lót felesége sóvá változott
 „Lots Frau wurde zu Salz / verwandelte sich in Salz.“

János fiává fogadta Pétert
 „Hans nahm Peter zum Sohn / adoptierte ihn.“

Az idő hűvössé vált.
 „Das Wetter wurde kalt.“ (sinngemäß: 'wurde zu etwas kaltem').
```

Der Terminalis steht für „bis“ oder „eine gewisse Zeit lang“:
```
Az állomásig busszal mentünk
 „Bis zur Haltestelle fuhren wir mit dem Bus“ (wörtlich: ‚die HaltestelleBis BusMit gingenWir‘).

onnan hazáig
 „von dort bis nach Hause“

Ötig dolgozom
 „Ich arbeite bis 5 [Uhr]“.

egy óra hossáig
 „eine Stunde lang“ (sinngemäß: 'eine Stunde über ihre Länge [
hossz
] hinweg').

A levél olyan hosszú volt, hogy tíz percig olvastam.
 „Der Brief war so lang, dass ich 10 Minuten daran las.“
(wörtlich: ‚Der Brief so lang war, dass zehn MinutenLang lasIchIhn‘).
```

Der Essiv-Formal steht für „als“ oder „wie“:
```
turistaként
 „als Turist“

Jelölés olvasottként
 sinngemäß: „Kennzeichnung als gelesen“

futótűzként
 „wie ein Lauffeuer“
```

Die Fälle zur Bezeichnung der Oberfläche (Superessiv, Sublativ, Delativ) werden im Ungarischen in mancher Hinsicht anders als im Deutschen verwendet. Sie stehen beispielsweise bei vielen Ortsangaben, wo andere Sprachen 'in' oder 'zu' benutzen:
- Es wird verwendet bei vielen Ortsangaben innerhalb Ungarns und in Bezug auf Ungarn selbst:

```
Magyarországon, Vácon
 „in Ungarn, in Vác“ (wörtlich: ‚aufUngarn, aufVác‘).
Ebenso: 
Budapesten, Szegeden, Keszthelyen, Kecskeméten, Miskolcon, Székesfehérváron, Szombathelyen
 u. a.
```

- Man fährt 'auf dem Bus, auf der Straßenbahn': buszon, villamoson „mit/in dem Bus, mit/in der Straßenbahn“.
- Bei Ausdrücken wie a parton, a tengerparton „am Ufer, am Meer“ (sinngemäß: 'auf dem Ufer' …).

Die übrigen Oberflächen-Fälle werden analog verwendet:
```
Sublativ: 
Magyarországra, Budapestre, a buszra, a partra
 „nach Ungarn, nach Budapest, in den Bus, ans Ufer“
(sinngemäß: 'auf Ungarn hinauf' …).
„Am Ende“ wird manchmal 
végen
, manchmal 
végre
 übersetzt.
```

```
Delativ: 
Magyarországról, Szegedről, tengerpartról
 „aus Ungarn, aus Szeged, vom Meeresufer her“ (sinngemäß: 'von Ungarn her(ab)' …).
```

Außerdem wird der Delativ zur Angabe des Themas verwendet (deutsch „von, über“):
```
Magá
ról
 beszél
 „er/sie spricht über sich selbst“ (wörtlich: ‚seinSelbstVon spricht‘; 
maga
 „er/sie selbst“).
```

Ungarische Verben können einen bestimmten Kasus verlangen, so wie sie im Deutschen oft eine Präposition fordern (z. B. 'sich fürchten vor, denken an'). Der Ablativ steht beispielsweise beim Verb fél „sich fürchten vor“, der Sublativ bei gondol "denken", und Richtungskasus bei ér(kezik) "ankommen":
```
Félnek a pókok
tól
 „Sie haben Angst vor Spinnen“ (wörtlich: ‚fürchtenSie den SpinnenVon‘).

Gondolsz rá?
 "Denkst du an ihn?"

megérkezünk a városba
 "wir kommen in der Stadt an" (wörtlich: ‚wirAnkommen die StadtIn‘; man kommt also in DIE Stadt an!).
```

#### Adverbiale Attribute bei einem Substantiv
Im Deutschen kann man sagen: 'Peter sah den Wanderer mit dem Fernglas'. Dieser Satz lässt unbestimmt, ob Peter das Fernglas hatte und damit den Wanderer sah, oder ob Peter einen Wanderer sah, der seinerseits ein Fernglas dabeihatte. In ersterem Fall ist 'mit dem Fernglas' ein Ding für sich, in letzterem Fall ist es aber eine nähere Beschreibung des Wanderers. Dies wird noch deutlicher bei der Umkehrung: 'Der Wanderer sah Peter mit dem Fernglas' (ersterer Fall) ist etwas andere als 'Der Wanderer mit dem Fernglas sah Peter' (letzterer Fall).
Ersterer Fall lautet im Ungarischen:
```
A túrázó 
távcsövön keresztül
 látta Pétert.
 „Der Wanderer sah Peter 
mit dem Fernglas
“.
(sinngemäß: 'Der Wanderer sah Peter mittels Fernglas')
```

Letzterer Fall kann auf die im Deutschen angewendete Konstruktion z. B. in Titeln zurückgreifen, sie ist gut verständlich wenn das eigentliche Substantiv unflektiert ist: interjú valakivel „Interview mit jemandem“, tiltakozás valami ellen „Protest gegen etwas“ (wörtlich: ‚Protest etwas gegen‘). Ansonsten erfordert sie jedoch ein besonderes Vorgehen, denn man kann hier nicht unbedingt das Substantiv 'Wanderer' und das Adverb (die Präpositionalphrase) 'mit dem Fernglas' in einen gemeinsamen Ausdruck aneinanderkleben. Es gibt nun drei Möglichkeiten:
- 1. Man macht aus dem beschreibenden Substantiv ein Adjektiv:

```
A távcsöves túrázó
 meglátta Pétert.
 „Der Wanderer mit dem Fernglas sah Peter.“ (sozusagen: '
der fernglasige Wanderer
 sah Peter').
```

- 2. Man benutzt als Befehlswort való oder levő „seiend“ oder irgendein anderes Partizip, wenn es sich um ein ohne Postposition gebildetes Adverb handelt:[123][124]

```
Péterrel 
való
 vita
 „Die Debatte mit Peter“ (wörtlich: ‚PeterMit 
seiende
 Debatte‘).

az előttünk levő kilátás szép
 „Die Aussicht vor uns ist schön“ (wörtlich: ‚die vorUns seiende Sicht [ist] schön‘).

a Mallorcában 
levő
 víz nem joízű
 „das Wasser auf Mallorca schmeckt nicht gut“
(wörtlich: ‚das MallorcaAuf 
seiende
 Wasser [ist] nicht gutschmeckend‘).
```

```
egy szintaxisról 
szóló
 könyv
 „Ein Buch über Syntax“ (wörtlich: ‚ein SyntaxVon 
sprechendes
 Buch‘).
```

- 3. An Präpositionen kann die adjektivbildende Endung -i angehängt werden:

```
a fák 
alatti
 fű vizes
 „das Gras unter dem Baum ist nass“ (wörtlich: ‚das Baum 
unter-ige
 Gras [ist] nass‘; „unter“ ist 
alatt
).

háború 
elleni
 küzdelem
 „Kampf gegen den Krieg“ (wörtlich: ‚Krieg 
gegen-iger
 Kampf‘; „gegen“ ist 
ellen
).
```

Das Partizip levő wird bei Ortsangaben verwendet (wo sich etwas befindet), való für Angaben des Woher und Wohin. Dabei können diese Partizipien sogar auch anstelle oder zusätzlich zum Verb „sein“ verwendet werden:
```
honnan való ez a képeslapok?
 „Woher sind diese Postkarten?“ (wörtlich: ‚woher seiende diese die Postkarten?‘).

honnan való vagy?
 „Woher bist du?“.

te közénk való vagy
 „Du gehört zu uns“ (wörtlich: ‚du zwischenUns seiend bist‘).
```

```
Vergleiche:
[
126
]

a templomba való székek
 „Stühle, welche in die Kirche gehören ~ die Stühle für die Kirche“

a tengere való hajók
 „die aufs Meer bestimmten Schiffe“

a templomban levő székek
 „die in der Kirche stehenden Stühle = die Stühle in der Kirche“

a tengeren levő hajók
 „die Schiffe auf dem Meer“
```

Für Adverbien wird gewöhnlich való verwendet:
```
a későn való lefekvés
 „das späte Schlafengehen“

a korán való felkelés
 „das frühe Aufstehen“
```

Sonstige Fälle:
```
az Annával való találkozásom óta boldogabb vagyok
 "seit dem Treffen mit Anna bin ich fröhlicher".
 (wörtlich: ‚dem AnnaMit seienden MeinTreffen seit glücklicher bin‘)

a nehéz témáról való beszélgetés kimerítette őket
 „das Gespräch über das schwierige Thema erschöpfte sie“
 (wörtlich: ‚das schwierige ThemaVon seiende Gespräch erschöpfte sie‘)
```

Eine formelle Variante von való ist történő.

#### Besitzkonstruktionen
Das Ungarische kennt keinen Genitiv. Eine Konstruktion wie das Auto des Lehrers / des Lehrers Auto ist also nicht formbar. Stattdessen bedient man sich stets der besitzanzeigenden Suffixe; man kann nun einfach sagen:
```
a tanító autó
ja
 „das Auto des Lehrers“ (wörtlich: ‚der Lehrer seinAuto‘)
```

Die beiden Substantive in einer solchen Konstruktion müssen immer in dieser Reihenfolge stehen.
Das erste von beiden Substantiven kann jedoch im Dativ (mit der Endung -nak/nek) stehen und entspricht dann ungefähr der deutschen Konstruktion „dem Lehrer sein Auto“; dabei muss das Besessene den bestimmten Artikel nehmen:
```
a tanító
nak
 autója
 „das Auto des Lehrers“ (wörtlich: ‚
dem
 Lehrer das seinAuto‘)
[
129
]
```

In manchen Kontexten ist der Dativ beim Besitzer aber obligatorisch:
- Im Relativsatz zum Ausdruck von „dessen“:
A kutya, akinek vizes a szőre. „Der Hund, dessen Fell nass ist“ (wörtlich: ‚der Hund, dem nass das seinFell‘).
A ház, amelynek tetején egy madár ül. „Das Haus, auf dessen Dach ein Vogel sitzt.“ (wörtlich: ‚das Haus, dem aufSeinemDach ein Vogel sitzt‘).
- Im Fragesatz zum Ausdruck von „wessen“:
Kinek a kutyája az? „Wessen Hund [Subjekt] ist das?“ (wörtlich: ‚wem der seinHund jenes‘).
Kinek a macskáját szereted jobban? „Wessen Katze [Objekt] magst du lieber?“
- Bei doppelter Besitzkonstruktion:
A város lakosainak a száma „Die Zahl der Einwohner der Stadt“ (sinngemäß: 'die Stadt ihrenEinwohnern [DATIV] ihreZahl').
- Nach einem Subjektsnominativ (wo das Verb „sein“ ausfällt):
A hold a földnek a késérője „Der Mond [ist] der Erde Begleiter“ (sinngemäß: 'der Mond | der Erde [DATIV] ihrBegleiter').[130]
- Wenn vor dem Besitzer „dies“ oder „jenes“ gebraucht wird:
Ennek a városnak a lakosai „Die Einwohner dieser Stadt“ (sinngemäß: 'dieser Stadt ihre Einwohner').
Dies ist jedoch nicht nötig, wenn eine unflektierte Variante von ez/az verwendet wird: Ezen városnak a lakosai = Ezen város lakosai.[131]

Daneben gibt es Ableitungen mit dem Suffix -é (házé, házaké „das des Hauses, das der Häuser“ usw.).
Sie werden wie folgt verwendet:
```
A kert mérete nagy, a házé még nagyobb.
„Der Garten ist groß, das Haus nochgrößer.“
   (sinngemäß: 'Dem Garten sein Maß ist groß, dem Haus seins noch größer')
   Der Ausdruck 
a házé
 ist also eine „Abkürzung“ für 
a ház mérete
.
```

```
Ez az ablak a házé.
 „Dieses Fenster gehört zum Haus.“
   (sinngemäß: 'Dieses Fenster [ist] das des Hauses')

Ez a macska Peteré.
 „Diese Katze ist Peters [Katze] / Die Katze gehört Peter.“

Az Istvané jobb.
 „Das von Stefan ist besser.“
[
132
]
```

In ähnlicher Weise steht das Wort kié für „wem gehört …?“:
```
Kié ez a macska?
 „Wem ist diese Katze?“

kiéi ezek a könyvek?
 „wem gehören diese Bücher?“ (Die Form 
kiéi
 bezieht sich auf einen Plural, nämlich mehrere Bücher).
```

Die Endung -ék kann darüber hinaus an Eigennamen angefügt werden:
```
Éviék
 „Évi und ihre Freunde/Familie“
Bei Familiennamen: 
Horváthék
 „die Horváths“
[
133
]
```

Das Verb „haben“ wird im Ungarischen durch das Verb „sein“ und das besessene Nomen mit besitzanzeigendem Suffix ausgedrückt; davor kann bei Personen zusätzlich noch das Personalpronomen im Dativ stehen:
```
Van (önnek) gyereke?
 „Haben Sie Kinder (oder: ein Kind)?“ (wörtlich: ‚ist Ihnen IhrKind?‘)

„Vannak (önnek) gyerekei?“
 „Haben Sie Kinder?“ (wörtlich: ‚sind Ihnen IhreKinder?‘)
```

```
(Neked) van egy kocsid.
 „Du hast ein Auto“ (wörtlich: ‚(dir) ist ein DeinAuto‘)

(Nekem) van kedvem magyarul tanulni
 „Ich habe Lust, Ungarisch zu lernen“ (wörtlich: ‚mir ist MeineLust ungarisch lernen‘)
```

```
Veraltete Anrede: 
Vannak az úrak gyermekei?
[
134
]
 „Hat der Herr Kinder?“ (wörtlich: ‚sind dem Herrn SeineKinder?‘)
```

Zu beachten ist, dass auch Pronomen mit besitzanzeigenden Endungen versehen werden müssen:
```
Egyedül vagyunk, és nincs senkink.
 „Wir sind allein und haben niemanden“ (wörtlich: ‚allein sindWir, und istNicht unserNiemand‘).
[
135
]

Nem félek semmitől.
 „Ich fürchte mich vor nichts“ (wörtlich: ‚nicht fürchteIch vonNichts‘)

Neked mindened volt az a leány
 „Jenes Mädchen war alles für dich (= war dein Alles)“ (wörtlich: ‚dir deinAlles war jenes das Mädchen‘)
[
136
]
```

Auch Verbalsubstantive können auf diese Weise „besessen“ werden:
```
Subjektiv: 
a gyermek nevetése
 „das Lachen des Kindes“
Objektiv: 
a levél megírása
 „das Schreiben des Briefes“
```

Beispiele:
```
Biztosan sokatoknak okoz gondot a levél megírása.

„Ich bin sicher, dass viele von Ihnen Schwierigkeiten haben, einen Brief zu schreiben.“
(wörtlich: ‚sicherlich Vielen verursacht Problem[e] das Brief seinSchreiben‘)
```

```
A betegek gondozása a Tóra legfontosabb parancsolatai közé tartozik.
[
137
]

„Die Pflege von Kranken ist eines der wichtigsten Gebote in der Tora.“
```

```
a betegek gondozása
, wörtlich: ‚die Kranken IhrePflege‘.
Zu beachten ist, dass das Verbalsubstantiv die Singularendung 
-a
 (nicht die Pluralendung 
-uk
) trägt, was viel seltener ist.
```

Dieser Satz zeigt auch, wie der deutsche Ausdruck „eines der wichtigsten Gebote der Tora“ ganz anders wiedergegeben wird als im Deutschen:
```
legfontosabb parancsolatak
 „die wichtigsten Gebote“

legfontosabb parancsolatai
 „seine/ihre wichtigsten Gebote“
```

```
a Tora legfontosabb parancsolatai
 „die wichtigsten Gebote der Tora“

a Tora legfontosabb parancsolatai közé
 „zwischen [among] den wichtigsten Geboten der Tora“

a Tora legfontosabb parancsolatai közé tartozik
 „gehört zu den wichtigsten Geboten der Tora“
```

Eine andere Möglichkeit zeigt folgender Satz:
```
Minden lehetséges világ legjobbja.
 „Die beste der möglichen Welten“ (Leibnitz)
```

```
lehetséges világ
 „mögliche Welt“ (
lehet
 „kann sein“ ist der Potentialis von 
lenni
)

Minden lehetséges világ
 „jede mögliche Welt, alle möglichen Welten“

Minden lehetséges világ leboggja
, wörtlich: ‚aller möglichen Welten ihreBeste‘.
```

Weitere Genitivkonstruktionen:
- Doppelte Besitzangabe:  (a) bátyám szobája "das Zimmer meines Bruders" (wörtlich: ‚(das) meinBruder seinZimmer‘).
- Mit Pronomen:
Beim Besitzer: ennek a fának a koronája "die Krone dieses Baumes" (wörtlich: ‚diesem dem Baum die seineKrone‘).
Beim Besessenen: Zoltán e verse[138] "Dieser Vers Zoltáns" (wörtlich: ‚Zoltán dieser seinVers‘).
In dieser Konstruktion muss die unveränderliche Form e anstelle von ez a gebraucht werden.
- Einzelne Elemente aus einer Menge:
  - a főnököm egyik háza "eines der Häuser meines Chefs" (wörtlich: ‚der meinChef eines seinHaus‘).
Achtung: Im Ungarischen wird der Singular háza gebraucht, nicht der Plural!
  - itt csak kettő van a férfiak közül "hier sind nur zwei von den Männern" (wörtlich: ‚hier nur zweie sind die Männer aus‘).
közül wird gebraucht, wenn man ein Element "aus" einer Menge herausnimmt: egy a három közül "einer von den dreien".

Ausdrücke, in denen in manchen anderen Sprachen der Genitiv nötig ist, werden im Ungarischen durch Adjektive ohne erforderlichen Kasus ausgedrückt:
```
sok víz, kevés bor, több kenyér, elég sajt

"viel Wasser, wenig Wein, mehr Brot, genug Käse".
```

Hingegen muss der Besitz im Ungarischen genauer angegeben werden als im Deutschen:
```
megmosta a kezét
 "er wusch sich die Hände" (wörtlich: ‚wusch die seineHand‘).
```

Wenn also "die Hand" eigentlich "seine Hand" bedeutet, muss das im Ungarischen auch so gesagt werden.

#### Vergleiche,mintundképest
Der einfache Vergleich wird durch mint „wie“ ausgedrückt, sowohl bei Gleichheit („wie“) als auch im Komparativ („als“, englisch 'than'); zu beachten ist, dass mint in diesen Bedeutungen ein Komma vorausgeht. In letzterer Bedeutung kann mint durch den Adessiv ersetzt werden (das Komma entfällt):
- Gleichheit:
Olyan nagy a hazam, mint a tiéd „Mein Haus ist so groß wie deines“ (wörtlich: ‚so groß a meinHaus, wie das deine‘).
Olyan ez a ház, mint egy kastély „Dieses Haus ist wie ein Schloss“ (wörtlich: ‚so dies das Haus, wie ein Schloss‘).
- Komparativ:
A kastély nagyobb, mint a kutyház „Das Schloss [ist] größer als die Hundehütte“.
Oder: A kastély nagyobb a kutyháznál (sinngemäß: 'Das Schloss ist größer neben der Hundehütte').

Im Superlativ heißt es aber: a leggyorsabb mind közül „der schnellste von allen“ (sinngemäß: 'der schnellste aus allen').
Weitere Anwendungen von mint werden ebenfalls mit „wie“, „als“ (englisch 'as') übersetzt:
- Mint mondtam, ma nem volt sok forgalom „Wie ich [schon] sagte, gab es heute nicht viel Verkehr“ (sinngemäß: 'heute nicht war viel Verkehr').
- János mint zsűritag vett részt „Hans nahm als Mitglied der Jury teil“ (wörtlich: ‚Hans wie Jurymitglied nahm teil‘).
Stattdessen kann auch das Suffix -ként verwendet werden, was gebräuchlicher ist: János zsűritagként vett részt.

Eine Ungleichheit kann auch durch képest mit Allativ (-hoz) ausgedrückt werden:
- Az előző évhez képest jobb a bevétel „Verglichen mit letztem Jahr ist der Profit besser“ (sinngemäß: 'zum letzten Jahr im Vergleich [sind] besser die Einnahmen').
- A korukhoz képest jól néznek ki „Sie sehen gut aus für ihr Alter“ (sinngemäß: 'Ihr Alter im Vergleich gut sehen sie aus').

#### Verwendung vonmaga
Das Wort maga „selbst“ hat viele Verwendungsmöglichkeiten:
- Formelle Anrede („Sie“):

```
Zu einer einzelnen Person: 
Maga német?
 „Sind Sie Deutsche(r)?“ (wörtlich: ‚selbst deutsch?‘),
zu mehreren Personen: 
Maguk nétemetek?
 „Sind Sie Deutsche?“.
```

- Es dient als Reflexivprononem; es wird im Akkusativ verwendet bei Verben, die keine -ik-Form kennen:

```
Kizártad magad(at)
 „Du hast dich ausgesperrt“, 
kizárta magát
 „er hat sich ausgesperrt.“

Segítettünk magunkon
 „Wir halfen uns selber“ (wörtlich: ‚auf uns selbst‘),

maga mellé tete a kulcsodat
 „er legte den Schlüssel neben sich“ (wörtlich: ‚sich neben tat den Schlüssel‘).

magunk között
 „unter uns [among us]“
```

```
Veszel magadnak új autót?
 „Kaufst [du] dir [ein] neues Auto?“ (
magadnak
 ist 
magad
 „du selbst“ plus 
-nak
 Dativ),

Magáról beszél
 „Er/sie spricht über sich“
(
magáról
 ist 
maga
 + 
-ról
 Delativ; das 'a' am Ende von 
maga
 muss gesetzmäßig lang werden).
```

- Es kann besitzanzeigende Suffixe ersetzen:

```
a 
magam
 házaban lakom
 „Ich lebe in 
meinem eigenen
 Haus“ (wörtlich: ‚das meinSelbst HausIn lebe‘),
wohingegen „Ich lebe in meinem Haus“ durch 
A ház
am
ban lakom
 ausgedrückt würde, also

ház
 das Suffix 
-am
 „mein“ trüge.
```

- Hervorhebung des Subjektes: (Én) magam meygek „Ich gehe selber“.
- Es kann auch „alleine“ bedeuten:

```
Maga lakik?
 „Wohnt er alleine?“ (könnte theoretisch auch bedeuten: 'wohnt er selbst?').

magam vagyok
 „ich bin alleine“.
```

## Satzmelodie
Die Satzmelodie des Ungarischen weicht in einiger Hinsicht von der deutschen ab.
Besonders hervorzuheben ist die Melodie bei Entscheidungsfragen, die im Ungarischen nicht durch die Wortstellung von Aussagen unterschieden werden können. Hier findet man ein allmähliches Ansteigen der Stimme über mehrere Silben bis zur vorletzten Silbe des Satzes (auch wenn sich diese mitten in einem längeren Wort befindet), die den höchsten Ton trägt, und auf der letzten Silbe folgt ein starkes Abfallen:
```
Sokan élnek Budapesten?
 „Leben viele Leute in Budapest?“ (sinngemäß: 'viele leben inBudapest?').
Die Stimme steigt von 
sokan
 bis zur Silbe 
pes
 kontinuierlich an, und die Silbe 
ten
 ist so tief wie am Satzanfang.
```

Nach der Negation nem/sem folgt in allen Satztypen ein Abfallen der Stimme:
```
Attól a kutyától nem kell félni
 „Vor jenem Hund braucht man keine Angst haben“ (sinngemäß: 'vor jenem Hund nicht nötig angsthaben').
Auf dem Wort 
kell
 geht die Stimme nach unten und bleibt so tief bis zum Satzende.
```